# Список эпизодов мультсериала «Финес и Ферб»
Список эпизодов американского мультсериала «Финес и Ферб», производства Disney Television Animation.

## Обзор сезонов
| Сезон      | Серий      | Эпизодов   | Начало показа   | Конец показа    |
| ---------- | ---------- | ---------- | --------------- | --------------- |
| 1          | 26         | 47         | 17 августа 2007 | 18 февраля 2009 |
| 2          | 39         | 65         | 19 февраля 2009 | 11 февраля 2011 |
| 3          | 35         | 62         | 4 марта 2011    | 30 ноября 2012  |
| 4          | 35         | 48         | 7 декабря 2012  | 12 июня 2015    |
| 5          | 20         | 20         | 5 июня 2025     | июль 2025       |
| 6          | 20         | 20         | TBA             | TBA             |
| Фильмы     | Телефильм  | Телефильм  | 5 августа 2011  | 5 августа 2011  |
| Фильмы     | Кинофильм  | Кинофильм  | 28 августа 2020 | 28 августа 2020 |
| Спецэпизод | Спецэпизод | Спецэпизод | 9 ноября 2015   | 9 ноября 2015   |

## Список эпизодов

### 1 сезон (2007—2009)
| № общий | № в сезоне | Название                                                                          | Режиссёр                   | Автор сценария                                                            | Премьера            | Премьера                 | Премьера           | Код  |
| № общий | № в сезоне | Название                                                                          | Режиссёр                   | Автор сценария                                                            | США                 | США + Европа — Disney XD | Россия (Канал СТС) | Код  |
| --- | ---------- | --------------------------------------------------------------------------------- | -------------------------- | ------------------------------------------------------------------------- | ------------------- | ------------------------ | ------------------ | ---- |
| 1 | 1          | «Американские горки» «Rollercoaster»                                              | Дэн Повенмайр              | Дэн Повенмайр, Джефф «Свомпи» Марш                                        | 17 августа 2007     | 1 сентября 2008          | 6 февраля 2010     | 101a |
| Наступило лето. Двум братьям — Финесу и Фербу — хочется чем-то заняться. Первая идея Финеса — построить самые крутые американские горки на свете. В это время их сестра Кендэс только и ждёт момента позвать маму и «прижучить» братьев. Питомец Финеса и Ферба, утконос Перри, являющийся агентом секретной организации «ОБКА» с кодовым именем «Пи», получает задание — остановить доктора Хайнца Фуфелшмертца, намеревающегося изменить вращение Земли, обернув фольгой восточное побережье. |            |                                                                                   |                            |                                                                           |                     |                          |                    |      |
| 2 | 2          | «Кендэс теряет голову» «Candace Loses Her Head»                                   | Дэн Повенмайр              | Кайл Бэкер, Патрик Вентура                                                | 5 февраля 2008      | 1 сентября 2008          | 6 февраля 2010     | 101b |
| У Кендэс день рождения. Братья решают высечь её скульптуру на горе Рашмор, рядом с изваяниями президентов, в то время как Кендэс разрывается между желанием прищучить братьев и поговорить с работающим там Джереми. Фуфелшмертц из этого же места начинает рыть тоннель в Китай, чтобы проложить там платное шоссе, но провоцирует этим извержение вулкана, которое стирает следы работы братьев. |            |                                                                                   |                            |                                                                           |                     |                          |                    |      |
| 3 | 3          | «Жажда скорости» «The Fast and the Phineas»                                       | Дэн Повенмайр              | Шерм Коэн, Антуан Гильбо                                                  | 2 февраля 2008      | 6 сентября 2008          | 7 февраля 2010     | 102a |
| Братья модернизируют машину их мамы в гоночный автомобиль и участвуют в гонках, управляя им дистанционно. Фуфелшмертц задумал спустить все шины на гоночной трассе, а затем и всё в Триштатье с помощью Спусконаторного луча, а Кендэс хочет прижучить братьев за управление автомобилем. |            |                                                                                   |                            |                                                                           |                     |                          |                    |      |
| 4 | 4          | «Убойная вечеринка, или Гномы возвращаются» «Lawn Gnome Beach Party of Terror»    | Дэн Повенмайр              | Крис Хедрик, Джон Колтон Бэрри                                            | 28 сентября 2007    | 6 сентября 2008          | 7 февраля 2010     | 102b |
| Финес и Ферб устраивают пляж прямо у себя во дворе. Там запрещено задираться, что огорчает пришедшего к ним Бьюфорда. Кендэс видит пришедшего отдохнуть от жары Джереми и присоединяется к нему, решив сегодня не прижучивать братьев, и завоевывает звание Королевы пляжа. А Хайнц крадёт всех садовых гномов Дэнвилля, чтобы отомстить за своё тяжелое детство, когда он стоял в саду, изображая гнома. |            |                                                                                   |                            |                                                                           |                     |                          |                    |      |
| 5 | 5          | «Великолепная тройка» «The Magnificent Few»                                       | Дэн Повенмайр              | Майкл Дидерих, Чонг Ли                                                    | 8 февраля 2008      | 8 сентября 2008          | 13 февраля 2010    | 103a |
| Фуфелшмертц хочет уничтожить всю древесину в Триштатье, чтобы все покупали его алюминиевую обшивку, и впервые привлекает на помощь дочь Ванессу, но ей это совсем неинтересно. Финес, Ферб и Изабелла катаются на пони, но в итоге им приходится ловить коров, сбежавших из загона, который съели термиты Фуфелшмертца. |            |                                                                                   |                            |                                                                           |                     |                          |                    |      |
| 6 | 6          | «Лето, зима… и снова лето» «S'Winter»                                             | Дэн Повенмайр              | Шерм Коэн, Антуан Гильбо                                                  | 9 февраля 2008      | 8 сентября 2008          | 13 февраля 2010    | 103b |
| Братья устраивают настоящую «Летзиму» с горнолыжной трассой во дворе. Кендэс ревнует пришедшего покататься Джереми к иностранке, которая потом оказалась парнем, и, преодолевая страх высоты, отправляется в погоню. Встретив Ванессу, она узнает, что не одинока в нелюбви к техническому творчеству своих родственников. Фуфелшмертц хочет поднять свою популярность, продавая шоколад в виде себя, и ради этого начал воровать шоколад по всему городу, плавя его своим «Плавинатором» из лазерных указок. |            |                                                                                   |                            |                                                                           |                     |                          |                    |      |
| 7 | 7          | «Моя личная мумия» «Are You My Mummy?»                                            | Дэн Повенмайр              | Кайл Бэкер, Майк Рот                                                      | 15 февраля 2008     | 2 сентября 2008          | 14 февраля 2010    | 104a |
| Финес и Ферб решают найти и подружиться с мумией, которую держат в подвале кинотеатра для поддержки антуража. Кендэс следит за братьями, пытаясь понять их планы, и сама оказывается принятой за мумию. Фуфелшмертц хочет изменить уровень океана, убрав плотину бобров при помощи своего «Древонатора», дабы у него была дача с видом на море. |            |                                                                                   |                            |                                                                           |                     |                          |                    |      |
| 8 | 8          | «Звёзды на час» «Flop Starz»                                                      | Дэн Повенмайр              | Шерм Коэн, Антуан Гильбо                                                  | 1 февраля 2008 года | 2 сентября 2008          | 14 февраля 2010    | 104b |
| Финес и Ферб узнают от мамы о группах одного хита и создают такую — «Phineas and Ferb-Tones». Кендэс решает отправиться на прослушивание в шоу талантов и оказывается включенной в эту группу. Фуфелшмертц превращает своё здание в гигантского робота и с его помощью хочет завоевать Триштатье. |            |                                                                                   |                            |                                                                           |                     |                          |                    |      |
| 9 | 9          | «Задира» «Raging Bully»                                                           | Дэн Повенмайр              | Венди Гриб, Кент Осборн                                                   | 4 февраля 2008      | 3 сентября 2008          | 20 февраля 2010    | 105a |
| Финес случайно роняет рожок с мороженым на Бьюфорда, и разъяренный задира бросает ему вызов. Чемпион мира по боксу Эвандер Холифилд предлагает ребятам бороться на больших пальцах и обучает Финеса всем премудростям этой борьбы, после чего братья строят стадион для схватки. А у Фуфелшмертца День Рождения, и чтобы не справлять его в одиночестве, он строит «Поработизатор». В итоге почти победивший Бьюфорд удовлетворяется публичным унижением Финеса из-за испачканной по вине Хайнца одежды и идет на мировую. |            |                                                                                   |                            |                                                                           |                     |                          |                    |      |
| 10 | 10         | «Свет, Кендэс, мотор!» «Lights, Candace, Action!»                                 | Дэн Повенмайр              | Шерм Коэн, Антуан Гильбо                                                  | 3 февраля 2008      | 3 сентября 2008          | 20 февраля 2010    | 105b |
| Кендэс получает роль в кино вместо уволившейся актрисы, согласившись сниматься бесплатно, но оказалось, что его режиссируют Финес и Ферб, ставшие популярными из-за видеороликов в интернете, а сценарий переписан ими до неузнаваемости. Фуфелшмертц создал «Время-ускорителенатор», чтобы приготовить долго выдержанный сыр по семейному рецепту, но Перри съедает весь сыр. Начинается драка, и «Время-ускорителенатор» состарил аудиторию фильма на пробном показе, что привело к отмене проката. Кендэс остаётся довольствоваться славой в интернете. |            |                                                                                   |                            |                                                                           |                     |                          |                    |      |
| 11 | 11         | «Снежным людям вход воспрещён!» «Get That Bigfoot Outta My Face»                  | Дэн Повенмайр              | Кент Осборн                                                               | 23 февраля 2008     | 3 октября 2008           | 21 февраля 2010    | 106a |
| Кендэс, Финес, Ферб и их друзья едут к бабушке и дедушке Финеса, где они весело проводят время, рассказывая друг другу в лесу страшилки. Фуфелшмертц в своём лесном убежище готовится к свиданию с девушкой по переписке, но невовремя появившийся Перри оказался для неё куда привлекательней. |            |                                                                                   |                            |                                                                           |                     |                          |                    |      |
| 12 | 12         | «Битва шалашей» «Tree to Get Ready»                                               | Дэн Повенмайр              | Майк Дидерих, Чонг Ли                                                     | 22 марта 2008       | 3 октября 2008           | 21 февраля 2010    | 106b |
| Финес и Ферб, дабы сделать приятное сестре, отремонтировали и превратили в боевого робота её старый шалаш, и вместе с Кендэс и Стейси устраивают битву шалашей-роботов. Доктор Фуфелшмертц хочет опозорить своего старшего брата — Роджера — на церемонии вручения ключа от города. Для этого он гипнотизирует голубей, чтобы они вымазали его в «липком птичьем молоке», но Перри перенацелил их на самого Хайнца, а помогавшая отцу Ванесса убежала. |            |                                                                                   |                            |                                                                           |                     |                          |                    |      |
| 13 | 13         | «Зависит от времени» «It’s About Time!»                                           | Дэн Повенмайр              | Кент Осборн, Алики Теофилопулос-Граффт                                    | 1 марта 2008        | 12 сентября 2008         | 22 февраля 2010    | 107  |
| Финес и Ферб чинят машину времени в музее естественной истории и попадают в юрский период, где теряют машину. Чтобы спастись, они сообщают о своей беде в будущее через отпечатки в музее. Тем временем доктор Фуфелшмертц «изменил» своему врагу — агенту «Пи» с Питером пандой. Перри разочаровывается в Фуфелшмертце. |            |                                                                                   |                            |                                                                           |                     |                          |                    |      |
| 14 | 14         | «Болван дю-Солей» «Jerk de Soleil»                                                | Дэн Повенмайр              | Джей Джи Гвинтел, Ким Роберсон                                            | 10 февраля 2008     | 9 сентября 2008          | 23 февраля 2010    | 108a |
| Финес и Ферб решили сделать цирк. Фуфелшмертц делает «Голосонатор», чтобы сделать жителей Триштатья писклявыми, и Перри нужно успеть помешать ему и одновременно принять участие в представлении. У Кендэс началась аллергия на пастернак, из-за чего изменился цвет лица и голос стал низким, поэтому она стыдится пойти в таком виде в цирк вместе с Джереми и скрывает лицо под бумажным пакетом. Из-за пакета её принимают за Бьюфорда и делают его номер с ней. Но она была вознаграждена за страдания, так как Джереми понравилась спетая ею во время попытки прижучить братьев песня. |            |                                                                                   |                            |                                                                           |                     |                          |                    |      |
| 15 | 15         | «Мировая игрушка» «Toy to the World»                                              | Джефф «Свомпи» Марш        | Майк Дидерих, Чонг Ли                                                     | 22 февраля 2008     | 9 сентября 2008          | 23 февраля 2010    | 108b |
| Кендэс устраивается на работу в магазин игрушек, который находится прямо напротив закусочной, где работает Джереми, но шокирована необходимостью носить рекламирующую одежду. Финес и Ферб придумывают игрушку в виде утконоса, которая ничего не делает и потому может все. А Фуфелшмертц хочет построить огромную стену вокруг города и установить пошлины, но в пылу боя с Перри для него становится шокирующим сюрпризом множество игрушек в виде утконоса. |            |                                                                                   |                            |                                                                           |                     |                          |                    |      |
| 16 | 16         | «Немного кошмариков тебе не повредит» «One Good Scare Ought to Do It!»            | Ден Повенмайр, Зак Монкриф | Джон Колтон Бэрри, Крис Хедрик                                            | 3 октября 2008      | 13 октября 2008          | 28 февраля 2010    | 109  |
| У Изабеллы началась икота, и, чтобы её вылечить, Финес и Ферб строят гигантский Дом Ужасов. Кендэс узнаёт, что у Джереми есть младшая сестрёнка по имени Сьюзи, которая оказывается настоящим ужасом для неё и Бьюфорда. Фуфелшмертц по просьбе своего арестованного учителя, профессора Уничтожаева, планирует уничтожить его логово, но благодаря Перри его -инатор уничтожает Дом Ужасов прямо перед появлением мамы. |            |                                                                                   |                            |                                                                           |                     |                          |                    |      |
| 17 | 17         | «Рыцарь без страха и упрёка» «A Hard Day’s Knight»                                | Дэн Повенмайр              | Джон Колтон Бэрри, Майк Рот                                               | 14 июня 2008        | 4 сентября 2008          | 6 марта 2010       | 110a |
| Семья Флиннов — Флетчеров гостит в Англии у дедушки и бабушки Ферба. Финес и Ферб организовывают Средневековый турнир. Кендэс знакомится с соседским парнем, Чарлзом IV Пипингом, владельцем замка, где проходит турнир, и участником турнира, и по неосторожности оказывается в доспехах, поучаствовав в турнире и изобразив из себя героя семейной легенды своего соседа. Фуфелшмертц отправляется на выставку злобных учёных познакомиться с доктором Векслером, под видом которого на съезде находится Перри Утконос, и они начинают драться с помощью боевых роботов с выставки. |            |                                                                                   |                            |                                                                           |                     |                          |                    |      |
| 18 | 18         | «Я, Бробот» «I, Brobot»                                                           | Дэн Повенмайр              | Кент Осборн, Алики Теофилопулос-Граффт                                    | 6 февраля 2008      | 4 сентября 2008          | 6 марта 2010       | 110b |
| Братья хотят сделать многое, но лето слишком коротко для всех их идей. Поэтому они делают «финесдроидов» и «ферботов» (которых Кендэс назвала «броботами»), чтобы осуществить такие проекты как: микрозоопарк, тоннель к центру Земли и камеру невидимости. Фуфелшмертц с помощью гигантского магнита решает стереть с автоответчика своей подруги все свои сообщения, и он спасает братьев от ставших слишком инициативными броботов. |            |                                                                                   |                            |                                                                           |                     |                          |                    |      |
| 19 | 19         | «День рождения мамы» «Mom’s Birthday»                                             | Дэн Повенмайр              | Кент Осборн, Алики Теофилопулос-Граффт                                    | 29 февраля 2008     | 11 сентября 2008         | 7 марта 2010       | 111a |
| У мамы день рождения. Финес и Ферб решили сделать для неё самый лучший День Рождения. Кендэс хочет найти подарок лучше, чем у братьев. Фуфелшмертц создал «Сморщесферу», чтобы уменьшить ненавистные ему вещи до размера песчинки. |            |                                                                                   |                            |                                                                           |                     |                          |                    |      |
| 20 | 20         | «Путешествие внутрь Кендэс» «Journey to the Center of Candace»                    | Ден Повенмайр              | Кент Осборн, Ким Роберсон                                                 | 29 февраля 2008     | 11 сентября 2008         | 7 марта 2010       | 111b |
| Джереми приглашает Кендэс на свидание. Пёс Мизинчик случайно съел ленту с наградами Изабеллы. Чтобы достать ленту, братья делают подводную лодку и луч для её уменьшения, но скормить лодку Мизинчику в сэндвиче не удается, потому что его съела Кендэс. Фуфелшмертца раздражают те, кто, не зная, какой сделать выбор, тормозит очередь, и он задумал уничтожить их. |            |                                                                                   |                            |                                                                           |                     |                          |                    |      |
| 21 | 21         | «Беглец, убегай» «Run Away Runway»                                                | Дэн Повенмайр              | Шерм Коэн, Антуан Гильбо                                                  | 7 февраля 2008      | 5 сентября 2008          | 8 марта 2010       | 112a |
| Кендэс отправляется на модный показ известного модельера Гастела Ле Мода и благодаря своей длинной шее становится его моделью. Тем временем Финес и Ферб создают моду на свою одежду. Фуфелшмертц изобрёл «Ксерокс-инатор», чтобы произвести свои копии и сэкономить время на очередях, его копии создают моду на халаты и перебивают моду братьев. |            |                                                                                   |                            |                                                                           |                     |                          |                    |      |
| 22 | 22         | «Я кричу, и ты кричишь» «I Scream, You Scream»                                    | Зак Монкриф                | Шерм Коэн, Антуан Гильбо                                                  | 17 февраля 2008     | 5 сентября 2008          | 8 марта 2010       | 112b |
| Изабелле удалили гланды. Чтобы её порадовать, Финес и Ферб решают сделать аппарат для гигантского мороженого, в это время доктор Фуфелшмертц хочет создать орбитальный лазер для уничтожения рекламного щита и прочих раздражающих его предметов, и все они для скорости решили купить готовые чертежи. Ванесса решила прижучить отца перед мамой, но оказалось, что она по ошибке принесла папе чертежи, которые покупал смутившийся её красотой Ферб, и теперь ей с Кендэс прижучивать некого и не за что!. |            |                                                                                   |                            |                                                                           |                     |                          |                    |      |
| 23 | 23         | «Весь мир в грязи» «It’s a Mud, Mud, Mud, Mud World»                              | Зак Монкриф                | Майк Дидерих, Майк Рот                                                    | 24 февраля 2008     | 10 сентября 2008         | 13 марта 2010      | 113a |
| Кендэс никак не даётся параллельная парковка. Чтобы придать ей уверенности, Финес и Ферб устраивают гонки на бигфутах и выводят её в «королевы грязи». Фуфелшмертц производит собственную линию бигфутов, а также «Бигфут-утилинатор», дабы избавляться от конкурентов. |            |                                                                                   |                            |                                                                           |                     |                          |                    |      |
| 24 | 24         | «Баллада о Плохобородом» «The Ballad of Badbeard»                                 | Дэн Повенмайр              | Майк Дидерих, Джон Колтон Бэрри                                           | 12 апреля 2008      | 10 сентября 2008         | 13 марта 2010      | 113b |
| Флинны — Флетчеры на отдыхе в лагере у дедушки и бабушки Финеса. Дедушка их зовет на прогулку к Бородатому озеру, где на острове спрятаны сокровища пирата Бороды. Дети отправляются на поиски пиратского клада. Фуфелшмертц переезжает в грот Морской бабы-Яги. В это время Кендэс следит за Перри, не зная, галлюцинация это или реальность. |            |                                                                                   |                            |                                                                           |                     |                          |                    |      |
| 25 | 25         | «Мы воссоединяем нашу группу» «Dude, We’re Getting the Band Back Together»        | Дэн Повенмайр              | Крис Хедрик, Чонг Ли                                                      | 8 марта 2008        | 2 октября 2008           | 14 марта 2010      | 114  |
| Лоренс Флетчер забывает про годовщину свадьбы. Финес и Ферб решают воссоединить группу «Трио любви» — группу, под чью музыку их родители впервые поцеловались, и устроить их концерт. В это время Перри сначала помогает Фуфелшмертцу устроить вечеринку в честь шестнадцатилетия его дочери Ванессы, а потом в результате драки исправляет не по возрасту выбранный Ханцем антураж вечеринки на любимый Ванессой и её друзьями готский стиль. |            |                                                                                   |                            |                                                                           |                     |                          |                    |      |
| 26 | 26         | «Готовы для Ведьм» «Ready for the Bettys»                                         | Зак Монкриф                | Кент Осборн, Алики Теофилопулос-Граффт                                    | 16 февраля 2008     | 29 сентября 2008         | 20 марта 2010      | 115a |
| Кендэс и Стейси выиграли в конкурсе, и теперь они проведут весь день с рок-группой «Ведьмы». Финес и Ферб случайно находят один из секретных тоннелей организации «ОБКА», и получают секретное задание. Перри придётся оберегать братьев от опасностей, остановить Фуфелшмертца и при всём этом не раскрыть себя. |            |                                                                                   |                            |                                                                           |                     |                          |                    |      |
| 27 | 27         | «Летающий торговец рыбой» «The Flying Fishmonger»                                 | Зак Монкриф                | Ким Роберсон, Элизабет Ито                                                | 12 сентября 2008    | 29 сентября 2008         | 20 марта 2010      | 115b |
| Братья узнают, что дедушка Ферба был летающим гонщиком. Финес и Ферб воссоздают в своём дворе ущелье Макгрегора, чтобы дедушка повторил неудавшийся прыжок. Фуфелшмертц изобрёл «Пинать-песок-инатор», чтобы отомстить Борису Чёрный Ботинок за унижения. |            |                                                                                   |                            |                                                                           |                     |                          |                    |      |
| 28 | 28         | «Свершилось!» «Phineas and Ferb Get Busted!»                                      | Дэн Повенмайр              | Джон Колтон Бэрри, Пьеро Пилузо                                           | 13 марта 2009       | 16 февраля 2009          | 21 марта 2010      | 116  |
| Кендэс наконец-то прижучила братьев, и мама решает отправить братьев в исправительную школу «Улыбка» (англ. Smile Away), но оказывается, там отучают детей от инициативы и фантазий. Кендэс становится одиноко без них, и она решает их выкрасть. Ей помогает Джереми, и даже Перри с Фуфелшмертцем, но братьев уже успели отучить от фантазии, и их вот-вот поймают снова. Но, по счастью, всё это было не в реальности. |            |                                                                                   |                            |                                                                           |                     |                          |                    |      |
| 29 | 29         | «Из Греции с любовью» «Greece Lightning»                                          | Дэн Повенмайр              | Алекс Алмагуер, Крис Хедрик                                               | 19 апреля 2008      | 30 сентября 2008         | 27 марта 2010      | 117a |
| В голову Финеса и Ферба приходит очередная идея — устроить гонки на колесницах. Доктор Фуфелшмертц собрал робота по имени Норм, чтобы уничтожить Перри утконоса. |            |                                                                                   |                            |                                                                           |                     |                          |                    |      |
| 30 | 30         | «Мы их разоблачим!» «Leave the Busting to Us!»                                    | Зак Монкриф                | Шерм Коэн, Антуан Гильбо                                                  | 19 апреля 2008      | 30 сентября 2008         | 27 марта 2010      | 117b |
| Кендэс обращается в телешоу «Им крышка», чтобы прижучить братьев. Финес и Ферб построили гигантские водные горки. Фуфелшмертц задумал повергнуть Триштатье в новый Ледниковый период при помощи «Смерчинатора — 3000». |            |                                                                                   |                            |                                                                           |                     |                          |                    |      |
| 31 | 31         | «Старушечьи бега» «Crack That Whip»                                               | Дэн Повенмайр              | Тим Биджоркланд, Ким Роберсон                                             | 24 мая 2008         | 1 октября 2008           | 28 марта 2010      | 118b |
| Бабушка Финеса бросает вызов Хильде Джонсон — бабушке Джереми, своей старой неприятельницы. Ради этого Финес и Ферб строят роллердром и организовывают «рок-н-роликовое» дерби. Невыспавшийся Фуфелшмертц хочет уничтожить памятник Резерфорду Хейзу, который приносит ему моральные страдания своей бородой, путём превращения его в хлеб и натравливания на него голодных птиц, но промахивается. |            |                                                                                   |                            |                                                                           |                     |                          |                    |      |
| 32 | 32         | «Лучший день ничегонеделанья» «The Best Lazy Day Ever»                            | Зак Монкриф                | Джон Колтон Бэрри, Майк Рот                                               | 24 мая 2008         | 1 октября 2008           | 28 марта 2010      | 118b |
| Финес и Ферб решили весь день ничего не делать. Кендэс это не нравится, и чтобы побудить их к деятельности и потом прижучить, она готова сама изготовить огромную горку. Фуфелшмертц изобрёл «Уродинатор» и хочет всех жителей Триштатья превратить в уродов. |            |                                                                                   |                            |                                                                           |                     |                          |                    |      |
| 33 | 33         | «Приятель из палеолита» «Boyfriend from 27,000 B.C.»                              | Зак Монкриф                | Алики Теофилопулос-Граффт, Марк Крисафулли                                | 7 июня 2008         | 10 ноября 2008           | 3 апреля 2010      | 119a |
| Финес и Ферб узнают из телевизионной передачи о том, как жили неандертальцы, и решают отправиться в ледник возле города, поискать и разморозить своего пещерного человека. Он оказался голоден и ему понравились сендвичи. Увидев его, Кендэс не удивляется — у Стейси будет костюмированный бал, и в такой костюм должен был одеться Джереми, но вскоре видит, что он слишком голоден и у него слишком плохие манеры. Фуфелшмертц изобрёл «Уничтожатор костюмов — сендвичей». |            |                                                                                   |                            |                                                                           |                     |                          |                    |      |
| 34 | 34         | «Путешествие на дно Бьюфорда» «Voyage to the Bottom of Buford»                    | Зак Монкриф                | Антуан Гильбо, Чонг Ли                                                    | 7 июня 2008         | 10 ноября 2008           | 3 апреля 2010      | 119b |
| Бьюфорд потерял свою золотую рыбку Бифа на пляже. Она дорога ему, поскольку он стал задирой из мирного мальчика, защищая её от задиры. Финес и Ферб решили помочь Бьюфорду, но, когда рыбка была найдена, нападение осьминога заставила Бьюфорда повторить свой подвиг в защиту рыбки. Фуфелшмертц случайно спасает котёнка, поэтому для спасения своей репутации злодея ему нужен «Масмедиа-стиратинатор», чтобы стереть изображения любого типа во всём Триштатье. |            |                                                                                   |                            |                                                                           |                     |                          |                    |      |
| 35 | 35         | «Убери эту клюшку подальше» «Put That Putter Away»                                | Зак Монкриф                | Джон Колтон Бэрри, Майк Дидерих                                           | 10 августа 2008     | 3 ноября 2008            | 4 апреля 2010      | 120a |
| Кендэс заболевает, и просит Стейси вместо неё прижучить братьев. В Денвилле закрылась единственная площадка для мини-гольфа, поэтому Финес и Ферб решают построить другую, такую интересную, что Стейси за игрой забыла своё обещание. Фуфелшмертц использует атомный листьесдуватель, чтобы избавиться от соседских листьев и отомстить соседу по даче, но он оказался настолько мощным, что площадка улетела на место старой площадки для мини-гольфа. |            |                                                                                   |                            |                                                                           |                     |                          |                    |      |
| 36 | 36         | «Неужели я кажусь толстым из-за утконоса?» «Does This Platypus Make Me Look Fat?» | Дэн Повенмайр              | Дуглас Маккарти, Пьеро Пилузо                                             | 10 августа 2008     | 3 ноября 2008            | 4 апреля 2010      | 120b |
| Финес и Ферб построили телепортатор, но по случайности Перри и Кендэс меняются мозгами, а ведь сейчас Джереми должен прийти к ней в гости. В это время Фуфелшмертц украл всех клоунов из «Бесвкусбургера», чтобы заменить их песню на свою, и Перри приходится идти на задание в теле Кендэс. Это создает сложности — Перри не хватает хвоста, а Хайнц не может бить девчонок. |            |                                                                                   |                            |                                                                           |                     |                          |                    |      |
| 37 | 37         | «Похищение компакт-диска» «Traffic Cam Caper»                                     | Дэн Повенмайр, Зак Монкриф | Ким Роберсон, Марк Чеккарелли                                             | 12 июля 2008        | 6 октября 2008           | 10 апреля 2010     | 121a |
| Кендэс узнаёт, что у них напротив дома стоит камера наблюдения, и, чтобы прижучить братьев, хочет показать записи с компакт-диска камеры маме. Чтобы хозяева Перри не узнали о двойной жизни домашнего любимца, он просит у Фуфелшмертца робота Норма и похищает диск у Кендэс. Кендэс вместе с Финесом и Фербом отправляется за ним в погоню. |            |                                                                                   |                            |                                                                           |                     |                          |                    |      |
| 38 | 38         | «Драма в кегельбане» «Bowl-R-Ama Drama»                                           | Дэн Повенмайр              | Сюжет: Бобби Гейлор и Мартин Олсон Сценарий: Крис Хедрик и Алекс Алмагуер | 12 июля 2008        | 6 октября 2008           | 10 апреля 2010     | 121b |
| Финес и Ферб решили сделать самый большой шар для боулинга, и хотят победить на конкурсе глупых рекордов. Кендэс хочет идти с Джереми кататься на колесе обозрения, но боится высоты. Ей дают испытать шар для боулинга, но, угнав шар, чтобы прижучить братьев, она устраивает им дополнительный рекорд по гигантскому пинболу. А Фуфелшмертц делает гигантских пингвинов-морозилок, чтобы заморозить Дэнвиль и побудить его жителей покупать горячее какао по безумной цене, и Пери использует гигантский шар против них, Кендэс при этом взлетает на колесо обозрения к Джереми. |            |                                                                                   |                            |                                                                           |                     |                          |                    |      |
| 39 | 39         | «Монстр Финеса и Фербенштейна» «The Monster of Phineas-n-Ferbenstein»             | Зак Монкриф                | Джон Колтон Бэрри, Майк Дидерих                                           | 17 октября 2008     | 20 октября 2008          | 11 апреля 2010     | 122a |
| Во время грозы отключилось электричество и дедушка Финеса рассказывает Флетчерам про Фербгора и Финесштейна, создавшего монстра-утконоса. В это время Перри сидит у доктора Фуфелшмертца в гостях, запертый из-за поломки сигнализации, и слушает его рассказ про доктора Джекила Фуфелшмертца, который научился превращаться в страшного монстра, и захотел, чтобы за ним погналась злая толпа, а гувернантка Констанция хочет донести этой толпе на Фербгора и Финесштейна. Монстры из рассказов Фуфелшмертца и дедушки Финеса встречаются на бале монстров, где лучшим монстрам дают премию, и начинают драться, а Констанция тем временем попала под действие изобретения Джекила Фуфелшмертца. |            |                                                                                   |                            |                                                                           |                     |                          |                    |      |
| 40 | 40         | «Песок, масло, Кендэс» «Oil on Candace»                                           | Дэн Повенмайр              | Антуан Гильбо, Алики Теофилопулос-Граффт                                  | 17 октября 2008     | 20 октября 2008          | 11 апреля 2010     | 122b |
| Финес, Ферб и их друг Дженго — сын известного художника Беббо Брауна, решили нарисовать картину на нераскрашеной пустыне. В это время к Фуфелшмертцу приходит его бывшая учительница зла, доктор Геварлик, которая все время над ним издевалась, и Хайнцу хочется показать ей, что он всё-таки чего-то добился. Из-за этого Перри срывают выходной. Хайнца преследуют неудачи, он даже не смог доказать, что у него есть враг-утконос, а когда он попытался в честь учителя взорвать Луну, то промахнулся и попал в дамбу. |            |                                                                                   |                            |                                                                           |                     |                          |                    |      |
| 41 | 41         | «История одного портала» «Unfair Science Fair»                                    | Дэн Повенмайр, Зак Монкриф | Алики Теофилопулос-Граффт, Элизабет Ито                                   | 20 марта 2009       | 17 февраля 2009          | 17 апреля 2010     | 123a |
| Финес и Ферб помогают Балджиту построить для детской научной выставки портал на Марс, а доктор Фуфелшмертц решил притвориться ребёнком и построить для неё огромный вулкан из пищевой соды, потому что когда-то его детский «Инатор» проиграл вулкану. В это время Кендэс борется за вакансию в «Жмот-доге», но так активно, что не берут никого. |            |                                                                                   |                            |                                                                           |                     |                          |                    |      |
| 42 | 42         | «История одного портала. Продолжение» «Unfair Science Fair Redux. Another Story»  | Дэн Повенмайр,Зак Монкриф  | Джон Колтон Бэрри, Пьеро Пилузо                                           | 20 марта 2009       | 18 февраля 2009          | 17 апреля 2010     | 123b |
| Выставка ещё не началась. Кендэс не смогла связаться со своими друзьями, и, подумав, что ею пренебрегают, решила уйти от людей на Марс через портал Балжита. Финес и Ферб хотят её спасти, но марсиане сделали Кендэс своей королевой, и она решила там остаться, но вскоре рассердила марсиан. Перри помогает Фуфелшмертцу с покупкой материалов для вулкана из пищевой соды. |            |                                                                                   |                            |                                                                           |                     |                          |                    |      |
| 43 | 43         | «Навстречу звёздам» «Out to Launch»                                               | Дэн Повенмайр, Зак Монкриф | Ким Роберсон, Пьеро Пилузо, Кент Осборн                                   | 5 декабря 2008      | 14 февраля 2009          | 18 апреля 2010     | 124  |
| В школе будет бал, и Кендэс не знает, как пригласить Джереми. Отец братьев — Лоренс — купил в интернете сертификат на звезду и дарит его Финесу и Фербу. Они решили узнать, где находится их звезда, и вместе с Кендэс отправляются к ней на ракетах, прихватив случайно и мамину машину. А Фуфелшмертц хочет одержать верх над Большелапым Гансом, который когда-то увел у него девушку, победив в спектакле теней, и для этого собирается изобразить на Луне тень от гигантских рук своей космической станции. |            |                                                                                   |                            |                                                                           |                     |                          |                    |      |
| 44 | 44         | «Сыграем?» «Got Game?»                                                            | Зак Монкриф                | Антуан Гильбо, Чонг Ли                                                    | 2 августа 2008      | 27 октября 2008          | 24 апреля 2010     | 125a |
| Бьюфорд отказывается признавать преимущество девочек над мальчиками, и тогда Финес и Ферб организовывают F-игры. Фуфелшмертц решает выступить на выставке собак вместе с Перри и отомстить за то, что в детстве его очень обидели: отец любил собаку и не замечал сына. Для победы Хайнц изобрёл «Непослушинатор», чтобы вывести соперников из конкурса. |            |                                                                                   |                            |                                                                           |                     |                          |                    |      |
| 45 | 45         | «Комета Кермиллиана» «Comet Kermillian»                                           | Дэн Повенмайр              | Крис Хедрик, Алекс Алмагуер                                               | 2 августа 2008      | 27 октября 2008          | 24 апреля 2010     | 125b |
| Финес и Ферб строят обсерваторию, чтобы посмотреть на комету Кермиллиана. Кендэс идёт на пикник с Джереми, но с ним оказывается и Съюзи, она издевается над Кендэс, загоняет ей в джинсы белок и заставляет её удрать. Доктор Фуфелшмертц изобрёл стейк-очки, чтобы не прикладывать лёд к фингалу. |            |                                                                                   |                            |                                                                           |                     |                          |                    |      |
| 46 | 46         | «Мультфильмания» «Out of Toon»                                                    | Зак Монкриф                | Джон Колтон Бэрри, Майк Дидерих                                           | 7 ноября 2008       | 15 ноября 2008           | 25 апреля 2010     | 126a |
| Финес и Ферб решили построить собственную студию анимации и произвести своё мульт-шоу с героями в виде себя. Кендэс недовольна, что её изобразили в мульт-шоу как злую фурию (англ. control freak), но всё-таки хочет попробовать упавшие на неё лучи славы. Доктор Фуфелшмертц создал луч, который заставляет танцевать не только людей, но и вещи, и он заставляет студию утанцевать со двора. |            |                                                                                   |                            |                                                                           |                     |                          |                    |      |
| 47 | 47         | «Слава Фуфелании!» «Hail Doofania!»                                               | Дэн Повенмайр              | Антуан Гильбо, Алики Теофилопулос-Граффт                                  | 7 ноября 2008       | 15 ноября 2008           | 25 апреля 2010     | 126b |
| В этой серии всё наоборот: Ванесса Фуфелшмертц, получившая в прачечной одежду Кендэс, пытается прижучить перед мамой своего отца и Норма, строящих страну зла Фуфеланию на плавучей платформе, а в это время Финес и Ферб делают для Изабеллы «Радуга-инатор», который приводит к уничтожению творения Фуфелшмертца прямо перед приходом мамы Ванессы и сам оказывается уничтожен Перри-Утконосом, случайно нажавшим на кнопку его самоуничтожения. |            |                                                                                   |                            |                                                                           |                     |                          |                    |      |

### 2 сезон (2009—2011)
| № общий | № в сезоне | Название                                                                                               | Режиссёр                            | Автор сценария | Премьера         | Премьера                 | Премьера                                          | Код     |
| № общий | № в сезоне | Название                                                                                               | Режиссёр                            | Автор сценария | США              | США + Европа — Disney XD | Россия (Канал СТС)                                | Код     |
| --- | ---------- | --- | ----------------------------------- | --- | ---------------- | ------------------------ | ------------------------------------------------- | ------- |
| 48 | 1          | «Лохносское чудовище» «The Lake Nose Monster»                                                          | Роберт Ф. Хьюз                      | Сюжет: Ричард Гудман Сценарий: Джон Колтон Бэрри и Пьеро Пилузо | 27 марта 2009    | 19 февраля 2009          | 1 мая 2010                                        | 201     |
| Финес и Ферб на подводной исследовательской станции ищут в Лохносском озере Лохносское чудовище (Носси), и им это удаётся, но оказывается, что Носси хочет сохранить своё существование в тайне. В это время Кендэс вместе с Джереми работает спасателем на пляже, а доктор Фуфелшмертц хочет собрать из озера весь цинк, хотя и не может придумать, как с его помощью причинить зло. |            | |                                     | |                  |                          |                                                   |         |
| 49 | 2          | «Интервью с утконосом» «Interview With a Platypus»                                                     | Зак Монкриф                         | Сюжет: Джон Колтон Бэрри Сценарий: Антуан Гильбо и Ким Роберсон | 8 мая 2009       | 20 февраля 2009          | 2 мая 2010                                        | 202a    |
| Финес и Ферб конструируют «ПэриВодчик», чтобы узнать, осмысленны ли издаваемые Пэри звуки, но оказалось, что им можно выслушать проблемы любых животных, и братья решают помочь всем. В это время Кендэс пришла к Джереми играть в «Адскую мясорубку 3», но пудель Сьюзи ей всё время мешает, а по возвращении домой её атакуют обиженные ею интервьюируемые животные. Фуфелшмертц вознамерился взорвать дамбу и затопить все улицы Денвилля, чтобы превратить его в подобие Венеции и заставить жителей покупать плавающие автомобили его собственного производства. |            | |                                     | |                  |                          |                                                   |         |
| 50 | 3          | «Слово дня» «Tip of the Day»                                                                           | Роберт Ф. Хьюз                      | Сюжет: Дэвид Шэйн Сценарий: Джон Колтон Бэрри и Пьеро Пилузо | 8 мая 2009       | 20 февраля 2009          | 2 мая 2010                                        | 202b    |
| Финес и Ферб удивлены, что никто не знает названия наконечник шнурка от ботинок. Они узнают это у Балджита и организуют целую кампанию по популяризации этого слова. Фуфелшмертц не может выйти из дому из-за насмешек, потому что в интернет попал и стал хитом видеоролик, где он в юности был заснят катающимся на роликовых коньках в смешном виде. Используя прибор, предоставленный Перри, он улучшает свой -инатор, так что теперь он может стереть то, о чём он думает, и со всех носителей, и из памяти жителей города, но перед самым пуском своего прибора он вспомнил о концах шнурков. |            | |                                     | |                  |                          |                                                   |         |
| 51 | 4          | «Атака 50-футовой сестры» «Attack of the 50 Foot Sister»                                               | Зак Монкриф                         | Сюжет: Билл Мотц и Боб Рот Сценарий: Джон Колтон Бэрри и Пьеро Пилузо | 1 мая 2009       | 21 февраля 2009          | 3 мая 2010                                        | 203a    |
| Балджит просит Финеса и Ферба помочь победить в конкурсе на самый большой арбуз, и они обрабатывают его эликсиром роста. Кендэс стремится стать новой «Клёвой Девчонкой», но ей надо подрасти на два сантиметра, и она тайком берет у братьев эликсир. Сначала все идет хорошо, но его действие не останавливается на двух сантиметрах, и она вырастает до 50 футов. За контракт с ней начинается борьба между директорами шоу уродов и конкурса на «самую клёвую девчонку». Доктора Фуфелшмертца раздражает шум веселья на Среднелетнем фестивале, и он собирается отравить его запахом грязных памперсов, но по ошибке заряжает в свой «-инатор» эликсир роста. |            | |                                     | |                  |                          |                                                   |         |
| 52 | 5          | «Аквафеерия» «Backyard Aquarium»                                                                       | Роберт Ф. Хьюз                      | Сюжет: Йен Киркман Сценарий: Джо Арантио и Майк Рот | 1 мая 2009       | 21 февраля 2009          | 3 мая 2010                                        | 203b    |
| У Финеса и Ферба появляется золотая рыбка и они делают для неё огромный морской аквариум, а потом запускают в него косаток и дельфинов и устраивают аквашоу у себя во дворе. Кендэс никак не может дождаться обещанного звонка от Джереми и вдруг оказывается вовлеченной в шоу братьев. Фуфелшмертц хочет заморозить все хот-доги в Триштатье своим «Мстителенатором», чтобы отомстить продавцам хот-догов за свои унижения в те времена, когда он был продавцом сарделек, и монополизировать рынок фаст-фуда своими сардельками. |            | |                                     | |                  |                          |                                                   |         |
| 53 | 6          | «День ожившего желе» «Day of the Living Gelatin»                                                       | Зак Монкриф                         | Сюжет: Майкл Райан Сценарий: Майк Рот и Джо Арантио | 15 мая 2009      | 28 февраля 2009          | 8 мая 2010                                        | 204a    |
| Кендэс устраивает десертную вечеринку, и ради Джереми все блюда должны быть приготовлены из желе. Финес и Ферб готовят огромное желе в бассейне Изабеллы. Фуфелшмертц изобретает «Взлопревращателенатор» и случайно превращает желе братьев в желатинового монстра. |            | |                                     | |                  |                          |                                                   |         |
| 54 | 7          | «Элементарно, дорогая Стейси» «Elementary My Dear Stacy»                                               | Зак Монкриф                         | Сюжет: Джон Колтон Бэрри Сценарий: Антуан Гильбо и Ким Робертсон | 15 мая 2009      | 28 февраля 2009          | 8 мая 2010                                        | 204b    |
| На каникулах в Лондоне к семье Флинн-Флетчеров присоединяется Стейси. Она и Кендэс всю ночь читают книги о Шерлоке Холмсе. Кендэс предлагает Стейси прижучить братьев по дедукции Шерлока Холмса. Стейси отводится роль доктора Ватсона. Фуфелшмертц собирается перенести Биг-Бен к себе, в Денвилль, потому что у него портится зрение, а покупать большие часы ему лень. Чтобы Перри мог работать в Великобритании, ему в напарники дают агента 000 (аллюзия на Джеймса Бонда). |            | |                                     | |                  |                          |                                                   |         |
| 55 | 8          | «Не вздумай моргать» «Don't Even Blink»                                                                | Роберт Ф. Хьюз                      | Сюжет: Бобби Гэйлор и Дэн Повенмайр Сценарий: Антуан Гильбо и Ким Роберсон | 29 мая 2009      | 4 апреля 2009            | 9 мая 2010                                        | 205a    |
| Кендэс возбудила любопытство братьев и их друзей вопросом, куда все время пропадают их придумки, и они решили специально сделать большую карусель и следить за ней весь день, чтобы установить это. Фуфелшмертц создал Луч невидимости, чтобы сделать невидимыми приходящих с благотворительными товарами гёрлскаутов, и на всякий случай дополнил свой луч режимом уничтожения. |            | |                                     | |                  |                          |                                                   |         |
| 56 | 9          | «У утконоса» «Chez Platypus»                                                                           | Зак Монкриф                         | Сюжет: Йен Киркман и Джон Колтон Бэрри Сценарий: Антуан Гильбо и Ким Роберсон | 29 мая 2009      | 4 апреля 2009            | 9 мая 2010                                        | 205b    |
| Братьям не нравятся рестораны, где завтрак слишком мал, и они решают построить собственное заведение. Кендэс наконец-то дождалась от Джереми приглашения на романтичное свидание. Доктор Фуфелшмертц изобрёл прибор, уничтожающий любовь, и он срабатывает в самый неподходящий момент, когда на свидании в ресторане он наконец-то нашел себе девушку, которая разделяла все его вкусы, даже любовь ко злу. |            | |                                     | |                  |                          |                                                   |         |
| 57 | 10         | «Перри снёс яйцо» «Perry Lays an Egg»                                                                  | Зак Монкриф                         | Сюжет: Майкл Райан Сценарий: Джо Арантио и Майк Рот | 22 мая 2009      | 11 апреля 2009           | 10 мая 2010                                       | 206a    |
| Братья захотели сделать самый солнечный день. Чтобы сделать такой день, надо забраться на дерево, но день оказался уже самым солнечным. Когда Финес и Ферб слезали с дерева, то случайно задели яйцо, которое укатилось под хвост Перри. Финес и Ферб решили, что Перри снёс яйцо, и хотели согреть его, и для этого они построили большую машину, но Кендэс, которая посмотрела фильм про опасности для молодых черепашек, замечает это и решает сама ухаживать за яйцом. Доктор Фуфелшмертц решает отомстить китам за то, что они увели у него девушку, и использует прибор, который позволяет говорить на китовом языке. |            | |                                     | |                  |                          |                                                   |         |
| 58 | 11         | «Реальная виртуальность» «Gaming the System»»                                                          | Зак Монкриф                         | Сюжет: Билл Мотц и Боб Рот Сценарий: Джо Арантио и Зак Монкриф | 22 мая 2009      | 11 апреля 2009           | 10 мая 2010                                       | 206b    |
| Братьям понравилась версия видеоигры, сделанная Бьюфордом, и они решили делать собственную, в которую можно вселить кого угодно. Кендэс готовится к свиданию с Джереми, и по случайности попадает в их игру, где фен становится её оружием. Последний уровень - в реальности, где босс имеет вид Бьюфорда. В это время доктор Фуфелшмертц, в отместку за свои детские унижения, создал «Платье-инатор», чтобы превратить в платья любую одежду. |            | |                                     | |                  |                          |                                                   |         |
| 59 | 12         | «Хроники Мипа» «The Chronicles of Meap»                                                                | Джефф «Болото» Марш, Роберт Ф. Хьюз | Сюжет: Джон Колтон Бэрри и Дэвид Шейн Сценарий: Джон Колтон Бэрри и Пьеро Пилузо | 19 июня 2009     | 18 июня 2009             | 15 мая 2010                                       | 207     |
| Финес и Ферб испытывают свой особый спортивный инвентарь для бейсбола. Кендис получает посылку с игрушкой Банго-Ру и со Стейси намерена отправиться в фан-клуб этих новых японских игрушек. В это же время братья сбивают инопланетный корабль. Из него появляется пришелец, который говорит только одно слово: «Мип». Кендэс принимает его за говорящую игрушку Банго-Ру. Фуфелшмертц изобрёл «Статический электрораспространителезатор», чтобы притянуть свой утерянный воздушный шарик — единственного друга детства. |            | |                                     | |                  |                          |                                                   |         |
| 60 | 13         | «Таддеус и Тор» «Thaddeus and Thor»                                                                    | Зак Монкриф                         | Сюжет: Дэвид Бандж и Ник Стэнтон Сценарий: Антуан Гильбо и Ким Роберсон | 3 июля 2009      | 15 июня 2009             | 16 мая 2010                                       | 208a    |
| К соседям Флинн-Флетчеров приезжают два изобретательных братца Таддеус и Тор со старшей сестрой Мэнди. Кендэс знакомится с Мэнди, они говорят о надоедливых братьях, начинается спор, кто круче, и Кендэс заставляет Финеса и Ферба соревноваться с соседями в строительстве форта. В это время проходит фамильный фестиваль Фуфелшмертцев, где присутствует и оставившая себе фамилию прежнего мужа Шарлин, и Хайнц хочет, используя «Ударятор−3000», одержать верх над своим братом Роджером в кикболе, где тот всегда был чемпионом. |            | |                                     | |                  |                          |                                                   |         |
| 61 | 14         | «Самолёт! Самолёт!» «De Plane! De Plane!»                                                              | Зак Монкриф                         | Сюжет: Дэвид Тейтельбаум Сценарий: Джо Арантиа и Майк Рот | 3 июля 2009      | 15 июня 2009             | 16 мая 2010                                       | 208b    |
| Финес и Ферб решили побить рекорд Говарда Хьюза на деревянный самолёт с самым большим размахом крыльев, и строят самолёт из газет и папье-маше. Фуфелшмертц соорудил «Выпаривателенатор», чтобы выпаривать воду из бассейнов, так как мама запрещала ему в детстве купаться. Кендэс и Стейси замечают около бассейна, что Джереми разговаривает с кузиной, и Кендэс принимает её за опасную соперницу. Но из-за «Выпаривателенатора» ей вместо демонстрации своего искусства прыжков в воду придётся кататься на скейтборде. |            | |                                     | |                  |                          |                                                   |         |
| 62 | 15         | «Твоя игра» «Let's Take a Quiz»                                                                        | Зак Монкриф                         | Сюжет: Дэвид Бандж и Ник Стэнтон Сценарий: Джо Арантиа и Майк Рот | 10 июля 2009     | 22 июня 2009             | 22 мая 2010                                       | 209a    |
| Кендэс узнает, что Джереми снялся в рекламе. Чтобы сравняться с ним в крутизне, Кендэс нужно тоже попасть на телевидение, и она решила участвовать в телеигре Финеса и Ферба. Доктор Фуфелшмертц попал в зависимость от телемагазинов и в отчаянии изобрёл «Сжигателенатор», чтобы уничтожить все телевышки в Триштатье. |            | |                                     | |                  |                          |                                                   |         |
| 63 | 16         | «Случай на мойке» «At the Car Wash»                                                                    | Роберт Ф. Хьюз                      | Сюжет: Мэй Чен Сценарий: Майкл Дидерих и Перри Зомболас | 10 июля 2009     | 22 июня 2009             | 22 мая 2010                                       | 209b    |
| Изабелла собирает деньги для спасения звездоносого крота. Братья собираются помочь ей и строят для этого автомойку, куда попадает Кендес во время попытки прижучить братьев. Стейси пытается убедить Кендэс, что она должна изобразить недотрогу для Джереми. Фуфелшмертц собирается раздувать горы из кротовин «Раздувать-горы-из-кротовых-нор-инатором». |            | |                                     | |                  |                          |                                                   |         |
| 64 | 17         | «А, вот ты где, Перри» «Oh, There You Are, Perry»                                                      | Роберт Ф. Хьюз                      | Сюжет: Джон Колтон Бэрри Сценарий: Алики Теофилопулос-Граффт и Антуан Гильбо | 24 июля 2009     | 11 июля 2009             | 23 мая 2010                                       | 210a    |
| Уровень опасности от Фуфелшмертца упал до статуса «незначительная угроза» и Перри переводят в Четырёхштатье для борьбы с Отрыгателем. Доктор Фуфелшмертц сначала идет Отрыгателю в ассистенты, но потом помогает Перри. Кендис с братьями, обеспокоенные длительным отсутствием утконоса, организуют его поиски, в ходе которых устраивают концерт на крыше. |            | |                                     | |                  |                          |                                                   |         |
| 65 | 18         | «Швейцарская семья Финеса» «Swiss Family Phineas»»                                                     | Зак Монкриф                         | Сюжет: Скотт Питерсон Сценарий: Шерм Коэн и Чонг Ли | 24 июля 2009     | 11 июля 2009             | 23 мая 2010                                       | 210b    |
| Флинн-Флетчеры решили покататься на яхте, а Перри оставляют с Балжитом. Их яхта попадает в шторм и садится на рифы, и пока отец чинит яхту, братья строят дом на острове. Фуфелшмертц взялся за бесплатную стирку, чтобы разорить прачечные во всем Триштатье и открыть на их месте институты зловедения. Балджиту пришлось пережить ужасный день, когда Перри убежал на борьбу со злом. Майор Монограмм, чтобы агент выполнил задание, заставил Карла притвориться мороженщиком. |            | |                                     | |                  |                          |                                                   |         |
| 66 | 19         | «Музыкальный клиптастический марафон Финеса и Ферба» «Phineas and Ferb's Musical Cliptastic Countdown» | Дэн Повенмайр                       | Сюжет: Джон Колтон Бэрри Сценарий: Скотт Питерсон | 16 октября 2009  | 12 октября 2009          | 29 мая 2010                                       | 211     |
| Эта серия представляет собой сборник десяти клипов из первого сезона. Она организована как музыкальное шоу и составлена по результатам голосований зрителей каналов Disney Channel и Disney XD, начатого 1 сентября 2009 года. Ведущие — Майор Монограмм и доктором Фуфелшмертц. Перед последней песней доктор Фуфелшмертц ставит на воспроизведение свою, которая должна загипнотизировать зрителей, но эффект от неё был перебит ещё более навязчивой мелодией песни Финеса и Ферба из серии «Звёзды на час», занявшей первое место. |            | |                                     | |                  |                          |                                                   |         |
| 67 | 20         | «Квантовый трип-хоп Финеса и Ферба» «Phineas and Ferb's Quantum Boogaloo»                              | Зак Монкриф                         | Сюжет: Скотт Питерсон Сценарий: Каз и Ким Роберсон | 25 сентября 2009 | 21 сентября 2009         | 30 мая 2010                                       | 212     |
| Финес и Ферб берут машину времени из музея и отправляются в будущее, за сплавом для «суперструктуры». В будущем они встречают семью Кендэс, чьи дети, Ксавье и Фред, все лето только и сидят под цифровым деревом, потому что все уже сделано. Финес и Ферб возвращаются, получив желаемое, в своё время. Кендэс из будущего замечает их и прижучивает братьев в прошлом в то время, когда они построили американские горки. Но в результате её вмешательства полиция впредь пресекает любую детскую инициативу, и будущее, куда она возвращается, встречает её диктатурой Фуфелшмертца. Кендэс из альтернативного будущего возвращается, останавливая другую будущую Кендэс, чтобы та не прижучила братьев. Кендэс из настоящего переносится в будущее и, показав себя постаревшей Линде, доказывает ей правдивость своих старых обвинений, но, поскольку братья уже выросли, ничего, кроме морального удовлетворения, это ей не приносит. |            | |                                     | |                  |                          |                                                   |         |
| 68 | 21         | «Прятки» «Hide and Seek»                                                                               | Зак Монкриф                         | Сюжет: Джон Колтон Бэрри Сценарий: Каз и Ким Роберсон | 31 июля 2009     | 18 июля 2009             | 5 июня 2010                                       | 213a    |
| Во время дождя Ирвинг предлагает сыграть в прятки, но дом слишком мал, поэтому Финес и Ферб используют уменьшитель. Но его забирает Кендис, и детям нужно теперь добраться до заветного прибора. Тем временем Фуфелшмертц запускает в дом Перри робота-шпиона, чтобы узнать его адрес. |            | |                                     | |                  |                          |                                                   |         |
| 69 | 22         | «Это тонущее чувство» «That Sinking Feeling»                                                           | Роберт Ф. Хьюз                      | Сюжет: Мэй Чен Сценарий: Алики Теофилопулос-Граффт и Антуан Гильбо | 31 июля 2009     | 18 июля 2009             | 5 июня 2010                                       | 213b    |
| К Балджиту приезжает его подружка, которая, как он говорит, «стала девчонкой». Финес и Ферб устроили им романтический круиз, полностью повторяя сценарий фильма «Титаник», вплоть до крушения, но оказалось, что это лишнее, и с выросшей подругой детства можно играть по-прежнему. Доктору Фуфелшмертцу досаждают гудки кораблей, из-за чего он собирается перенести маяк подальше от своего дома. |            | |                                     | |                  |                          |                                                   |         |
| 70 | 23         | «Балджитлс» «The Baljeatles»                                                                           | Роберт Ф. Хьюз                      | Сюжет: Скотт Питерсон Сценарий: Пьеро Пилузо и Джон Колтон Бэрри | 7 августа 2009   | 25 июля 2009             | 6 июня 2010                                       | 214a    |
| Балджит по ошибке записался на курсы рок-музыки и не представляет, как его играть, но благодаря Финесу и Фербу ему удается, выразив свои чувства досады на свою ошибку, с успехом выступить на итоговом концерте. Туда же приходят Кендэс вместе со Стейси. Кендэс беспокоит то, что Джереми не дает ей прозвища, а Стэйси захотела познакомиться с Колдрейном, приятелем Джереми и организатором концерта. Фуфелшмертц решил стать лидером всех малышей, передавая им стук своего сердца вместо материнского. |            | |                                     | |                  |                          |                                                   |         |
| 71 | 24         | «Ванессенсивный шопинг» «Vanessassary Roughness»                                                       | Роберт Ф. Хьюз                      | Сюжет: Скот Петерсон Сценарий: Майкл Дидерих и Перри Зомболас | 7 августа 2009   | 25 июля 2009             | 6 июня 2010                                       | 214b    |
| Ванесса стыдится ездить на заднем сиденье папиного мотороллера, но чтобы получить машину, ей надо доказать свою ответственность и добыть отцу вещество с фантастическими свойствами, «пиззазиум», перехватив его у других покупателей торгового центра. «Пиззазиум» нужен Бьюфорду и Балджиту для научной ярмарки, а Кендэс и Стейси хотят подарить его Джереми, приняв его за фонарь. Ванесса отправляется в погоню за «пиззазиумом» для отца, Перри пытается ей помешать, а влюблённый Ферб помогает Ванессе. |            | |                                     | |                  |                          |                                                   |         |
| 72 | 25         | «Больше никаких кроликов» «No More Bunny Business»                                                     | Зак Монкриф                         | Сюжет: Джон Колтон Бэрри Сценарий: Шерм Коэн и Чонг Ли | 14 августа 2009  | 1 августа 2009           | 12 июня 2010                                      | 215a    |
| Финесу и Фербу прислали рентгеновские очки, которые оказались имитацией, поэтому они решили сделать настоящие рентгеновские очки. Кендэс нашла кролика во дворе и взяла его себе. Фуфелшмертц старается с помощью кости-ракеты увести всех собак из города, но, хотя в это время Перри занят ловлей враждебного агента, которым оказывается найденный кролик, планы Фуфелшмертца успешно пресекает фикус в горшке. |            | |                                     | |                  |                          |                                                   |         |
| 73 | 26         | «Спа-день» «Spa Day»                                                                                   | Роберт Ф. Хьюз                      | Сюжет: Дженнифер Кин Сценарий: Алики Теофилопулос-Граффт и Антуан Гильбо | 14 августа 2009  | 1 августа 2009           | 12 июня 2010                                      | 215b    |
| Кендэс и Стейси хотели пойти в спа-салон на весь день, но по дороге встретились с Джереми и пошли с ним на благотворительную стройку. Доктор Фуфелшмертц нашёл очень милого кота на дороге, взял его к себе, но тот порвал его чертежи и запустил в ход все его пакостные изобретения. Финес и Ферб строят спа-салон во дворе. |            | |                                     | |                  |                          |                                                   |         |
| 74 | 27         | «Полёт на мыльном пузыре» «Bubble Boys»                                                                | Зак Монкриф                         | Сюжет: Мэй Чен Сценарий: Джей Джи Орантиа и Майк Рот | 30 октября 2009  | 17 октября 2009          | 13 июня 2010                                      | 216a    |
| Финес и Ферб решили полетать на мыльном пузыре. Изабелла с гёрлскаутами отправились на поиски сока маракасового дерева, который необходим для составления гигантского пузыря. В это время доктор Фуфелшмертц хочет всех поработить с помощью новой музыки — смеси «западной и кантри» музыки, которую он будет петь с помощью своего «Йодлинатора». Кендэс, чтобы прижучить братьев, устраивает погоню за их пузырем прямо во время урока вождения с мамой. |            | |                                     | |                  |                          |                                                   |         |
| 75 | 28         | «Изабелла и храм древесного сока» «Isabella and the Temple of Sap»                                     | Зак Монкриф                         | Сюжет: Мэй Чен Сценарий: Джей Джи Орантиа и Майк Рот | 30 октября 2009  | 17 октября 2009          | 13 июня 2010                                      | 216b    |
| Пока Финес и Ферб готовят прибор для полета на мыльном пузыре, Изабелла и остальные гёрлскауты добывают нужный для этого сок маракасового дерева. Скаутский отряд встречает Гуру Хиппи и получает от него «ключ мудрости», который должен помочь им найти сок в старом заброшенном «Старом заброшенном парке развлечений». Пёс Мизинчик, он же Агент Me (Ми), должен остановить профессора Бубенвотс, которая не может перейти к завоеванию мира до того, как не будет выглядеть идеально с помощью лака для волос, который остался лишь в том самом парке, куда направился отряд Изабеллы. |            | |                                     | |                  |                          |                                                   |         |
| 76 | 29         | «Выше нос, Кэндэс» «Cheer Up Candace»                                                                  | Роберт Ф. Хьюз                      | Сюжет: Мэй Чен Сценарий: Майкл Дидерих и Перри Зомболас | 13 ноября 2009   | 24 октября 2009          | 14 июня 2010                                      | 217a    |
| Кендэс ощущает себя подавленной после того, как Джереми отменяет свидание, Финес и Ферб пытаются ободрить сестру, меняя ей имидж и сделав машину свиданий. Тем временем доктор Фуфелшмертц создаёт клонов Перри, чтобы те устраивали пакости. |            | |                                     | |                  |                          |                                                   |         |
| 77 | 30         | «Отрыв по-гёрлскаутски» «Fireside Girl Jamboree»                                                       | Зак Монкриф                         | Сюжет: Дженнифер Кин Сценарий: Шерм Коэн и Чонг Ли | 13 ноября 2009   | 21 октября 2009          | 14 июня 2010                                      | 217b    |
| Для того, чтобы получить билеты на концерт Paisley Sideburn Brothers, Кендэс готова даже заработать 50 значков и стать гёрлскаутом, хоть ей это и не по возрасту. Финес и Ферб разрабатывают ей оптимальную трассу, по которой она сможет выполнить свою задачу. Доктора Фуфелшмертца злят кексы гёрлскаутов, от которых он не может отказаться и которые мешают ему набрать спортивную форму, и потому он делает -инатор, превращающий всё в брокколи. |            | |                                     | |                  |                          |                                                   |         |
| 78 | 31         | «Кодекс задиры» «The Bully Code»                                                                       | Зак Монкриф                         | Сюжет: Мартин Олсон Сценарий: Ким Роберсон и Каз | 20 ноября 2009   | 31 октября 2009          | 19 июня 2010                                      | 218a    |
| Балджит спасает жизнь Бьюфорду, и тот становится его слугой, ведь так велит «Кодекс задиры». Балджиту это надоедает, и он пытается избавиться от него. Финес и Ферб строят сооружение, с помощью которого Бьюфорд должен спасти Балджита и, таким образом, расквитаться с ним. В это время Кендес и Стейси притворяются работниками Жмот-Дога, чтобы стереть неудачные фотографии с телефона Джереми, и Бьюфорд спасает её вместо Балджита, но она не признает кодекс задир. Фуфелшмертц собирается отомстить курьеру по доставке мороженого, отдавившего ему ногу. |            | |                                     | |                  |                          |                                                   |         |
| 79 | 32         | «В поисках Мэри Макгаффин» «Finding Mary McGuffin»                                                     | Роберт Ф. Хьюз и Джей Лэндер        | Сюжет: Дженнифер Кин Сценарий: Алики Теофилопулос-Граффт и Антуан Гильбо | 20 ноября 2009   | 31 октября 2009          | 19 июня 2010                                      | 218b    |
| Финес и Ферб, вдохновлённые старыми детективными фильмами, решают поиграть в детективов. Лоренс продаёт Фуфелшмертцу куклу «Мэри Макгаффин», случайно попавшую в коробку для распродаж, и Кендэс просит братьев найти и вернуть её. Они нападают на след, но для Ванессы, которая давно уже мечтает не об игрушке, а об автомобиле, кукла, которую отец подарил ей через много лет поисков, оказалась так дорога, что она готова не только биться за неё с Кендэс, но даже отнять её у случайно получившей её маленькой девочки. Хайнца порадовала надежда, что дочь станет злой. |            | |                                     | |                  |                          |                                                   |         |
| 80 | 33         | «В чём же прикол?» «What Do It Do?»                                                                    | Роберт Ф. Хьюз и Джей Лэндер        | Сюжет: Мартин Олсон Джон Колтон Бэрри и Пьеро Пилузо | 15 января 2010   | 14 ноября 2009           | 20 июня 2010                                      | 219a    |
| Новая установка Фуфелшмертца падает во двор Флиннов-Флетчеров. Линда оказывается в положении Кендэс, когда пытается убедить занятого на лекции Лоренца, что у них во дворе странная гигантская штука, а Финес и Ферб пытаются разобраться, зачем она нужна. Проведя инженерный анализ, они сделали её копию и устраивают испытания. |            | |                                     | |                  |                          |                                                   |         |
| 81 | 34         | «Атлантида» «Atlantis»                                                                                 | Зак Монкриф                         | Сюжет: Дженнифер Кин Сценарий: Ким Роберсон и Каз | 15 января 2010   | 14 ноября 2009           | 20 июня 2010                                      | 219b    |
| Финес, Ферб и их друзья отправляются искать Атлантиду. Джереми оказывается судьёй на соревнованиях по строительству замков из песка, в котором Кендэс участвует вместе с мамой. В это время доктор Фуфелшмертц хочет создать себе помощников для завоевания Триштатья, оживив растения. |            | |                                     | |                  |                          |                                                   |         |
| 82 | 35         | «Скажите «кесо»!» «Picture This»                                                                       | Роберт Ф. Хьюз и Джей Лэндер        | Сюжет: Мартин Олсон Сценарий: Майкл Дидерих и Каз | 4 декабря 2009   | 7 ноября 2009            | 26 июня 2010                                      | 220a    |
| Финес и Ферб ищут старый скейт Ферба, но оказалось, что Ферб забыл его в Британии. Братья сооружают фотопереносчик, который переносит вещи, изображенные на фотографии, на место, где стоит фотоперносчик, и Кендэс решает его использовать, чтобы вернуть маму с мексикано-еврейского фестиваля домой и прижучить братьев. В это время доктор Фуфелшмертц использовал «Мим-инатор», чтобы отомстить за пантомиму на него. |            | |                                     | |                  |                          |                                                   |         |
| 83 | 36         | «Танцы до тошноты» «Nerdy Dancin»                                                                      | Зак Монкриф                         | Сюжет: Мэй Чен Сценарий: Джей Джи Орантиа и Перри Зомболас | 4 декабря 2009   | 7 ноября 2009            | 26 июня 2010                                      | 220b    |
| Кендэс желает участвовать в шоу «Танцуй, пока не стошнит» на национальном телевидении с Джереми, но Джереми боится, что не соответствует требуемому уровню. Финес дает Джереми одеть экзоскелет, который повторяет все движения Ферба. Фуфелшмертц предлагает ассоциации злобных учёных объединиться в «Лигу Юродивых Борцов, Одержимых Властью Над Интеллектом Человека Коварными Изобретениями» («ЛЮБОВНИЧКИ»), но им нужна реклама в средствах массовой информации, поэтому они отправляются на танцевальный марафон. |            | |                                     | |                  |                          |                                                   |         |
| 84 | 37         | «Я был роботом в самом расцвете сил» «I Was a Middle Aged Robot»                                       | Зак Монкриф                         | Сюжет: Мартин Олсон Сценарий: Шерм Коэн и Чонг Ли | 26 февраля 2010  | 13 февраля 2010          | 27 июня 2010                                      | 221a    |
| Кендэс тренируется, чтобы выиграть состязания отцов и детей. Финес и Ферб организовывают поддержку Кендес. Папа попадает в один из секретных тоннелей «ОБКА» и узнает, что Перри — секретный агент. По неосторожности он стирает себе память на 99 %. Карл предусмотрел такой случай, и пока Лоренцу восстанавливают память, вместо него вместе с Кендэс будет соревноваться робот под управлением Перри. |            | |                                     | |                  |                          |                                                   |         |
| 85 | 38         | «Внезапная Сьюзи» «Suddenly Suzy»                                                                      | Роберт Ф. Хьюз и Джей Лэндер        | Сюжет: Мартин Олсон и Мэй Чен Сценарий: Алики Теофилопулос-Граффт и Антуан Гильбо | 26 февраля 2010  | 13 февраля 2010          | 27 июня 2010                                      | 221b    |
| Финес и Ферб создают копию Ниагарского водопада и планируют скатиться с него. Джереми оставляет Сьюзи с Кендэс. Сьюзи объясняет Кендэс, что издевается над ней только в присутствии Джереми, чтобы тот любил только её, свою сестру, и учит её, как с помощью психологического манипулирования заставить братьев прижучить самих себя. Фуфелшмертц конструирует «Углеродный след-инатор», и оставить гигантские углеродные следы по всему Триштатью. |            | |                                     | |                  |                          |                                                   |         |
| 86 | 39         | «Рождественские канникулы» «Phineas and Ferb Christmas Vacation»                                       | Зак Монкриф                         | Сюжет: Джон Колтон Бэрри и Скотт Питерсон Сценарий: Джон Колтон Бэрри и Пьеро Пилузо | 11 декабря 2009  | 7 декабря 2009           | 3 июля 2010                                       | 222     |
| Кендэс озабочена идеальным подарком для Джереми. Финес и Ферб катаются на турбовинтовых санях. Они доказывают сестре, что Санта-Клаус существует. Братья строят дом отдыха для него, а также намерены превратить весь город в благодарственную открытку Санте. Фуфелшмертц досадует, что ему приятно Рождество, потому что он должен строить козни против Рождества по имиджевым соображениям, но никак не может придумать повод для этого. К нему приходят поздравляющие, но он не желает поддаваться. Благодаря -инатору Фуфелшмертца весь Дэнвиль отмечен у Санты, как город непослушных. Финес предлагает послать на Северный полюс сообщение Санта-Клаусу и объясниться, и к ним приходят эльфы Санты. Финес, Ферб, Кендэс, эльфы и их друзья развозят подарки по всему городу. |            | |                                     | |                  |                          |                                                   |         |
| 87 | 40         | «Карл под прикрытием» «Undercover Carl»                                                                | Зак Монкриф                         | Сюжет: Мэй Чен и Мартин Олсон Сценарий: Чонг Ли и Шерм Коэн | 5 марта 2010     | 13 февраля 2010          | 4 июля 2010                                       | 223a    |
| Финесу не нравится абсолютность Закона гравитации, и он собирается построить антигравитационную смехопушку. Хайнц скачивает схему этой пушки в интернете на сайте Финеса и Ферба. Карлу для успешной аттестации не хватает инициативы, и ошибочно вычисляет сотрудничество Финеса и Фуфелшмертца. Монограм отправляет Карла остановить братьев и доктора. Ему нужно прикинуться новым соседом и войти в доверие к ним. Чтобы им не помешал Перри, его заставляют искать агента Гарри Гусака. |            | |                                     | |                  |                          |                                                   |         |
| 88 | 41         | «Гип-гип парад» «Hip Hip Parade»                                                                       | Роберт Ф. Хьюз и Зак Монкриф        | Сюжет: Мэй Чен Сценарий: Джей Джи Орантиа и Перри Зомболас | 5 марта 2010     | 13 февраля 2010          | 4 июля 2010                                       | 223b    |
| Балджит сообщает братьям, что сегодня день объединения Триштатья, и они решают принять участие в параде. Но Бьюфорд с другом намерены помешать параду, потому что его предок был противником объединения. Кендэс дает клятву не зацикливаться на поведении братьев и провести день с мамой. Доктор Фуфелшмертц сделал «Дубли-8-инатор», чтобы увеличить число машин в Дэнвилле в 8 раз и превратить город в огромную пробку. |            | |                                     | |                  |                          |                                                   |         |
| 89 | 42         | «Прогулка сквозь стены» «Just Passing Through»                                                         | Зак Монкриф                         | Сюжет: Мартин Олсон Сценарий: Эдгар Аралетян и Ким Роберсон | 12 февраля 2010  | 6 февраля 2010           | 10 июля 2010                                      | 224a    |
| У Линды медиатор укатывается под стену, поэтому Финес и Ферб решили сделать машину, с помощью которой можно пройти сквозь стены. В это время Лоренц проводит аукцион антикварных паровых катков, а доктор Фуфелшмертц хочет уничтожить скульптуру своего брата. |            | |                                     | |                  |                          |                                                   |         |
| 90 | 43         | «Звёздный час Кэндэс» «Candace's Big Day»                                                              | Роберт Ф. Хьюз и Джей Лендер        | Сюжет: Дженнифер Кин Сценарий: Алики Теофилопулос-Граффт и Антуан Гильбо | 12 февраля 2010  | 6 февраля 2010           | 10 июля 2010                                      | 224b    |
| Кендэс, по обещанию, устраивает свадьбу своих родственников, Финес и Ферб хотят ей помочь. Всё получается не так, как рассчитано, но жених и невеста все равно довольны. В это время доктор Фуфелшмертц хочет, чтобы вся пища стала вредной и весь город растолстел из-за его изобретения. |            | |                                     | |                  |                          |                                                   |         |
| 91 | 44         | «Вторжение Фербшельцев» «Invasion of the Ferb Snatchers»                                               | Зак Монкриф                         | Сюжет: Дженнифер Кин и Мартин Олсон Сценарий: Джей Джи Орантиа и Перри Зомболас | 16 апреля 2010   | 20 февраля 2010          | 11 июля 2010                                      | 225a    |
| Кендэс насмотрелась фильмов о пришельцах и начала считать, что Ферб — пришелец. Финес и Ферб в это время помогают реальному пришельцу починить его корабль, пока он прячется под видом Линды. В это время доктор Фуфелшмертц распродаёт свои старые Инаторы, и один из них за секунду складывает вещи в маленькую коробку. |            | |                                     | |                  |                          |                                                   |         |
| 92 | 45         | «Недетский аттракцион» «Ain't No Kiddie Ride»                                                          | Зак Монкриф                         | Сюжет: Дженнифер Кин и Мартин Олсон Сценарий: Шерм Коэн и Чонг Ли | 16 апреля 2010   | 20 февраля 2010          | 11 июля 2010                                      | 225b    |
| Аттракционы около супермаркета должны были унести, поэтому Финес и Ферб решили их усовершенствовать. В это время доктор Фуфелшмертц решил с помощью кучи аэрозольных баллонов выжечь своё имя на Дэнвилле, но они оказались не повреждающими озоновый слой. |            | |                                     | |                  |                          |                                                   |         |
| 93 | 46         | «Волшебник страны Курьёзз» «Wizard of Odd»                                                             | Роберт Ф. Хьюз и Джей Лендер        | Сюжет: Скотт Петерсон Сценарий: Майкл Дидерих и Каз | 24 сентября 2010 | 24 ноября 2010           | 17 июля 2010                                      | 226     |
| Когда Финес и Ферб мыли дом, Кендэс потеряла сознание, и ей приснилось, что она - в стране Курьёзз. |            | |                                     | |                  |                          |                                                   |         |
| 94 | 47         | «Птиц» «The Beak»                                                                                      | Джефф «Болото» Марш, Джей Лендер    | Сюжет: Скотт Петерсон Сценарий: Джон Колтон Бэрри и Пьеро Пилузо | 12 марта 2010    | 8 марта 2010             | 18 июля 2010                                      | 227     |
| Финес и Ферб создали костюм супергероя, чтобы пройти построенную ими смертельную полосу препятствий для скейтборда. При испытании костюма они успевают спасти Балджита. Изабелла замечает его, пишет о нём заметку в газету и называет его Птицем. Кака Пук-Пук решает, что появление супергероя — самый подходящий момент, чтобы стать суперзлодеем и испортить людям день, и на своем роботе начинает разрушать город. Фуфелшмертц дезинформирует Триштатье о захвате власти, но Роджеру это выгодно, чтобы спихнуть на него ответственность в сложный момент. Кендэс догадывается, что «Птиц» — это Финес и Ферб, и решает изобразить суперзлодея по прозвищу «Жирафище», чтобы разоблачить братьев перед мамой. |            | |                                     | |                  |                          |                                                   |         |
| 95 | 48         | «Без Финеса и Ферба» «Not Phineas and Ferb»                                                            | Зак Монкриф                         | Сюжет: Мартин Олсон Сценарий: Ким Роберсон и Каз | 14 мая 2010      | 27 февраля 2010          | 24 июля 2010                                      | 228a    |
| Финес и Ферб идут на фестиваль фильмов «Космодрама». Ирвинг хочет доказать старшему брату Альберту способности Финеса и Ферба, но так как Финес и Ферб в кинотеатре, Ирвинг переодевает Балджита и Бьюфорда в Финеса и Ферба и ставит голограмму Эйфелевой башни, которую Финес и Ферб когда-то сделали. В это время доктор Фуфелшмертц крадёт все достопримечательности мира для своей детской железной дороги, уменьшая их своим «Уменьшинатором». |            | |                                     | |                  |                          |                                                   |         |
| 96 | 49         | «Охотники на Финеса и Ферба» «Phineas and Ferb Busters»                                                | Джей Лендер                         | Сюжет: Скотт Питерсон Сценарий: Алики Теофилопулос-Граффт и Антуан Гильбо | 14 мая 2010      | 27 февраля 2010          | 24 июля 2010                                      | 228b    |
| Кендэс, чтобы прижучить своих братьев, по совету Изабеллы организует команду со Стейси и Дженни и обучает их. Финес и Ферб делают экстремальный вариант игры «Вращающиеся фишки смерти», а Бьюфорд хулиганит с источником её питания и выводит из строя все электроприборы в городе. Фуфелшмертц запланировал найти Норму более дешёвую и разрушительную замену, но вскоре только Норм, работающий от белки в колесе, сможет спасти его самого. |            | |                                     | |                  |                          |                                                   |         |
| 97 | 50         | «Говорящие с ящером» «The Lizard Whisperer»                                                            | Зак Монкриф                         | Сюжет: Мей Чен, Дженнифер КинИ Мартин Олсон Сценарий: Шерм Коэн и Чонг Ли | 11 июня 2010     | 6 марта 2010             | 25 июля 2010                                      | 229a    |
| Финес и Ферб сделали большой автомат по производству замороженного йогурта. У них во дворе появляется хамелеон, которого они назвали Стивом. Фуфелшмертц скупает музыкальные инструменты и звуковую аппаратуру. Джереми Джонсон учит Фуфелшмертца и Монограмма игре на гитаре. Оказывается, Хайнцу нужно сыграть расшифрованную им в древних текстах мелодию для вызова инопланетян. Когда Стив из-за приборов Фуфелшмертца увеличился и ушёл, Финес, Ферб и Изабелла ищут его. |            | |                                     | |                  |                          |                                                   |         |
| 98 | 51         | «Роботородео» «Robot Rodeo»                                                                            | Джей Лендер                         | Сюжет:Мэй Чен Сценарий: Каз Джо Орантиа | 11 июня 2010     | 6 марта 2010             | 25 июля 2010                                      | 225b    |
| Финес и Ферб построили роботородео. Мама Стейси не хочет, чтобы Стейси и Кендэс шли на концерт вместе, потому что она считает Кендэс рассеянной, тогда Кендэс решила притвориться, что ей плевать на то, что делают Финес и Ферб, но не смогла, и мать Стейси положительно оценила её целеустремленность. В ассоциации злобных гениев проводится крупное собрание. Посланные агенты не вернулись с задания, но Фуфелшмертц устраивает им побег, чтобы те уничтожили изделия его конкурентов в конкурсе на лучший -инатор. |            | |                                     | |                  |                          |                                                   |         |
| 99 | 52         | «Секрет успеха» «The Secret of Success»                                                                | Зак Монкриф                         | Сюжет: Мэй Чен и Дженнифер Кин Сценарий: Ким Роберсон и Каз | 8 октября 2010   | 30 октября 2010          | 31 июля 2010                                      | 230a    |
| Стейси берет с собой Кендэс на семинар лидерства. Финес и Ферб сделали вседорожный вездеход, но мама, узнав, что несовершеннолетняя Кендэс одна водила машину, наказывает её, не слушая дальше. Кендэс хотела использовать секреты успеха, но Стейси, встретившая Колдрейна, все забыла. В это время доктор Фуфелшмертц создаёт «Прерывателенатор», который прерывает все передачи, чтобы Хайнцу присылали деньги в «Телемарафон зла». |            | |                                     | |                  |                          |                                                   |         |
| 100 | 53         | «Фуфельная сторона Луны» «The Doof Side of the Moon»                                                   | Джей Лендер                         | Сюжет: Джон Колтон Бэрри и Мартин Олсон Сценарий: Эдгар Аралетян и Берни Петерсон | 8 октября 2010   | 30 октября 2010          | 31 июля 2010                                      | 230b    |
| Финес и Ферб сделали самое высокое здание в мире, крыша которого застряла в Луне. Кендэс просит Альберта, брата Ирвинга, помочь прижучить братьев, и тот дает «слово ботана». Фуфелшмертц, изучив график зла, огорчился, что часть зла исходит не от него, и чтобы это исправить, решает повернуть Луну к Земле другой, тёмной стороной. |            | |                                     | |                  |                          |                                                   |         |
| 101 | 54         | «Она — мэр» «She's the Mayor»                                                                          | Зак Монкриф                         | Сюжет: Дженнифер Кин и Мартин Олсон Сценарий: Майкл Дидерих и Перри Зомболас | 30 июля 2010     | 14 июня 2010             | 1 августа 2010                                    | 231a    |
| Роджер Фуфелшмертц сделал Кендэс мэром на один день за лучшее сочинение на тему «Лучший мэр дня». Её помощницей становится Стейси. Финес и Ферб создали город первопроходцев во дворе, и обладая властью, Кендэс ничего не стоит их прищучить. В это время доктор Фуфелшмертц со своим братом играют в гольф. Чтобы быстрее отмучиться, Хайнц ускоряет время с помощью нового изобретения, но оно из-за перегрузки переносит их в альтернативное время, где мэром одного дня становится вовсе не Кендэс. |            | |                                     | |                  |                          |                                                   |         |
| 102 | 55         | «Лимонадный киоск» «The Lemonade Stand»                                                                | Джей Лендер                         | Сюжет: Мэй Чен Сценарий: Алики Теофилопулос-Граффт и Антуан Гильбо | 30 июля 2010     | 14 июня 2010             | 1 августа 2010                                    | 231b    |
| Кендэс ссорится со Стейси из-за своего постоянного желания прижучить братьев. Финес и Ферб организуют производство лимонада, ставшего популярным, и ставят лимонадные киоски по всему городу. В это время доктор Фуфелшмертц разбрасывает по всему Дэнвилю острую, как бритва, бумагу, чтобы все покупали его пластыри от порезов, и этим останавливает работу лимонадных киосков. Встав перед выбором — поскорее прижучить братьев или вернуть дружбу Стейси, Кендэс не успевает показать маме вывески заведений Финеса и Ферба. |            | |                                     | |                  |                          |                                                   |         |
| 103 | 56         | «Вот это мы называем лабиринт» «We Call it Maze»                                                       | Зак Монкриф                         | Сюжет: Дженнифер Кин Сценарий: Берни Питерсон и Чонг Ли | 1 октября 2010   | 23 октября 2010          | 15 января 2011                                    | 232a    |
| Финес и Ферб строят многоэтажный лабиринт, в котором соревнуются две команды, девочки и мальчики. В глазах младшей сестры Изабеллы, Мелиссы, Кендэс лучший гёрлскаут, которую журнал для гёрл-скаутов поместил на обложку. Они идут преодолевать лабиринт, и Кендэс приходится сознаться, что она жульничала, когда получила 50 значков. В это время доктор Фуфелшмертц хочет сделал «Наклон-инатор», чтобы наклонять и выпрямлять здания и привлекать туристов. |            | |                                     | |                  |                          |                                                   |         |
| 104 | 57         | «Знакомьтесь: Макс Модем» «Ladies and Gentlemen: Meet Max Modem!»                                      | Джей Лендер                         | Сюжет: Скотт Питерсон Сценарий: Джей Джи Орантиа и Каз | 1 октября 2010   | 23 октября 2010          | 15 января 2011                                    | 232b    |
| Кендэс узнает, что её мама была поп-звездой Линданой. Её приглашают на шоу «Звезды 80-х», и Лоренца это начинает беспокоить. Тогда Финес и Ферб делают из него бывшую поп-звезду 80-х Макса Модема. Фуфелшмертц вновь собирается захватить власть в Триштатье, на этот раз с помощью «Пришельцы-инатора», создающего голограммы с изображением пришельцев. |            | |                                     | |                  |                          |                                                   |         |
| 105 | 58         | «Одного боя ягода» «Nerds of a Feather»                                                                | Джей Лендер                         | Сюжет: Джон Колтон Бэрри Сценарий: Джон Колтон Бэрри и Пьеро Пилузо | 27 августа 2010  | 16 августа 2010          | 16 января 2011                                    | 233     |
| Финес и Ферб готовятся к слёту любителей фантастики, где будет известный мастер спецэффектов Клайв Аддисон. Между фанатами фантастики и фэнтэзи под руководством Балджита и Бьюфорда назревает конфликт, Финеса уводят на слет поклонников «Космической Одиссеи», разлучая с Фербом. Финес и Ферб берутся стать посредником между финками и спиками, используя своё голографическое устройство для спецэффектов. Фуфелшмертц на слёте предлагает кинопродюсерам сценарий экшн-фильма с участием себя, Пэрри и мэра-оборотня. Кендэс на слете прячется под костюмом Ути Момо, чтобы её не засмеяли за интерес к детской игрушке, но, увидев голограмму Финеса и Ферба, вмешивается в бой фанатов и раскрывает своё инкогнито перед Джереми и его страшной сестрой Сьюзи, обожающей Утю Момо. |            | |                                     | |                  |                          |                                                   |         |
| 106 | 59         | «Гавайские каникулы» «Phineas and Ferb Hawaiian Vacation»                                              | Зак Монкриф                         | Сюжет: Дженнифер Кин (1 и 2 часть) и Мэй Чен (2 часть) Сценарий: Каз и Ким Роберсон (1 часть) и Майкл Дидерих и Перри Зомболас (2 часть)                                                                                | 9 июля 2010      | 12 июля 2010             | 22 января 2011                                    | 234     |
| 1 часть: Флинн-Флетчеры отправились отдыхать на Гавайи. Финес и Ферб покупают и увеличивают порпримов с помощью эликсира роста. Менеджер отеля запрещает Кендэс прижучивать братьев и хочет сделать это сам. В это время доктор Фуфелшмертц создал деэволюционатор, чтобы превратить всех в первобытных существ. 2 часть: Кендэс находит талисман удачи, который приносит ей только неудачи, и который всё время возвращается к ней. Оказывается, его нужно бросить в жерло вулкана на острове Чозакучахлама. Финес и Ферб помогают ей, и оказывается, что этот талисман — купон на скидку в расположенном там ресторане. В это время доктор Фуфелшмертц пытается ужиться с Перри на острове. |            | |                                     | |                  |                          |                                                   |         |
| 107 | 60         | «Раздвоение личности» «Split Personality»                                                              | Джей Лендер                         | Сюжет: Скотт Питерсон, Дженнифер Кин и Лэнс Лекомпт Сценарий: Алики Теофилопулос-Граффт и Антуан Гильбо | 29 октября 2010  | 6 ноября 2010            | 23 января 2011                                    | 235a    |
| Финес и Ферб сделали молекулярный разделитель, который разделил Кендэс на две части: одна любит Джереми, другая хочет только прижучить братьев. Фуфелшмертц должен преодолеть детский страх прыжков с вышки, из-за которого от него отказался отец, и для этого изобрёл «Отвернись-инатор». |            | |                                     | |                  |                          |                                                   |         |
| 108 | 61         | «Утечка мозгов» «Brain Drain»                                                                          | Джей Лендер                         | Сюжет: Мартин Олсон Сценарий: Джей Джи Орантиа и Каз | 29 октября 2010  | 6 ноября 2010            | 23 января 2011                                    | 235b    |
| Заболевшие Финес и Ферб и их друзья играют по локальной сети, а доктор Фуфелшмертц делает аппарат, способный управлять чужими движениями, и подчиняет Перри. В результате случайного пересечения игры друзей Финеса и Ферба с управлением прибора Фуфелшмертца, Перри освобождается, а Хайнц становится звездой контр-культурной вечеринки, которую Ванесса с друзьями устроили на свалке. |            | |                                     | |                  |                          |                                                   |         |
| 109 | 62         | «Поиграем» «Make Play»                                                                                 | Зак Монкриф                         | Сюжет: Мэй Чен Сценарий: Берни Питерсон и Эдгар Аралетян | 11 февраля 2011  | 7 марта 2011             | 29 января 2011                                    | 236a    |
| Отец рассказывает Финесу и Фербу, как работает музыкальный автомат 50-х годов. Братья решают создать свой. В Дэнвилль приезжает принцесса Бальдегунда из Друссельштейна, чтобы вручить мэру награду «Человек года» во время открытия Дома оперы. Кендэс и принцесса меняются местами на полдня. Хайнц сделал «Суперкоготь-инатор», чтобы украсть Дом оперы. |            | |                                     | |                  |                          |                                                   |         |
| 110 | 63         | «Кендэс наказана» «Candace Gets Busted»                                                                | Зак Монкриф                         | Сюжет: Скотт Питерсон Сценарий: Ким Роберсон и Каз | 11 февраля 2011  | 7 марта 2011             | 29 января 2011                                    | 236b    |
| Лоренс и Линда уходят на весь вечер и запрещают Кендэс устраивать шумные вечеринки. Кендэс приглашает нескольких друзей. Но любая активность в их доме привлекают внимание, ведь это дом Финеса и Ферба. Кендэс не удается справиться со всё новыми и новыми гостями, которые шумно веселятся, решив, что у неё вечеринка, и срочно вернувшаяся домой Линда наказывает её. |            | |                                     | |                  |                          |                                                   |         |
| 111 | 64         | «Лето — твоя пора!» «Phineas and Ferb: Summer Belongs to You!»                                         | Роберт Ф. Хьюз Дэн Повенмайр        | Сюжет: Дэн Повенмайр и Джефф «Болото» Марш Сценарий: Дэн Повенмайр, Роберт Ф. Хьюз, Кайл Менке, Ким Роберсон, Майкл Дидерих, Алики Теофилопулос-Граффт, Антуан Гильбо, Каз, Джей Джи Орантиа, Майк Рот и Перри Зомболас | 6 августа 2010   | 2 августа 2011           | 30 января 2011 (Часть 1) 5 февраля 2011 (Часть 2) | 237 238 |
| В день летнего солнцестояния Финес и Ферб со своими друзьями решили продлить свой день на сутки, облетев Землю вслед за солнцем на «Светолёте — 3000». Бьюфорд спорит, что это им не удастся. Линда и Лоуренс уезжают на выходные, оставив Кендэс за старшую, но она надеется встретить Джереми в Париже и поэтому решила лететь с братьями. В пути они встречают кузин Стейси в Японии и дядю Балджита в Гималаях, видят живой купальный костюм Климпалун. Ванесса едет с отцом в Токио, но её злит, что он даже в отпуске не оставляет работу: с ним в багаже похищенный майор Монограмм, которого он хочет скомпрометировать перед съездом хороших парней. Упав с телебашни на «Светолёт» Финеса и Ферба, Ванесса присоединяется к их путешествию. Обеспокоенный Фуфелшмертц вместе с Перри и Монограммом летит за ней. Финес и Ферб делают остановку в Париже, «городе любви». Изабелла гуляет с Финесом, но тот думает только о ремонте, Ванесса говорит с Фербом о своем отце и решает помириться с ним прежде чем Ферб успевает объясниться ей в любви, а Кендэс сначала ревнует Джереми, но, случайно встретив его перед отлётом второй раз, узнает, что тот её любит и считает своей девушкой. В конце путешествия Бьюфорд возвращает друзьям отобранные у них велосипеды, позволив им вернуться домой вовремя и выиграть спор против себя. |            | |                                     | |                  |                          |                                                   |         |
| 112 | 65         | «Американские горки: Мюзикл!» «Rollercoaster: The Musical!»                                            | Роберт Ф. Хьюз Дэн Повенмайр        | Сюжет: Дэн Повенмайр и Джефф «Болото» Марш Написали сценарий: Мэй Чен, Дженнифер Кин, Мартин Олсон и Скотт Питерсон Сценарий: Флэммэрайн Феррера, Венди Гриб, Роберт Ф. Хьюз, Крис Хедрик и Чонг Ли                     | 29 января 2011   | 7 февраля 2011           | 1 мая 2011                                        | 239     |
| Финес и Ферб вспоминают первый день лета, когда они построили американские горки. Теперь они решили сделать это в виде мюзикла. В это время доктор Фуфелшмертц решил повторить свою затею по притягиванию обернутого фольгой восточного побережья, и всё сопутствующие ему события тоже повторяются. |            | |                                     | |                  |                          |                                                   |         |

### 3 сезон (2011—2012)
| № общий | № в сезоне | Название                                                                         | Режиссёр                             | Автор сценария | Премьера                                     | Премьера                                       | Премьера | Код     |
| № общий | № в сезоне | Название                                                                         | Режиссёр                             | Автор сценария | США                                          | США + Европа — Disney XD                       | Россия (Канал Disney)                                                                                                  | Код     |
| --- | ---------- | -------------------------------------------------------------------------------- | ------------------------------------ | --- | -------------------------------------------- | ---------------------------------------------- | --- | ------- |
| 113 | 1          | «Беги, Кендэс, Беги» «Run, Candace, Run»                                         | Джей Лендер                          | Сюжет: Серджио Армендариз, Джон Колтон Бэрри, Дженнифер Кин и Мартин Олсон Сценарий: Майкл Дидерих, Антуан Гильбо, Кайл Менке и Перри Зомболас                                                                         | 11 марта 2011                                | 7 мая 2011                                     | 29 сентября 2012 | 301a    |
| Кендэс забывает, что назначила разные дела сразу в три места (если считать Стейси). Казалось бы, выхода нет, но Финес и Ферб изобретают ботинки, позволяющие бегать так быстро, что можно быть практически в двух местах одновременно! Кендэс находит и надевает их нестабильные прототипы. Тем временем Фуфелшмертц пропускает ипотечный платеж за дом и его собираются продавать, а Перри уговаривает его взять денег у Шарлин. Кендэс, бегая от пикника Джонсонов в библиотеку, случайно приводит с собой Анабель Джонсон, которая давно потеряла связь с семьей, и тем завоевывает любовь бабушки Джереми, Хильдегарды Джонсон. |            |                                                                                  |                                      | |                                              |                                                | |         |
| 114 | 2          | «Последний поезд в Прижучвилль» «Last Train to Bustville»                        | Роберт Ф. Хьюз                       | Сюжет: Мартин Олсон Сценарий: Антуан Гильбо, Джефф Майерс и Майк Рот | 11 марта 2011                                | 7 мая 2011                                     | 29 сентября 2012 | 301b    |
| Семья Флинн-Флетчеров с друзьями Финеса и Ферба приезжают в гости к дедушке Клайду и бабушке Бетти Джо. На тот же момент приходится визит Гленды, подруги Бетти Джо. Гленда — машинист старого поезда, который сегодня отправляется в последний рейс. Гленда никогда в жизни не сдавалась, и провозгласила речь по этому поводу. Но в речи так часто встречалось слово «сдаться», что мозг Кендэс вывернул смысл речи наизнанку, и Кендэс решила смириться — ей никогда не прижучить Финеса и Ферба! Тем временем они делают несколько воздушных шаров и устраивают гонку на гору, а Фуфелшмертц создаёт «инатор», способный превратить любое яйцо в яйцо птицы додо, с помощью которой он намеревался захватить мир. |            |                                                                                  |                                      | |                                              |                                                | |         |
| 115 | 3          | «Не выходя из дома» «The Great Indoors»                                          | Джей Лендер                          | Сюжет: Джим Бёрнштейн Сценарий: Чог Сук Ли, Берни Петерсон | 4 марта 2011                                 | 5 марта 2011                                   | 13 октября 2012 | 302a    |
| На улице который день идёт дождь, и Финес с Фербом не могут развлекаться на заднем дворе. Но Изабелла подкинула им идею — создать биосферу, способную сымитировать любой климат на планете. Готовая биосфера начинает имитировать разные климатические зоны, и гёрлскауты получают за них соответствующие значки. Тем временем Кендэс пытается выяснить, почему Джереми её любит, и они идут на пикник в биосферу, а Перри выясняет, что непрерывный дождь устроил Фуфелшмертц, чтобы его любимый испанский сериал о любви не прерывался футболом. |            |                                                                                  |                                      | |                                              |                                                | |         |
| 116 | 4          | «Кендэрмия» «Canderemy»                                                          | Джей Лендер                          | Сюжет: Скотт Петерсон Идея: Джо Оррантия и Кии Роберсон | 4 марта 2011                                 | 5 марта 2011                                   | 13 октября 2012 | 302b    |
| Стейси надоедает, что Кендэс постоянно болтает с ней только о Джереми, и Кендэс обещает не говорить о нём целый день и пойти со Стейси развлекаться. Фуфелшмертц создает «Вместеинатор», соединяющий несколько предметов в один целый, который он создал, чтобы объединить свой собственный остров с мэрией Триштатья, тем самым сделав себя его правителем. «Вместеинатор» случайно превращает Кендэс и Джереми в «сиамских близнецов». Переутомившийся на работе Джереми спит, и Кендэс должна скрывать его присутствие во время общения с Стейси, пока Финес и Ферб их не разделят, но у тех возникли проблемы с их гигантским железным щенком. Когда все кончилось, Изабелла отваживается пригласить Финеса куда-нибудь без Ферба, и тот согласился, но тут опять вмешался «вместеинатор». |            |                                                                                  |                                      | |                                              |                                                | |         |
| 117 | 5          | «В животе у акулы» «The Belly of the Beast»                                      | Джей Лэндер                          | Сюжет: Джим Бёрнштейн Сценарий: Митчел Дайдерих и Кайл Менке | 29 апреля 2011                               | 14 мая 2011                                    | 21 октября 2012 | 303a    |
| В Триштатье День Залива! Много лет назад отважный дэнвилльский капитан Кит отважился пойти против акулы-монстра гигантских размеров, и в бою потерял ногу. Каждый год с тех пор в Триштатье празднуется День Залива, и каждый раз проходит кукольный спектакль о капитане Ките и акуле. Финес и Ферб решают приукрасить представление и делают робота — копию акулы в натуральный размер. Кендэс уговаривает Кита отправиться вместе с ней и Стейси поймать акулу-робота, но экспедиция проваливается и акула съедает Кита. Роль капитана на себя берёт Кендэс. В это время Фуфелшмертц под водой делает солоноводную тягучку, которая считается самым большим источником кариеса. |            |                                                                                  |                                      | |                                              |                                                | |         |
| 118 | 6          | «Лунная ферма» «Moon Farm»                                                       | Роберт Ф. Хьюз                       | Сюжет: Джим Бёрнштейн Сценарий: Энтони Галбарт и Каз | 29 апреля 2011                               | 14 мая 2011                                    | 21 октября 2012 | 303b    |
| Финес и Ферб находят в Мёртвом море давным-давно потерянное последнее четверостишье детского стишка «Кот и скрипка». В нём говорится, что молоко коровы, перепрыгнувшей Луну, стало самым вкусным мороженым на Земле. Чтобы это проверить, братья отправляются на Луну с кучей коров и стройматериалами для фермы. Поэт оказался прав. В это время Кендэс и Стейси готовят романтический ужин для Джереми, следуя указаниям Финеса и Ферба с Луны, но из-за помех они получали их с ошибками, и лунное мороженое оказалось весьма кстати. Фуфелшмертц делает «влаговпитывателеинатор», чтобы впитать влагу из растений соседа и сделать свой цветок навечно не требующим полива, но оказалось, что цветы соседа пластмассовые. |            |                                                                                  |                                      | |                                              |                                                | |         |
| 119 | 7          | «Клип-о-рама в день рождения Финеса» «Phineas' Birthday Clip-O-Rama!»            | Джей Лэндер                          | Сюжет: Скотт Петерсон Сценарий: Чонг Сук Ли и Бёрни Петтерсон | 1 апреля 2011                                | 30 апреля 2011                                 | 17 ноября 2012 24 октября 2012 (Интернет)                                                                              | 304     |
| Сегодня день рождения Финеса. Пока он разгадывает загадки, устроенные ему Фербом, его друзья пытаются организовать супер-вечеринку и собирают записанные на камеру Игрвингом моменты из жизни Финеса в один фильм. Между тем, Кендэс, вместо того, чтобы искать подарок брату, узнаёт о фильме и пытается тем самым прижучить его. Тем временем доктор Фуфелшмертц хочет вмешаться в телепередачи Триштатья с помощью своего «Видеолуч-похититель-не-инатора», решив, что неудачи преследуют его творения из-за окончания «инатор». |            |                                                                                  |                                      | |                                              |                                                | |         |
| 120 | 8          | «Задавай глупые вопросы» «Ask a Foolish Question»                                | Джей Лендер                          | Сюжет: Мартин Олсон Сценарий: Чонг Сук Ли и Бёрни Петтерсон | 13 мая 2011                                  | 6 июня 2011                                    | 28 октября 2012 12 октября 2012 (Disney Channel Scandinavia)                                                           | 305a    |
| Финес и Ферб создают супер-компьютер, который знает всё в Триштатье, чтобы узнать, как порадовать маму. И хотя ответ казался довольно бессмысленным (в определённое время отпустить в воздух с холма листодув и канистру с краской на шариках) — они его послушались. Кендэс в их отсутствие узнаёт у компьютера, как ей показать маме, что сделали братья. В это время Фуфелшмертц делает Всёцель-инатор, делающий всё что угодно, но ключи от него попадают к суслику. Чтобы найти ключа, Хайнц делает Металлокопатель-инатор, тот уволакивает суперкомпьютер, в то время как листодув и краска Финеса и Ферба исправляют причёску маме, а приспособление Кендэс показывает маме, что они сделали. |            |                                                                                  |                                      | |                                              |                                                | |         |
| 121 | 9          | «Не тот утконос» «Misperceived Monotreme»                                        | Джей Лендер                          | Сюжет: Мартин Олсон Сценарий: Каз и Том Минтон | 13 мая 2011                                  | 6 июня 2011                                    | 3 ноября 2012 12 октября 2012 (Disney Channel Scandinavia)                                                             | 305b    |
| В зоопарк Дэнвилля привезли нового утконоса, но, пока никто не видел, он, учуяв запах сандвича, убежал. Между тем Кендэс, чтобы замаскировать свидание с Джереми, уносит Перри на мойку животных в парк, и Перри не может явиться для получения задания. Вместо него приходит сбежавший утконос, и Монограмм, принимая его за настоящего агента Пи, отправляет его на юбилейную, сотую битву к доктору Фуфелшмертцу. Тем временем Фуфелшмертц строит «неестественноинатор», который поражает сначала Ирвинга, а потом и Кендэс. |            |                                                                                  |                                      | |                                              |                                                | |         |
| 122 | 10         | «Кендэс вне зоны доступа» «Candace Disconnected»                                 | Роберт Ф. Хьюз                       | Сюжет: Мартин Олсон Сценарий: Алики Теофилопулос-Граффт и Энтони Гьюлбод | 18 июня 2011                                 | 9 июля 2011                                    | 10 ноября 2012 29 сентября 2012 (Disney Channel Scandinavia)                                                           | 306a    |
| Кендэс теряет пятый телефон за месяц, и Линда покупает ей дешёвый телефон, умеющий только звонить, предупредив, что это последний. Однако, благодаря Финесу и Фербу, и этому телефону приходит конец. Финес и Ферб делают Кендэс новый телефон, но ей надо срочно звонить и некогда слушать о новых его функциях, в результате она задействует встроенный телепортатор и оказывается на острове Пасхи, где снова теряет телефон. Между тем Фуфелшмертцу необходимо забрать Ванессу из школы и доставить её к своей бывшей жене куда-то в горы. Чтобы не опоздать, Хайнц делает «Забериих-инатор», отправивший Ванессу к Шарлин, после чего Хайнц начинает придумывать, как бы использовать его для зла, но Перри успевает задействовать его для спасения Кендэс. |            |                                                                                  |                                      | |                                              |                                                | |         |
| 123 | 11         | «Поездка на ковре-самолёте» «Magic Carpet Ride»                                  | Джей Лендер                          | Сюжет: Джениффер Кин Сценарий: Майкл Дайдерих и Том Хинтон | 18 июня 2011                                 | 9 июля 2011                                    | 10 ноября 2012 29 сентября 2012 (Disney Channel Scandinavia)                                                           | 306b    |
| Лоренс пересмотривает любимое шоу своего детства, «Малоголовый Пьер», но оно уже не кажется таким красочным и ярким, как в детстве. Чтобы подбодрить отца, Финес и Ферб делают ковёр-самолёт. Сидя в кафе со Стейси, Кендэс вдруг замечает, что все предсказания из печенья сбываются. Девушке приходит в голову мысль с помощью печенья прижучить братьев. Доктор Фуфелшмертц решает использовать Пятна-инатор, чтобы отомстить брату Роджеру, на этот раз за то, что в молодости испортил его гениальную картину. Однако, Роджер тоже считал её гениальной и как раз в тот момент представлял её публике после реставрации. |            |                                                                                  |                                      | |                                              |                                                | |         |
| 124 | 12         | «День плохой причёски» «Bad Hair Day»                                            | Роберт Ф. Хьюз                       | Сюжет: Джим Бёртнштейн и Ланц ЛеКомт Сценарий: Ким Роберсон и Каз | 24 июня 2011                                 | 16 июля 2011                                   | 24 ноября 2012 20 октября 2012 (Disney Channel Scandinavia)                                                            | 307a    |
| Кендэс, пытаясь сделать красивую причёску по инструкции в интернете, портит волосы. Финес и Ферб создают для неё устройство, восстанавливающее их. Однако, в погоне за временем, Кендэс меняет настройки и целиком порастает шерстью, причём в самый неподходящий момент — на благотворительном сборе для спасения вымирающего мандаринового орангутанга. Кендэс стала теперь на него похожа, и у неё начинаются проблемы. Тем временем, доктор Фуфелшмертц создаёт из своих предыдущих -инаторов «Мега-мегазлой-инатор», надеясь, что их злобность суммируется. |            |                                                                                  |                                      | |                                              |                                                | |         |
| 125 | 13         | «Мясной рулет» «Meatloaf Surprise»                                               | Роберт Ф. Хьюз                       | Сюжет: Мартин Олсон Сценарий: Чонг Сук Ли и Бёрни Петтерсон | 24 июня 2011                                 | 16 июля 2011                                   | 24 ноября 2012 20 октября 2012 (Disney Channel Scandinavia)                                                            | 307b    |
| Так как Линда в прошлом году выиграла на конкурсе мясных рулетов, в этом году она будет судить его вместе с Джейми Оливером. Кендэс и Стейси собираются на аукцион рок-н-ролльных вещей в надежде заполучить сувенир от любимой группы «Карлики-ковбои». Бьюфорд испортил детский надувной замок, не выдержавший его тяжести и лопнувший. Финес и Ферб решают сделать новый замок, рассчитанный на детей постарше. Между тем, Фуфелшмертц участвует на конкурсе мясных рулетов и уверен в победе своего древнего фамильного рецепта, куда вместо любви добавляется ненависть. На всякий случай он создал «Тухлятинатор», чтобы устранить конкурентов. |            |                                                                                  |                                      | |                                              |                                                | |         |
| 126 | 14         | «Доисторическое Триштатье» «Tri-Stone Area»                                      | Роберт Ф. Хьюз                       | Сюжет: Скотт Петерсон Сценарий: Алики Теофилопулос-Граффт и Энтони Гьюльбод | 13 января 2012                               | 16 января 2012                                 | 8 декабря 2012 11 ноября 2012 (Disney Channel Scandinavia)                                                             | 308a    |
| 27000 лет до нашей эры. Пещерные дети, сводные братья Финабунк и Герб думают, чем бы им заняться этим летним днём и решают изобрести колесо. Им в этом помогают друзья Изабеллок, Балджарт и Буфгард. В это время Линдак, их мама (её Финабунк, Герб и Кенток называют её мак), уходит в парикмахерскую, оставляя старшую сестру Финабунка и Герба, Кэнток, за старшую. В процессе работы над колесом, Финабунк и Герб изобретают машину и начинают на ней кататься. Кэнток пытается их прижучить за это. В это время домашний дабанкагванк Финабунка и Герба, Банка, получает задание от майора Моноброва и мартышки Гнарла — остановить Фуфелгунга с его новым злобным Ды-бын-га-бвын-х-инатором. В процессе серии на экране появляются создатели сериала, Дэн Повенмайр и Джефф «Свомпи» Марш и объясняют зрителю, что тут происходит, так как все жители доисторического Триштатья говорят на пещерном языке, а Фуфелгунг кряхтит. |            |                                                                                  |                                      | |                                              |                                                | |         |
| 127 | 15         | «Династия Фуфел» «Doof Dynasty»                                                  | Джей Лендер                          | Сюжет: Скотт Петтерсон Сценарий: Майкл Дайдерих и Том Минтон | 14 января 2012                               | 16 января 2012                                 | 8 декабря 2012 11 ноября 2012 (Disney Channel Scandinavia)                                                             | 308b    |
| Китай, 1542 год. Во время парада воины Фуфел-хана похищают принцессу Изабеллу, юную правительницу Трёх-правинцества, на власть над которым тот давно покушался. Мастер Перри, всегда защищавший Трёх-правинцество ушёл в отпуск. Финес, Ферб, Балжит и Бьюфорд (того времени) решают спасти довольно внезапно возлюбленную Финеса из лап Фуфел-хана, отправившись на поиски мастера Перри. В это время старшая сестра Финеса и Ферба, Кендэс гонится за ними, чтобы показать все «цзяо», которые они сделали, чтобы попасть на Недоступную гору Недоступности, где живёт мастер Перри, матушке. Вместе Перри, Финес и Ферб с друзьями должны спасти мир. |            |                                                                                  |                                      | |                                              |                                                | |         |
| 128 | 16         | «Прерванные Финес и Ферб» «Phineas and Ferb Interrupted»                         | Джей Лендер                          | Сюжет: Дженнифер Кин Сценарий: Ким Роберсон и Каз | 15 июля 2011                                 | 30 июля 2011                                   | 1 декабря 2012 14 октября 2012 (Disney Channel Scandinavia)                                                            | 309a    |
| Сегодня Финес и Ферб собираются только смотреть на траву. И как назло, именно в этот день Линда соглашается провести его с Кендэс, так что ей можно было бы показать, чем братья занимаются. Перри догадывается, что виной тому уже уничтоженный Скукаитоска-инатор и возвращается к Фуфелшмертцу, чтобы починить его и отменить действие предыдущего выстрела. Фуфелшмертц, в свою очередь, не догадывается о его настоящих намерениях, и решает, что Перри перешёл на сторону зла. |            |                                                                                  |                                      | |                                              |                                                | |         |
| 129 | 17         | «Настоящий мальчик» «A Real Boy»                                                 | Роберт Ф. Хьюз                       | Сюжет: Мартин Олсон, Джим Бернштейн и Скотт Питерсон Сценарий: Алики Теофилопулос-Граффт и Антуан Гильбо | 15 июля 2011                                 | 30 июля 2011                                   | 1 декабря 2012 14 октября 2012 (Disney Channel Scandinavia)                                                            | 309b    |
| Фуфелшмертц замечает, что Ванесса слышала, как он соглашался с другим злобным ученым, Родни, что сын лучше дочери, и сильно обиделась, и, не зная как загладить вину, создаёт «Забудьобэтом-инатор». В это время Стейси гипнотизирует Кендэс от прижучивания, чтобы она смогла пойти к Джереми, а Финес и Ферб создают большую «эту штуку, название которой никто не знает», прыгающую на пружинке, но когда Линда застает братьев развлекающимися на ней, то сразу всё забывает из-за «Забудьобэтом-инатора». Норм захотел быть настоящим мальчиком, сыном Фуфелшмертца, а не роботом, но не встретил у Хайнца понимания, и Ванесса его утешает. |            |                                                                                  |                                      | |                                              |                                                | |         |
| 130 | 18         | «Мама, ты меня слышишь?» «Mommy Can You Hear Me?»                                | Джей Лендер                          | Сюжет: Джим Бёрнштейн, Мартин Олсон и Скотт Петерсон Сценарий: Джо Оррантия и Каз | 29 июля 2011                                 | 6 августа 2011                                 | 15 декабря 2012 13 октября 2012 (Disney Channel Scandinavia)                                                           | 310a    |
| Кендэс ломает ногу. Теперь она должна, не вставая, пролежать в постели неделю. Но сегодня Финес и Ферб собирают преобразователь звуков в слова, чтобы поздравить российского космонавта Сергея Кушнарова с днём рождения с Земли, прямо когда он в космосе, а мама в том же дворе слушает в наушниках музыку. Достаточно заставить её обернуться, и братья прижучены, но это не просто. В это время Фуфелшмертц решает стереть с лица земли местный ресторан, где ему подали суп с мухой, куриным супом. |            |                                                                                  |                                      | |                                              |                                                | |         |
| 131 | 19         | «Поездочка» «Road Trip»                                                          | Роберт Ф. Хьюз                       | Сюжет: Скотт Петерсон Сценарий: Каз и Ким Роберсон | 29 июля 2011                                 | 6 августа 2011                                 | 15 декабря 2012 13 октября 2012 (Disney Channel Scandinavia)                                                           | 310b    |
| В последний день поездки на трейлере Флинн-Флетчеров по Америке, Финес и Ферб строят на крыше фургона дорожное кафе, начинающее пользоваться популярностью. Полезшая их прижучивать Кендэс начинает там работать, а в это время доктор Фуфелшмертц едет на своём фургоне за «взрывным соком», на котором работают кнопки самоуничтожения его -инаторов. На обратном пути с помощью своего «Подвезидруг-инатора», он цепляется сбоку к фургону Флинн-Флетчеров и начинает переговоры с Лоренсом. |            |                                                                                  |                                      | |                                              |                                                | |         |
| 132 | 20         | «Двигай фишки» «Skiddley Whiffers»                                               | Джей Лендер                          | Сюжет: Джим Бёрнштейн Сценарий: Чонг Сук Ли и Том Минтон | 26 августа 2011                              | 22 октября 2011                                | 22 декабря 2012 31 октября 2012 (Disney Channel Scandinavia)                                                           | 311a    |
| Кендэс — чемпионка детской настольной игры «Двигай фишки» в доме. Финес и Ферб делают её гигантскую версию и играют в неё с ней и друзьями. В это время доктор Фуфелшмертц отвозит в поход Ванессу, Джонни и их друзей-панков, но, боясь, что с ней что-то случится, переодевается в хиппи и присоединяется к походу. |            |                                                                                  |                                      | |                                              |                                                | |         |
| 133 | 21         | «Тур де Ферб» «Tour de Ferb»                                                     | Джей Лендер                          | Сюжет: Джим Бёрнштейн и Мартин Олсон Сценарий: Бёрни Петтерсон и Чонг Сук Ли | 12 августа 2011                              | 22 октября 2011                                | 22 декабря 2012 31 октября 2012 (Disney Channel Scandinavia)                                                           | 311b    |
| Тжиндеры, род Балжита, много раз участвовал в индийских велогонках, но постоянно проигрывали из-за тигра. Финес и Ферб устраивают велогонки по Триштатью, и уверяют Балжита, что теперь, когда они установили на ратуше Тигроотпугиватель, кататься стало безопасно. Поверить в себя Балжиту помогает Грег ЛеМонд. Кендэс решила их прижучить с помощью экстрим-камеры, но все портит Фуфелшмертц, который использует «Рекламинатор», чтобы на всём, во что он попадёт, появлялась бесконечная выскакивающая реклама. |            |                                                                                  |                                      | |                                              |                                                | |         |
| 134 | 22         | «Мой лучший гол» «My Fair Goalie»                                                | Джефф «Свомпи» Марш и Роберт Ф. Хьюз | Сюжет: Джон Колтон Барри и Джим Бёрнштейн Сценарий: Джон Колтон Барри и Майк Майло | 9 сентября 2011                              | 29 октября 2011                                | 6 января 2013 21 октября 2012 (Disney Channel Scandinavia)                                                             | 312     |
| К Флинн-Флетчерам на футбольный матч между дэнвильской командой и командой "Ноздри" из Англии приезжает семья брата Лоренса, Эдриана, с женой Люси и детьми, сыновьями, названными в честь Бекхэма и Пеле, и дочерью Элайзой. Кендэс узнаёт, что Джереми — англофил, и просит Элайзу научить её английским манерам. В это время английские Флетчеры хотя узнать, не стал ли Ферб янки? Финес и Ферб строят 3D-стадион для футбола X-7, придуманного отвергнутым гением профессором Россом Эфорпом, чтобы устроить игру команды Бекхамов и Пеле против команда Финеса, Ферба и их друзей и отвергнуть обвинения английских родственников. А Лоренс и Эдриан соревнуются по-братски, Лоренц всё время проигрывает, но берёт реванш в чеканке мяча. Доктор Фуфелшмертц сильно болен, но делает «Если-влесу-упадёт-деревоинатор», и Перри позволяет ему порадоваться. |            |                                                                                  |                                      | |                                              |                                                | |         |
| 135 | 23         | «Перрикламная пауза» «Perry The Actorpus»                                        | Роберт Ф. Хьюз                       | Сюжет: Скотт Петерсон Сценарий: Эдди Хаучинс и Каз | 3 марта 2012                                 | 3 марта 2012                                   | 24 февраля 2013 3 ноября 2012 (Disney Channel Scandinavia)                                                             | 313a    |
| Финес и Ферб выигрывают в конкурсе и теперь их питомцу — то есть Перри — выпадает уникальный шанс сняться в рекламе! Но его решают изобразить в шляпе секретного агента. Теперь агент Пи по всем каналам и на всех рекламных плакатах, и Майору Монограмму приходится отправить вместо него к Фуфелшмертцу агента С — Сергея Слизняка. Сам Перри возвращается к Финесу и Фербу и они развлекаются в парке. Кендэс отправляется на сестринский семинар «Скажем прижучиванию нет», где девушек обучают спокойнее относиться к проделкам братьев. Между тем, Фуфелшмертц изобретает «Усыинатор» и отращивает усы кому ни попадя. Сергей не может остановить этот беспредел, так как Хайнц посыпал вокруг него солью, и Перри должен его выручить. |            |                                                                                  |                                      | |                                              |                                                | |         |
| 136 | 24         | «В яблочко!» «Bullseye!»                                                         | Джей Лендер                          | Сюжет: Мартин Олсон Сценарий: Джо Оррантия и Каз | 30 сентября 2011                             | 3 октября 2012                                 | 24 февраля 2013 3 ноября 2012 (Disney Channel Scandinavia)                                                             | 313b    |
| Финес и Ферб делают гигантский дартс. В это время Лоренс ошибается адресом и попадает на выборы верховного лидера злобной организации «ЛЮБОВНИЧКИ», где его принимают за одного из претендентов. Также за его звание борются Хайнц Фуфелшмертц и Родни. Лидером становится тот, кто за 3 злодейских конкурсов наберёт больше очков. Перри хотел было сорвать это безобразие, но Монограмм его останавливает — что-то тут не так, раз такой добродушный Лоренс появился на конкурсе злодеев. Лоренс отстаёт в счёте, но внезапно в него попадает «Сделать-всё-злымайзер», сделанный Родни. Тем временем Кендэс пытается прижучить Финеса и Ферба, приняв скульптуру Линды за их творение. |            |                                                                                  |                                      | |                                              |                                                | |         |
| 137 | 25         | «Дом с привидениями» «That’s the Spirit»                                         | Джей Лендер                          | Сюжет: Скотт Петерсон Сценарий: Бёрни Петтерсон и Майкл Дайдерих | 7 октября 2011                               | 24 октября 2011                                | 31 октября 2012 | 314a    |
| Хеллоуин. Финес, Ферб, их друзья и Кендэс ходят и собирают конфеты. Особенно их внимание привлекает один дом. Мальчик по имени Расселл, живущий в нём, уверяет, что дом полон призраков, зомби и прочей нечисти. Финес и Ферб собираются ему доказать обратное, но оказывается, что это правда. В это время Фуфелшмертц решает уничтожить траву с помощью коровы. Но ему хочется, чтобы корова это делала из идейных соображений, и решает внушить это ей с помощью «Мысле-транспортинатора». Однако это не повлияло на корову, зато повлияло на Хайнца — в полнолуние он становится коровой-оборотнем. |            |                                                                                  |                                      | |                                              |                                                | |         |
| 138 | 26         | «Проклятие Кендэс» «The Curse of Candace»                                        | Роберт Ф. Хьюз и Джей Лендер         | Сюжет: Мартин Олсон Сценарий: Джо Оррантия и Каз | 7 октября 2011                               | 24 октября 2011                                | 31 октября 2012 | 314b    |
| После просмотра фильма о вампирах Кендэс кусает летучая мышь, и Стейси её теперь дразнит «мисс Дракула». Казалось бы, тут и сказке конец, но Кендэс внезапно обнаруживает, что боится света, с лёгкостью поднимает предметы и летает… Теперь она ходит по городу только в тени и в тёмной одежде, а в это время Хайнц изобретает «Гиммпельштумпинатор», превращающий даже самый развитый мегаполис в мелкую суеверную деревушку Гиммпельштумп, откуда Фуфелшмертц родом. Так он намеревался захватить Триштатье. |            |                                                                                  |                                      | |                                              |                                                | |         |
| 139 | 27         | «Побег из Башни Страха» «Escape from Phineas Tower»                              | Джей Лендер                          | Сюжет: Каз Сценарий: Бёрни Петтерсон, Майкл Дайдерих и Том Минтон | 21 октября 2011                              | 7 апреля 2012                                  | 9 марта 2013 4 ноября 2012 (Disney Channel Scandinavia)                                                                | 315a    |
| После того, как Лоренс рассказал Финесу и Фербу о разнообразных ловушках, они собирают самую совершенную ловушку для себя и заточаются в ней, а именно — Башня Страха. Башня наделена интеллектом, постоянно предлагая новую ловушку заключённым. Однако, после поражения «Грубинатором» доктора Фуфелшмертца, она сходит с ума и стремится не выпустить Финеса и Ферба любым способом, а затем и захватить их друзей, расширив сферу своего действия до целой галактики. |            |                                                                                  |                                      | |                                              |                                                | |         |
| 140 | 28         | «Что стало с утконосом?» «Remains of Platypus»                                   | Зак Монкриф                          | Сюжет: Клинт и Джилл Дэниелс Сценарий: Зак Монкриф и Джон Мефот | 24 февраля 2012                              | 7 апреля 2012                                  | 9 марта 2013 4 ноября 2012 (Disney Channel Scandinavia)                                                                | 315b    |
| Доктор Фуфелшмертц танцует в одних трусах с группой «Брейкингем» и Малышом Солом на вечеринке в здании Фуфелшмертц Пакость Инкорпорейтед. Вечеринка устроена по случаю того, что он сделал Перри Утконоса своим слугой с помощью «Слугаинатора», и теперь некому помешать ему завоевать Триштатье. Единственный, кто оказывает сопротивление — это интерн Карл, сидящий в клетке в костюме белки и надеющийся на помощь майора Монограмма. Но тот ни о чём не может думать, кроме сыра на сырной вечеринке Финеса и Ферба. К несчастью для Хайнца, Перри успел принять меры, чтобы впоследствии вспомнить, кто он на самом деле. |            |                                                                                  |                                      | |                                              |                                                | |         |
| 141 | 29         | «Фербова Латынь» «Ferb Latin»                                                    | Роберт Ф. Хьюз и Джей Лендер         | Сюжет: Джон Колтон Барри и Джим Бёрнштейн Сценарий: Энтони Гьюлбод и Каз | 25 ноября 2011                               | 3 декабря 2011                                 | 19 января 2013 25 августа 2012 (Disney Channel Ukraine)                                                                | 316a    |
| Финес и Ферб решают, что обыкновенный язык и обыкновенные жесты слишком скучные и изобретают новый язык — Фербову Латынь, смысл которой заключается в том, чтобы первую букву слова переставить в конец, и в конце поставить окончание -ерб. (Пример: Атыньлерб) Слова из трёх букв и меньше не трогаются. Доктор Фуфелшмертц выяснил, что если распространять листовки, напечатанные правильным, убедительным шрифтом, то с большой вероятностью люди подчинятся им, и спешит использовать это для завоевания Триштатья. |            |                                                                                  |                                      | |                                              |                                                | |         |
| 142 | 30         | «Чипсы-гремлины» «Lotsa Latkes»                                                  | Джей Лендер                          | Сюжет: Джон Колтон Барри и Джим Бёрнштейн Сценарий: Чонг Сук Ли и Майк Майло | 18 ноября 2011                               | 3 декабря 2011                                 | 19 января 2013 25 августа 2012 (Disney Channel Ukraine)                                                                | 316b    |
| Финес и Ферб помогают Изабелле с фестивалем драников для пенсионеров, но весь картофель в городе закончился — только Бьюфорд доедает последнюю пачку чипсов. У Финеса идея — использовать ДНК последней чипсины в пачке, чтобы генерировать новую картошку. Всё вышло, однако оказалось, что Бьюфорд успел лизнуть эту чипсину, и теперь вышла не обычная картошка, а злобные чипсы-гремлины, разбегающиеся и устраивающие хаос в городе. Оказывается, всю картошку скупил Фуфелшмертц для своего «Армия-воссоздатель-инатора». Он хочет перенести в наше время Спартанскую армию в наше время и нарядиться их предводителем, чтобы их силой захватить Триштатье, но из-за поломки у него появляется монгольская орда, которая его не понимает и не признаёт в нём лидера, так как он одет как вождь спартанской армии, а не как Чингисхан. Монголы сбегают из здания «Фуфелшмертц Пакость Инкорпорейтед» и устраивает хаос в городе. По счастью, чипсам-гремлинам тоже от них достается. |            |                                                                                  |                                      | |                                              |                                                | |         |
| 143 | 31         | «Рождество Финеса и Ферба» «A Phineas and Ferb Family Christmas»                 | Дэн Повенмайр и Роберт Ф. Хьюз       | Сюжет: Дерек Томпсон, Сет Кёрсли и Венди Грайб Сценарий: Скотт Петерсон | 2 декабря 2011                               | 10 декабря 2011                                | 12 января 2013 5 декабря 2012 (Disney Channel Scandinavia)                                                             | 317a    |
| Однажды летним днём Финесу и Фербу показалось, что ждать до Рождества остаётся слишком много и они устраивают праздник прямо сейчас — так мало того, они его вещают на всё Триштатье по телевизору. Фуфелшмертц, увидев это, решает, что Рождество и вправду уже наступило, и начинает быстро закупаться подарками и украшениями. |            |                                                                                  |                                      | |                                              |                                                | |         |
| 144 | 32         | «Малыш Крайки» «What A Croc!»                                                    | Роберт Ф. Хьюз                       | Сюжет: Мартин Олсон Сценарий: Алики Теофилопулос-Граффт и Энтони Гьюлбод | 1 июня 2012                                  | 29 сентября 2012                               | 26 января 2013 23 ноября 2012 (Disney Channel Scandinavia)                                                             | 318a    |
| Кендэс узнаёт, что у Ирвинга есть электронный планшет под названием «Финес И Ферб: Очень Крутые Аттракционы» (ФИФОчКА, если коротко), на которой есть сведения обо всех изобретениях Финеса и Ферба. В это время Финес и Ферб узнают, что из зоопарка сбежал малыш Крайки, крокодил, звезда детского шоу «Малыш Крайки, крокодил». Они отправляются на его поиски, и к ним присоединяется Ирвинг, к которому присоединяется Кендэс, чтобы достать ФИФОчКА. Малыш-крокодил был найден друзьями в канализации, но оказалось, что он подрос. Тем временем, Фуфелшмертц создаёт «Курице-заменителинатор», подменяющий то, что он поражает, курицей, чтобы сделать брата на вручении премии смешным. |            |                                                                                  |                                      | |                                              |                                                | |         |
| 145 | 33         | «Ферб ТВ» «Ferb TV»                                                              | Роберт Ф. Хьюз                       | Сюжет: Скотт Петерсон Сценарий: Чонг Сук Ли и Майк Майло | 7 сентября 2012                              | 29 сентября 2012                               | 26 января 2013 23 ноября 2012 (Disney Channel Scandinavia)                                                             | 318b    |
| Финес и Ферб создают своё телевидение, которое вещает такие передачи, как «Доктор-ниндзя Балжит», «Шоу Климпалуна и Гигантской летающей головы Малыша», «Это Норм», «Твоя еда воняет и ты тоже» и многие другие. Серия является пародией на боевики, шоу со звёздами, ситкомы, кулинарные передачи, детские программы и т. д. |            |                                                                                  |                                      | |                                              |                                                | |         |
| 146 | 34         | «Мам, ты дома?» «Mom’s in the House»                                             | Джей Лендер                          | Сюжет: Мартин Олсон Сценарий: Энтони Гьюлбод и Каз | 2 марта 2012                                 | 30 июня 2012                                   | 2 февраля 2013 11 ноября 2012 (Disney Channel Scandinavia)                                                             | 319a    |
| Кендэс вырабатывает гениальную теорию: если всё, что делают Финес и Ферб, исчезает, когда они это заканчивают, то она должна сделать так, чтобы они никогда не закончили своего изобретения! В это время сами Финес и Ферб делают гигантскую копию Перри — Перритроник-3000, умеющий делать всё, что угодно, а Фуфел делает «Двойной-инатор», чтобы сделать себе несколько голов. |            |                                                                                  |                                      | |                                              |                                                | |         |
| 147 | 35         | «Монограмм-младший» «Minor Monogram»                                             | Дэн Повенмайр                        | Сюжет: Джим Бёрнштейн Сценарий: Джон Колтон Барри и Кайл Мэнк | 11 мая 2012                                  | 30 июня 2012                                   | 2 февраля 2013 11 ноября 2012 (Disney Channel Scandinavia)                                                             | 319b    |
| Финес и Ферб понимают, что лето не вечно, и что скоро будет осень, и грустят. Тогда им пришла идея — сделать ЛетОсень, как когда они делали ЛетЗиму, только теперь с осенью. Между тем Ванесса поссорилась с Джонни, а Фуфелшмертц берёт себе ученика, который пытается заигрывать с Ванессой, но оказывается слишком серьёзным злодеем. Он пленяет Хайнца вместе с Перри и Ванессой и планирует завоевать весь мир, а Триштатье уничтожить. Их всех выручает Монти Монограмм, сын майора, от которого сам Френсис отказался ввиду того, что он не хотел стать акробатом. После этого Ванесса решила, что хоть ей и нравятся плохие парни, но хорошие тоже не плохи. |            |                                                                                  |                                      | |                                              |                                                | |         |
| 148 | 36         | «Экскалиферб» «Excaliferb»                                                       | Роберт Ф. Хьюз                       | Сюжет: Скотт Петерсон Сценарий: Алики Теофилопулос-Граффт и Джо Оррантия | 15 января 2012                               | 16 января 2012                                 | 16 февраля 2013 10 ноября 2012 (Disney Channel Scandinavia)                                                            | 320     |
| Майор Монограмм заболел, и к нему пришёл посидеть Карл. Чтобы развлечь его, он читает ему сказку о Финесе и Фербалоте, живших в средневековье алхимиках, об их сестре Кэндавере, что хотела прижучить их и пойти на летний праздник хвороста с Джеремайей, о зовущих их на подвиги владычицах озера и лужи, о водной фее Изабель, о викинге Бьюфаболосе, об эльфе-стрелке Балжитоласа из королевства Зануд, о злобном колдуне Малифешмертце, намеревавшемся уничтожить род людской с помощью паштета, о Перрибале Драконосе, его заклятом враге и питомца алхимиков, о Садовом Норме колдуна, о его паштетных монстрах и пастухе-шпионе, о паладине Карле с земель Интернии, о Монопунцеле и о том, как пошли наши герои войной на злого колдуна Малифешмертца и о мече Экскалифербе, единственном мече, способном его одолеть. |            |                                                                                  |                                      | |                                              |                                                | |         |
| 149 | 37         | «Монстр из головы» «Monster from the Id»                                         | Джей Лендер                          | Сюжет: Джим Бёрнштейн Сценарий: Каз и Ким Роберсон | 10 февраля 2012                              | 10 марта 2012                                  | 30 марта 2013 4 ноября 2012 (Disney Channel Scandinavia)                                                               | 321a    |
| Джереми что-то обронил, проходя мимо дома Флинн-Флетчеров, и сказал Кендэс по телефону, что это подарок. Кендэс его потеряла, но не смогла описать его, чтобы Финес и Ферб сделали его копию. Тогда им пришлось залезть в её подсознание, и остерегаться её Эго, которое оказалось похоже на страшного жадного монстра-охотника, вооруженного Утей Момо. Тем временем Фуфелшмертц создаёт «Нижнее-бельёинатор», чтобы опозорить всех на саммите своего брата. |            |                                                                                  |                                      | |                                              |                                                | |         |
| 150 | 38         | «Муравьищи» «Gi-Ants»                                                            | Роберт Ф. Хьюз                       | Сюжет: Джим Бёрнштейн Сценарий: Майк Майло и Сет Кёрли | 10 февраля 2012                              | 17 марта 2012                                  | 30 марта 2013 4 ноября 2012 (Disney Channel Scandinavia)                                                               | 321b    |
| Финес и Ферб увеличивают муравьёв и создают для них гигантскую муравьиную ферму. Опылившись феромонами, чтобы муравьи приняли их за своих, они тоже залезают в ферму. Кендэс опыляется слишком много, муравьи принимают её за свою королеву и для удовлетворения её требований проходят все экономические формации и устраивают революцию. В это время Фуфел создаёт Индейкаинатор, превращающий всё в аппетитную жареную индейку. |            |                                                                                  |                                      | |                                              |                                                | |         |
| 151 | 39         | «Агент Эф» «Agent Doof»                                                          | Роберт Ф. Хьюз                       | Сюжет: Скотт Петерсон Сценарий: Бёрни Петтерсон и Майкл Дайдерих | 11 мая 2012                                  | 22 сентября 2012                               | 23 марта 2013 25 января 2013 (Disney Channel Scandinavia)                                                              | 322a    |
| Фуфелшмертц, устав от неудач с запуском Бейб-инатора, решил, что надо кончать быть злым, и, поскольку его воспитывали леопарды, его берут в агентом в «ОБКА». Его наставником становится Перри. Они удачно спасают агента Молчуна Джи, но за время работы Хайнца агентом он допустил столько нарушений, что создал проблем больше, чем когда пакостил специально. Хайнц вновь решает, что его призвание — зло. Тем временем Бейб-инатор случайно превращает Финеса и Ферба в младенцев, и Кендэс, сначала думавшая, что это проделки братьев, узнаёт, как трудно быть мамой и ухаживать за малышами. |            |                                                                                  |                                      | |                                              |                                                | |         |
| 152 | 40         | «Финес, Ферб и Храм Чтовыделун» «Phineas and Ferb and the Temple of Juatchadoon» | Джей Лендер                          | Сюжет: Джим Бёрнштейн Сценарий: Бёрни Петтерсон и Майкл Дайдерих | 16 января 2012                               | 20 января 2012                                 | 23 марта 2013 25 января 2013 (Disney Channel Scandinavia)                                                              | 322b    |
| 1914 год. Огайо Флинн и Родайленд Флетчер, предки Финеса и Ферба, охотники за сокровищами и приключениями, ищут давно утерянный амулет Чтовыделуна. Наконец, в Гималаях, они находят его, но их ловит их заклятый соперник — Фуфелшмертц, и амулет пропадает. Позднее, в Панаме, Огайо и Родайленд знакомятся с роковой красавицей Изабеллой Гарсиа-Шапиро. От неё они узнают, что в джунглях Панамы есть храм Чтовыделун, и вместе с увязавшейся за ними репортёршей из газеты, Кендэс, они отправляются навстречу приключениям. В это время утконос Перри, секретный агент Пи из организации «ТРОБКА», узнаёт от шкипера Монограмма, что если амулет Чтовыделун попадёт в плохие руки, миру конец. |            |                                                                                  |                                      | |                                              |                                                | |         |
| 153 | 41         | «Судьбоносная доставка» «Delivery of Destiny»                                    | Роберт Ф. Хьюз                       | Сюжет: Скотт Петерсон Сценарий: Каз и Ким Роберсон | 27 апреля 2012                               | 7 июля 2012                                    | 7 апреля 2013 27 октября 2012 (Disney Channel Scandinavia)                                                             | 323a    |
| Пол из службы доставки, доставляющий каждый день материалы Финесу и Фербу и, параллельно, Фуфелшмертцу, не уверен, что эта работа для него. Но он меняет своё мнение, доставив срочный заказ — инструменты Перри, которые нужны для его освобождения. В пути его сопровождает группа «Трио любви». |            |                                                                                  |                                      | |                                              |                                                | |         |
| 154 | 42         | «Давайте прыгать» «Let’s Bounce»                                                 | Роберт Ф. Хьюз                       | Сюжет: Джим Бёрнштейн Сценарий: Каз и Ким Роберсон | 16 марта 2012                                | 7 июля 2012                                    | 7 апреля 2013 27 октября 2012 (Disney Channel Scandinavia)                                                             | 323b    |
| Финес и Ферб создают машину, делающую невесомой всё, что поражает, и облучают сотни батутов, чтобы прыгать над городом. Под её воздействие попадает Кендэс, и хочет это скрыть от пришедших в гости родственников Джереми. В это время Фуфелшмертц делает машину, заставляющую говорить правду, правду и ничего, кроме правды, и она поражает Сьюзи, которая незаметно изводила Кендэс. |            |                                                                                  |                                      | |                                              |                                                | |         |
| 155 | 43         | «Самый тихий день» «Quietest Day Ever»                                           | Джей Лендер                          | Сюжет: Джим Бёрнштейн Сценарий: Энтони Гьюлюбод и Каз | 30 марта 2012                                | 14 июля 2012                                   | 21 апреля 2013 24 ноября 2012 (Disney Channel Scandinavia)                                                             | 324a    |
| Финес и Ферб создают себе, своим друзьям и Кендэс костюмы ниндзя, которые заставляют тех, кто их одел, мгновенно прятаться от всех остальных. Фуфелшмертц создаёт «Обезображиватель-инатор», чтобы обезобразить самые красивые лица в Триштатье, но случайно, поменяв полярность, поражает им себя, после чего становится красавчиком, которых он презирает. |            |                                                                                  |                                      | |                                              |                                                | |         |
| 156 | 44         | «Хулиган и умник» «Bully Bromance Breakup»                                       | Джей Лендер                          | Сюжет: Скотт Петерсон Сценарий: Джон Мэфот и Майк Майло | 16 марта 2012                                | 14 июля 2012                                   | 21 апреля 2013 24 ноября 2012 (Disney Channel Scandinavia)                                                             | 324b    |
| Бьюфорд и Балжит ссорятся, и последний объявляет, что с этого момента он больше не водится с Бьюфордом. От счастья Балжит готов на всё — даже покорить гору, причем только своими силами, без помощи техники, что и делает. Вместе с ним это делают Финес, Ферб и Изабелла. Финес сходит с ума без изобретений, Ферб готов закричать, Изабелла стала уделять больше внимания Балжиту, отчего Финес смутился, Фуфелшмертц нанимает себе в злодейские помощники Бьюфорда, но под конец Бьюфорд и Балджит ощутили, как они важны друг другу. |            |                                                                                  |                                      | |                                              |                                                | |         |
| 157 | 45         | «В поисках мракоягод» «Doonkelberry Imperative»                                  | Джей Лендер                          | Сюжет: Мартин Олсон Сценарий: Майкл Дайдерих и Бёрни Петтерсон | 30 марта 2012                                | 21 июля 2012                                   | 14 февраля 2013 17 ноября 2012 (Disney Channel Scandinavia)                                                            | 325a    |
| Финес и Ферб хотели бы отведать своего любимого пирога с мракоягодами, но оказывается, что они закончились во всём мире, кроме её прародины — Друссельштейна. Братья отправляются туда, и узнают, что там встала вся промышленность, так как при модернизации привода крутящего всё в стране вала с кроликов на горных козлов не удалось согласовать единое направление движения. Поскольку соглашения достичь не удалось, по предложению Финеса вал делят пополам. Между тем доктор Фуфелшмертц приезжает в Друссельштейн, на свою родину, чтобы продлить водительские права, и просит Перри быть с ним во время экзамена по вождению. В это время Кендэс решает, что для прижучивания братьев нужен научный подход, и вместе с Ванессой отправляется в лабораторию Фуфелшмертца за книгами, но, увидев свой двор через один из -инаторов, думает, что на сей раз обойдется и без учёбы. |            |                                                                                  |                                      | |                                              |                                                | |         |
| 158 | 46         | «Идентификация Бьюфорда» «Buford Confindential»                                  | Джей Лендер                          | Сюжет: Джим Бёрнштейн и Мартин Олсон Сценарий: Энтони Гьюлбод и Каз | 27 апреля 2012                               | 21 июля 2012                                   | 14 февраля 2013 17 ноября 2012 (Disney Channel Scandinavia)                                                            | 325b    |
| К Изабелле приезжают гёрлскауты из Франции, Брижитт, Жозетт и Колетт, и им нужно заработать значки в суровой американской природе, в том числе, за поимку медведя гризли. Бьюфорд согласился изображать медведя, но тут он узнал в Брижитт свою старую парижскую любовь, и испугался за свою репутацию грубого задиры и хулигана, не способного к любви. Ему пришлось убегать со всех ног прочь, а гёрлскауты, думая, что испытание началось, погнались за ним. В это время доктор Фуфелшмертц создаёт Разгибатель-инатор, чтобы развязать все крендели в округе. |            |                                                                                  |                                      | |                                              |                                                | |         |
| 159 | 47         | «Во сне, как наяву» «Sleepwalk Surprise»                                         | Роберт Ф. Хьюз                       | Сюжет: Скотт Петерсон Сценарий: Каз и Ким Роберсон | 8 июня 2012                                  | 13 октября 2012                                | 3 марта 2013 2 декабря 2012 (Disney Channel Scandinavia)                                                               | 326a    |
| Доктор Фуфелшмертц по утрам обнаруживает всё новые и новые -инаторы у себя дома, хотя он их не строил. Он заподозрил Перри Утконоса, но оказалось, что он сам строил -инаторы во сне. Тем временем, Финес и Ферб придумывают новый вид спорта — воздушный волейбол. Кендэс хотела было прижучить их, но с ними стал играть Джереми, и теперь Кендэс сделает всё, чтобы мама не увидела того, что они делают. |            |                                                                                  |                                      | |                                              |                                                | |         |
| 160 | 48         | «Близкий контакт» «Sci-fi Pie Fly»                                               | Джей Лендер                          | Сюжет: Джим Бёрнштейн и Мартин Олсон Сценарий: Джон Мефот и Майк Майло | 8 июня 2012                                  | 13 октября 2012                                | 3 марта 2013 2 декабря 2012 (Disney Channel Scandinavia)                                                               | 326b    |
| По всему Дэнвиллу постоянно появляются круги на полях. Финес и Ферб решают разгадать их тайну и делают точную копию НЛО, после чего на ней облетают город. В городе из-за этого возникает переполох, так как никто не знает, что это не настоящий космический корабль, а лишь Финес и Ферб. Кендэс же, в свою очередь, решает сделать себе выходной и отказывается от прижучивания на сутки. В это время Фуфелшмертц решает бросить вызов пиццерии «У Рокко», так как они ему принесли пиццу домой через 38 минут после вызова, а не меньше, чем через 37, как они сами обещали. В ходе соревнования они договариваются о ничьей: Хайнц больше не будет заказывать пиццу. |            |                                                                                  |                                      | |                                              |                                                | |         |
| 161 | 49         | «Неспящий Мип в Сиэтле» «Meapless in Seattle»                                    | Роберт Ф. Хьюз                       | Сюжет: Джон Колтон Барри Сценарий: Дерек Томпсон, Джон Колтон Барри и Кайл Менк | 6 апреля 2012                                | 23 июня 2012                                   | 24 марта 2013 17 февраля 2013 (ПлюсПлюс)                                                                               | 327     |
| Продолжение серии «Хроники Мипа». Мип возвращается во двор Финеса и Ферба. За ним гонится Мич; Мип теряет усы-переводчик, он зато их находит Мич. Оказывается, Мич покушается на вещество «Чарониум», чтобы стать самым клёвым существом во вселенной и подчинить себе всю свою планету. Мип должен при помощи Финесу, Фербу, Кендэс, Изабелле найти в Сиэтле «Чарониум» раньше Мича. В это время Фуфелшмертц приезжает в Сиэтл в гости к своему экс-врагу, Питеру Панде, и случайно выпивает «Чарониум». После того, как «Чарониумом» завладевает Мич, только Изабелла может своей очаровательностью пересилить клёвость Мича. |            |                                                                                  |                                      | |                                              |                                                | |         |
| 162 | 50         | «Мамо-притягатель» «The Mom Attractor»                                           | Роберт Ф. Хьюз                       | Сюжет: Мартин Олсон Сценарий: Алики Теофилопулос-Граффт и Джо Оррантия | 4 мая 2012                                   | 27 октября 2012                                | 14 апреля 2013 15 декабря 2012 (ПлюсПлюс)                                                                              | 328a    |
| Сегодня Финес и Ферб решили, что занятие на сегодня им придумает Кендэс. Кендэс советует им сделать мамопритягатель, который будет создавать Линде непреодолимое желание приехать домой, чтобы она увидела сам мамопритягатель и прижучила Финеса и Ферба. Тем временем, Фуфелшмертц строит Малышинатор, который будет имитировать плач младенца для того, чтобы все думали, что младенец на руках Роджера плачет, но в результате возникает целая армия матерей, и «мамопритягатель» тоже превращается в маму и уходит на зов младенца. |            |                                                                                  |                                      | |                                              |                                                | |         |
| 163 | 51         | «Усникус максимус» «Crainus Maximus»                                             | Джей Лендер                          | Сюжет: Скотт Петерсон Сценарий: Бёрни Петтерсон и Майкл Дайдерих | 4 мая 2012                                   | 27 октября 2012                                | 14 апреля 2013 8 января 2013 (Disney Channel Scandinavia)                                                              | 328b    |
| Балжит считает, что за лето без школы он глупеет. Финес и Ферб создают для него шлем, стимулирующий мозг. Балжит становится гением, но забывает о друзьях и строит машину для переправки земной атмосферы на Луну, чтобы она не мешала научным исследованиям. Тем временем Фуфелшмретц хочет получить ключ от города и изобретает «Ключ-иннатор», и все ключи в городе, в том числе и тот, который нужен для остановки машины Балжита, исчезают. |            |                                                                                  |                                      | |                                              |                                                | |         |
| 164 | 52         | «В кафешке с врагом» «Sipping with the Enemy»                                    | Роберт Ф. Хьюз                       | Сюжет: Скотт Петерсон Сценарий: Каз и Ким Роберсон | 22 июня 2012                                 | 3 ноября 2012                                  | 6 октября 2012 | 329a    |
| Ванесса идёт в самое клёвое кафе города и встречает там Монти Монограмма, который недавно спас её и всё Триштатье от папиного ученика. Они взяли по чашечке кофе и сели за столик вместе. В этот момент в кафе прибыл Фуфелшмертц, чтобы купить 1000 чашек кофе для своего «Клёво-инатора», а с ним и Перри. Чтобы ей не влетело за связи с врагом, Ванесса просит Перри, чтобы тот прикрыл их свидание. Свидание закончилось прямо перед запуском «Клёво-инатора», когда Ванесса обиделась за отца. В это время Финес и Ферб устраивают шоу иллюзионистов, но прижучить их не удалось, поскольку из-за «Клёво-инатора» родители стали настолько клёвыми, что им это оказалось неинтересно. |            |                                                                                  |                                      | |                                              |                                                | |         |
| 165 | 53         | «Сокровище Триштатья: Ботинок тайн» «Tri-State Treasure: Boot of Secrets»        | Джей Лендер                          | Сюжет: Джим Бёрнштейн Сценарий: Джо Оранттия и Майк Майло | 22 июня 2012                                 | 3 ноября 2012                                  | 6 октября 2012 | 329b    |
| Флинн-Флетчеры приехали на «блошиный рынок». Финес, Ферб и Лоренс находят карту к хранилищу утерянных декроттуаров Денвилля в храме чистильщиков сапог. За ними по пятам идёт главный соперник Лоренса по антикварному делу, тоже мечтающий найти декроттуары. В это время Кендэс составляет длинную цепочку обменов между торговцами, чтобы конце её заполучить сувенирную Утю Момо. Пока это происходит, Фуфелшмертц, чтобы захватить Триштатье, решает принять участие в детском кинофестивале Денвилля, и чтобы быть допущенным к нему, использует молодой-инатор, но побеждает фильм Финеса и Ферба про поиск декротуара. |            |                                                                                  |                                      | |                                              |                                                | |         |
| 166 | 54         | «Фуфелнос» «Doofapus»                                                            | Роберт Ф. Хьюз                       | Сюжет: Скотт Петерсон Сценарий: Алики Теофилопулос-Граффт, Джо Оррантия и Джон Мефот | 6 июля 2012                                  | 20 сентября 2012                               | 23 февраля 2013 22 января 2013 (Disney Channel Scandinavia)                                                            | 330a    |
| Доктор Фуфелшмертц решает уравнять свои силы с Перри, превратив себя в утконоса с помощью своего Утконосинатора. Теперь их силы равны, но теперь ни один из них не может победить… В это время Финес и Ферб делают машину, превращающую всё в коктейли, и Кендэс попадает под её воздействие и становится жидкой. |            |                                                                                  |                                      | |                                              |                                                | |         |
| 167 | 55         | «Атака Норма» «Norm Unleashed»                                                   | Джей Лендер                          | Сюжет: Джим Бёрнштейн и Мартин Олсон Сценарий: Бёрни Петтерсон и Майкл Дайдерих | 20 июля 2012                                 | 10 ноября 2012                                 | 23 февраля 2013 14 января 2013 (Disney Channel Scandinavia)                                                            | 330b    |
| Фуфелшмертца вызывают в суд присяжным, и он оставляет Норма за себя. Норм, надеясь однажды стать для него настоящим сыном, решает завоевать Триштатье без -инаторов, силой оружия, и превращает в оружие самого себя. Хайнц оказался за решеткой вместе с подсудимым, доктором Коротышом, и не может остановить Норма. Между тем, Финес и Ферб строят нанороботов, и Перри использует их, чтобы остановить Норма. Кендэс не может даже позвать маму чтобы прижучить братьев, потому что мама отвергает её истории с ходу, требуя один сюжет, а нанороботы превращаются в самые различные вещи. |            |                                                                                  |                                      | |                                              |                                                | |         |
| 168 | 56         | «Столкновение миров» «When Worlds Collide»                                       | Роберт Ф. Хьюз                       | Сюжет: Скотт Петерсон Сценарий: Дерек Томпсон и Кайл Менк | 14 сентября 2012                             | 17 ноября 2012                                 | 28 апреля 2013 3 ноября 2012 (Disney Channel Scandinavia)                                                              | 331a    |
| Как-то ночью доктор Фуфелшмретц, закончив на завтра «Сферопритягатель-инатор», предназначавшийся для похищения самого большого клубка из нити шпагата в мире, случайно включает его, но тот притягивает не клубок, а целую планету! Финес и Ферб, в это время наблюдавшие за космосом через свой спутник, обнаруживают, что к Земле быстро приближается планета, где живут китаминго, и решают оттолкнуть её пружиной и спасти мир. |            |                                                                                  |                                      | |                                              |                                                | |         |
| 169 | 57         | «Дорога в Дэнвилль» «Road to Danville»                                           | Джей Лендер                          | Сюжет: Джим Бёрнштейн и Джон Колтон Барри Сценарий: Энтони Гьюлбод и Каз | 26 октября 2012                              | 17 ноября 2012                                 | 28 апреля 2013 3 ноября 2012 (Disney Channel Scandinavia)                                                              | 331b    |
| Доктор Фуфелшмертц на сегодня планирует до обеда завоевать Триштатье, а после обеда сыграть в спектакле, так, чтобы Родни стало завидно. Однако всё идёт не так, когда «Полёт-впустыню-инатор» со встроенным Перри-датчиком, предназначенный для того, чтобы отправить Перри в пустыню, чтобы он не мешал ему, облучает самого Фуфела, так как Перри прыгнул на него. Теперь Фуфелшмертц и Перри одни в пустыне, и им придётся найти общий язык, чтобы вернуться домой и успеть к спектаклю. |            |                                                                                  |                                      | |                                              |                                                | |         |
| 170171 | 5859       | «А где Перри?» «Where's Perry?»                                                  | Роберт Ф. Хьюз и Джей Лендер         | Сюжет: Джим Бёрнштейн, Мартин Олсон и Скотт Петерсон Сценарий: Бёрни Петтерсон, Джо Оррантия, Каз, Ким Роберсон, Алики Теофилопулос-Граффт, Дерек Томпсон, Эдгар Карапетьян, Джон Мэфот, Джон Колтон Барри и Кайл Менк | 1 часть — 26 июля, 2 часть — 24 августа 2012 | 1 часть — 4 августа, 2 часть — 1 сентября 2012 | 16 марта 2013 2 ноября 2012 (Disney Channel Scandinavia, 1 часть) 30 ноября 2012 (Disney Channel Scandinavia, 2 часть) | 332—333 |
| 1 часть: Флинн-Флетчеры и их друзья едут в Африку. В аэропорту Перри притворяется больным, чтобы остаться дома и прибыть по вызову майора Монограмма. Фуфелшмертц делает «Пакость-инатор», чтобы сделав майора Монограмма злодеем и союзником, но тот попадает в Карла, который теперь считает непростительным, что его эксплуатируют за штатом и без зарплаты. В Африке Финес и Ферб создают удивительный зверомобиль, состоящий из различных робо-частей животных и пытаются пересечь на нем каньон Хачжуликади-вади, но срываются в пропасть. Тем временем Кендэс услышала по телефону, будто бы Джереми хочет её бросить, и решает отдаться природе и жить с обезьянами. Когда Фуфелшмертц приезжает в «ОБКА», чтобы начать сотрудничество с Монограммом, Карл сажает его за решетку вместе с Монограммом. Прибывший по тревоге Перри блокирует суперкомпьютер, нужный Карлу для захвата Триштатья. Карл пытается с помощью робо-Флинн-Флетчеров захватить Перри, чтобы с помощью отпечатка его лапы разблокировать компьютер, но неудачно. Тогда к делу подключается выпущенный из-за решетки Фуфелшмертц, используя свои -инаторы, в результате Перри исчезает под действием «Иди-домой-инатора», и попадает в Африку, где сейчас живут Флинн-Флетчеры. 2 часть: Карл вместе с робо-Флинн-Флетчерами отправляется в Африку ловить Перри. Финес и Ферб с друзьями спасаются из пропасти и идут искать Перри. Кендэс и завербованные Перри звери вступают в схватку против Карла, в это время Монограмм и Фуфелшмертц облучают Карла переделанным «Пакость-инатором» и возвращают его на сторону добра. |            |                                                                                  |                                      | |                                              |                                                | |         |
| 172 | 60         | «Коллапс» «Blackout!»                                                            | Джей Лендер                          | Сюжет: Джим Бёрнштейн Сценарий: Энтони Гьюлбод и Каз | 30 ноября 2012                               | 8 декабря 2012                                 | 14 мая 2013 5 января 2013 (Disney Channel Scandinavia)                                                                 | 334a    |
| Однажды вечером Фуфелшмертц создал «Печаль-вглазахинатор», и облучает им себя, чтобы его все жалели и выполняли его просьбы, но у того слишком большое энергопотребление, и во всём Триштатье отключается электричество. Финес и Ферб делают что-то в темноте, и Кендэс хочет прижучить их, попутно пытаясь узнать, что они построили. |            |                                                                                  |                                      | |                                              |                                                | |         |
| 173 | 61         | «Что я пропустил?» «What’d I Miss?»                                              | Роберт Ф. Хьюз                       | Сюжет: Скотт Петерсон Сценарий: Алики Теофилопулос-Граффт и Джон Мефот | 28 сентября 2012                             | 17 сентября 2012                               | 14 мая 2013 5 января 2013 (Disney Channel Scandinavia)                                                                 | 334b    |
| Ферб уехал в лагерь дебатов с Перри. На следующий день он вернулся, и Финес, Изабелла, Бьюфорд и Балжит рассказывают ему, что было вчера (они тренировали домашних белок стать дикими). Тем временем Фуфелшмертц готовит персиковые пироги на пляже и показывает персиковый-пирогинатор, предназначенный для того, чтобы все хотели есть персиковые пироги и рассказывает Перри, что было вчера с ним(к нему отправился агент N(носорог), а Фуфелшмертц хотел сбросить на Роджера большую каплю воды). |            |                                                                                  |                                      | |                                              |                                                | |         |
| 174 | 62         | «Это твоя история» «This Is Your Backstory»                                      | Джей Лендер                          | Сюжет: Скотт Петерсон Сценарий: Майкл Дайдерих и Сет Кёрли | 2 ноября 2012                                | 1 декабря 2012                                 | 17 мая 2013 21 февраля 2013 (ПлюсПлюс)                                                                                 | 335     |
| Финес и Ферб играют в пинг-понг. Между тем, Фуфелшмертц устраивает шоу предысторий, которое ведёт Норм. Там показываются страдания Фуфелшмертца за всю его жизнь, а с помощью истории-инатора они вольются в него и это превратит его в страшного монстра, которому ничто не помешает завоевать Триштатье. Помешать превращению могут лишь добрые воспоминания, о дочери Ванессе, например... но оказывается, что и с Перри его связывает немало хорошего. |            |                                                                                  |                                      | |                                              |                                                | |         |

### 4 сезон (2012—2015)
| № общий | № в сезоне | Название | Режиссёр                      | Автор сценария | Дата премьеры (США) | Выход на Disney XD (США+Европа) | Выход на Disney Россия                                      | Произв. код |
| --- | ---------- | --- | ----------------------------- | --- | ------------------- | ------------------------------- | ----------------------------------------------------------- | ----------- |
| 175 | 1          | «Муха на стене» «Fly On the Wall»                                                                                                   | Сью Перротто                  | Сюжет: Джим Бёрнштейн Сценарий: Алики Теофилопулос-Граффт и Джон Мефот | 11 января 2013      | 6 апреля 2013                   | 2 сентября 2013 27 апреля 2013 (Disney Channel Scandinavia) | 401a        |
| Финес и Ферб с друзьями строят огромные качели в виде шины. Пока шла стройка, Бьюфорд вынул одну деталь из мотора, и из одной его части выстрелил луч в комнату Кендэс… Оказалось, что этот луч превращает человека в муху, что с Кендэс и случилось… В это время, доктор Фуфелшмертц потерял вдохновение и не может создать задуманный -инатор. Перри соглашается помочь найти нужное русло. |            | |                               | |                     |                                 |                                                             |             |
| 176 | 2          | «Моя новая машина» «My Sweet Ride»                                                                                                  | Роберт Ф. Хьюз                | Сюжет: Дени Ветер Сценарий: Крис Хедрик и Майкл Дайдерих | 1 февраля 2013      | 6 апреля 2013                   | 2 сентября 2013 4 мая 2013 (Disney Channel Scandinavia)     | 401b        |
| На сегодня объявлен «Шуба-дуба Фестиваль», где все в стиле 50-х. На нем проходит конкурс на лучшую машину в стиле 50-х годов, и Лоренс хочет сделать подарок Кендэс — машину 50-х, но её ещё надо ремонтировать. Финес и Ферб быстро чинят и дооснащают машину Кендэс, чтобы она и Джереми могли участвовать в конкурсе. Фуфелшмертц тоже решает участвовать, воссоздав популярную в Друссельштейне машину дяди Простынкина, которую тот собрал из остатков военной техники неудачливых завоевателей, и хотя в Триштатье могут быть другие вкусы, против конкурентов у него есть «Ржавинатор». Тем временем Монограмм-старший на фестивале хочет узнать, с кем встречается его сын Монти, но Карл, заметивший их Ванессой, решает, что лучше сделать Монограмма-младшего своим должником за молчание. |            | |                               | |                     |                                 |                                                             |             |
| 177 | 3          | «За тобой хоть на лёд» «For Your Ice Only»                                                                                          | Роберт Ф. Хьюз                | Сюжет: Скотт Петерсон Сценарий: Джошуа Прюетт и Эдди Питтман | 7 декабря 2012      | 31 декабря 2012                 | 30 декабря 2013 13 апреля 2013 (Disney Channel Scandinavia) | 402a        |
| Зима. Лоренс дарит Финесу и Ферб шанс развлечь зрителей хоккейного матча между периодами, и они устраивают собственный хоккейный матч — Хоккей Z-9. Тем временем, Фуфелшмертц хочет сделать себя самым большим, страшным и волосатым снежным человеком. |            | |                               | |                     |                                 |                                                             |             |
| 178 | 4          | «С Новым Годом!» «Happy New Year»                                                                                                   | Сью Перротто                  | Сюжет: Дени Ветере Сценарий: Энтони Гьюлбод и Каз | 7 декабря 2012      | 31 декабря 2012                 | 30 декабря 2013 20 апреля 2013 (Disney Channel Scandinavia) | 402b        |
| Новогодняя ночь, что может быть прекрасней! Финес и Ферб решают отпраздновать этот праздник в космосе внутри гигантского новогоднего шара, в котором будет бал, транслирующийся на весь мир! В это время Линда и Лоренс увозят Кендэс и Стейси на их первый взрослый новогодний бал. Фуфелшмертц, в свою очередь, хочет отпраздновать Новый год очередной попыткой захватить Триштатье, на сей раз — с помощью Плано-изменятель-инатора, который заставит людей изменить новогодние планы всех людей. |            | |                               | |                     |                                 |                                                             |             |
| 179 | 5          | «Хулиганский дозор» «Bully Bust» | Сью Перротто                  | Сюжет: Джим Бёрнштейн Сценарий: Бёрни Петтерсон и Джо Оррантия | 18 января 2013      | 27 апреля 2013                  | 2 сентября 2013 11 мая 2013 (Disney Channel Scandinavia)    | 403a        |
| Однажды рано утром Кендэс проснулась от странного скрипа — это Бьюфорд завязывал шнурки. У них завязался разговор, и дошло до того, что Кендэс поспорила с Бьюфордом, что он не сможет сделать так, чтобы сегодняшнее изобретение Финеса и Ферба не исчезло. Сами Финес и Ферб строят огромный парк развлечений в виде зуба, и развлекаются на нём с друзьями. Тем временем, Фуфелшмертц выпил слишком много энергетического напитка и теперь у него слишком много энергии и его злобный план получился слишком энергетическим. Новый инатор должен поднять в воздух все ненавистные ему предметы, чтобы он никогда их более не видел. И вот, инатор начинает обстреливать зуб, и Бьюфорду приходится принять удар на себя. |            | |                               | |                     |                                 |                                                             |             |
| 180 | 6          | «Свалка на заднем дворе» «Backyard Hodge Podge»                                                                                     | Сью Перротто                  | Сюжет: Дени Ветер Сценарий: Алики Теофилопоулос-Граффт и Джон Мефот | 19 апреля 2013      | 27 апреля 2012                  | 2 сентября 2013 2 августа 2013 (Disney Channel Scandinavia) | 403b        |
| Финес и Ферб решили создать новый аттракцион из частей старых, и к ним присоединился супер-звезда интернета — Пэрри Грипп. В это время Фуфелшмертц продаёт свои технологии окулисту и получает процент с их использования. Но ему обидно, что оно используется для лечения глаз, в добрых целях, и тогда он создает «Туманвглазаинатор», чтобы больше людей ходило к окулисту и Хайнц получал из его прибыли больше денег на свои злые дела. Первыми испытуемыми «Туманвглазахинатора» стали Перри и сам Фуфелшмертц. Тем временем Линда очень устала и не может понять, действительно ли она видит детей развлекающимися во дворе на опасном аттракционе, или ей все кажется. Её успокаивает ответ Кендэс, которая ничего не видит из-за «Туманвлазахинатора». |            | |                               | |                     |                                 |                                                             |             |
| 181 | 7          | «Киндеркрампус» «Der Kinderlumper»                                                                                                  | Роберт Ф. Хьюз                | Сюжет: Джим Бёрнштейн Сценарий: Майкл Б. Синглтон и Майкл Дайдерих | 15 февраля 2013     | 13 апреля 2013                  | 9 сентября 2013                                             | 404а        |
| В голову Фуфелшмертца приходит очередной коварный план — превратить себя в Киндеркрампуса, страшное чудовище из Друссельштейнских сказок, напугать Роджера до потери пульса, да так, чтобы он убежал и никогда не возвращался, а на его место встанет Хайнц! Кроме него в Киндеркрампуса превращается ещё и Перри, но куда хуже для планов Хайнца, что Роджеру рассказывали сказки о добром Киндеркрампусе, и он его не боится! В это время, в Тришатье проходят сотые ежегодные Бега Шиншилл, и в этом году Принцессой Брюквы, королевы Бегов, становится Кендэс, которой достается немало переживаний из-за того, что они превратились в страшилищ. |            | |                               | |                     |                                 |                                                             |             |
| 182 | 8          | «Несите десерт» «Just Desserts» | Роберт Ф. Хьюз                | Сюжет: Дени Ветер Сценарий: Каз и Ким Роберсон | 5 июля 2013         | 27 июля 2013                    | 9 сентября 2013 18 мая 2013 (Disney Channel Scandinavia)    | 404b        |
| Финес и Ферб решили построить стену для скалолазания. Но Изабелла не может присоединиться к ним, потому что сегодня она должна записать огромную аудиокнигу с правилами гёрлскаутов. Кендэс, чтобы прижучить Финеса и Ферба, решает помочь Изабелле и записывает эту книгу сама с помощью Ирвинга, в то время как сама Изабелла веселится с ребятами. В это время, Фуфелшмертц создаёт Неситедесертинатор, чтобы сорвать все званые ужины своего брата. Этот инатор заставляет человека подать десерт. Естественно, Перри должен его остановить, но у него передозировка глюкозы. |            | |                               | |                     |                                 |                                                             |             |
| 183 | 9          | «Пчелиный день» «Bee Day» | Сью Перротто                  | Сюжет: Дени Ветер Сценарий: Энтони Гьюлбод и Каз | 26 апреля 2013      | 6 июля 2013                     | 9 сентября 2013                                             | 405a        |
| Очередной праздник в Денвилле — Пчелиный день! Фуфелшмертц, устав слушать россказни о королеве пчёл, решает стать королём пчёл! Однако к чему может привести переизбыток пчелиных феромонов? В это время, Финес и Ферб, узнав о резиновом бассейне маленькой Кендэс, воспроизводят его в большом масштабе и устраивают в нём вечеринку. Кендэс по ошибке протестировала себя как эмо, начала как эмо одеваться и грустить о том, что её не понимают, после чего ей расхотелось прижучивать братьев. |            | |                               | |                     |                                 |                                                             |             |
| 184 | 10         | «Пчелиная история» «Bee Story» | Сью Перротто                  | Сюжет: Дэни Ветер Сценарий: Берни Петтерсон и Джо Оррантия | 26 апреля 2013      | 6 июля 2013                     | 9 сентября 2013                                             | 405b        |
| Изабелла и гёрлскауты не могут получить значок за защиту пчёл, так как все пчёлы в Триштатье пропали, улетев на запах феромонов Фуфелшмертца. Они отправляются на поиски пчёл, сами превратившись в пчёл с помощью сорбето-машины Финеса и Ферба. В это время, профессор Бубенвотс ворует маточное молочко, потому что не может захватывать мир, не будучи идеально красивой Эта серия и её -а серия являются по схеме аналогом серий второго сезона «Полёт на мыльном пузыре» и «Изабелла и Храм древесного сока». |            | |                               | |                     |                                 |                                                             |             |
| 185 | 11         | «Международная команда» «Sidetracked»                                                                                               | Роберт Ф. Хьюз и Сью Перротто | Сюжет: Дени Ветер и Скотт Петерсон Сценарий: Каз, Ким Роберсон, Алики Теофилопоулос-Граффт и Джон Мефот                                                                                             | 1 марта 2013        | 20 апреля 2013                  | 16 сентября 2013                                            | 406         |
| Доктор Фуфелшмертц меняется злобными идеями со злобным учёным из Канады. Пока последний строит Облако-притягиватель-инатор, Фуфел угоняет поезд, на котором находится символ Канады — лось Альберт. Так как О. Б. К. А. не может работать на территории Канады — там работает Канадская Организация Без Крутой Аббревиатуры — КОБКА, а поезд проходит прямо по границе Америки и Канады, агенту Лайле Ягодке из КОБКА приходится работать вместе с Перри, который её, мягко говоря, недолюбливает. |            | |                               | |                     |                                 |                                                             |             |
| 186 | 12         | «Проблемный узел» «Knot My Problem»                                                                                                 | Сью Перротто                  | Сюжет: Дэни Ветер Сценарий: Энтони Гьюлбод и Каз | 5 июля 2013         | 27 июля 2013                    | 7 октября 2013                                              | 407a        |
| Финес и Ферб создают гигантский Гордиев узел и запутываются в нём, чтобы попробовать выпутаться. Кендэс, в это время, пытается открыть старый сейф Джереми, а Фуфелшмертц хочет открыть свою собственную забегаловку, но перед этим устранить конкурентов, спровоцировав ужасную прожорливость у их клиентов. Шпагат узла братьев съедобен, и, когда удар -инатора поражает Кендэс, она, к своему ужасу, быстро съедает его до прихода мамы. |            | |                               | |                     |                                 |                                                             |             |
| 187 | 13         | «Отпуск поневоле» «Mind Share» | Роберт Ф. Хьюз                | Сюжет: Мартин Олсон Сценарий: Майкл Б. Синглтон и Майкл Дайдерих | 5 апреля 2013       | 12 апреля 2014                  | 7 октября 2013                                              | 407b        |
| Финес, Ферб и их друзья меняются мозгами с инопланетянами для весёлого отпуска в галактике. Однако выясняется, что эти инопланетяне — межгалактические преступники, находящиеся в тюрьме. Фуфелшмертц знакомится в интернете с девушкой и много брешет о себе, после чего прилагает много трудов, чтобы при встрече подтвердить сказанное. |            | |                               | |                     |                                 |                                                             |             |
| 188 | 14         | «Охота на Перри» «Primal Perry» | Роберт Ф. Хьюз                | Сюжет: Джим Бёрнштейн, Мартин Олсон и Скотт Петерсон Сценарий: Джошуа Пруетт и Кайл Менк | 17 мая 2013         | 2 марта 2013                    | 16 сентября 2013                                            | 408         |
| Фуфелшмертц устраивает облака в виде своего имени и нанимает охотника на утконосов, чтобы тот поймал Перри. Но Лайм, этот самый охотник, оказывается сумасшедшим, который теперь хочет убить Перри и Фуфела. Им приходится действовать сообща. В это время на Балжита сваливаются множество выборов и он не может определиться. Тогда Финес и Ферб создают Генератор Бесконечных Идей, чтобы каждый раз, как только Балжит встаёт перед выбором, он делится на несколько Балжитов, чтобы каждый прожил свою жизнь после выбора. Однако Балжитов становится слишком много, целая толпа, которую объединила идея побить Бьюфорда. |            | |                               | |                     |                                 |                                                             |             |
| 189 | 15         | «Чупакендэс» «La Candace-Cabra» | Сью Перротто                  | Сюжет: Джонатан Говард Сценарий: Берни Петтерсон и Джо Оррантия | 12 июля 2013        | 3 августа 2013                  | 23 сентября 2013                                            | 409a        |
| Финес и Ферб хотят поймать знаменитую неуловимую Чупакабру, и им это удается, но она является агентом «ОБКА», и Перри должен её освободить. Фуфелшмертц создаёт «Замещенатор», с помощью которого он хочет менять волосы на лысины и заставить людей покупать его крем для восстановления волос, и благодаря ему в ящике, который Кендэс хочет предъявить маме, вместо Чупакабры оказывается Бьюфорд. |            | |                               | |                     |                                 |                                                             |             |
| 190 | 16         | «С Днём Рождения, Изабелла!» «Happy Birthday, Isabella!»                                                                            | Роберт Ф. Хьюз                | Сюжет: Скотт Петерсон Сценарий: Каз и Ким Роберсон | 12 июля 2013        | 3 августа 2013                  | 23 сентября 2013                                            | 409b        |
| Финес готовит вечеринку ко дню рождения Изабеллы, хотя сама Изабелла не хочет никакого сюрприза. Она всего лишь хочет провести день с Финесом. Фуфелшмертц создаёт Жукопревращателеинатор, с помощью которого он хочет превратить ненужные вещи в жуков. В ходе погони Перри въезжает домой к Стейси и она узнаёт, что Перри — секретный агент. Стейси не хочет стирать память и обещает не выдавать его тайну, и они изображают дело так, будто Стейси не было дома, так что Монограмм ничего на заподозрил. |            | |                               | |                     |                                 |                                                             |             |
| 191 | 17         | «Большие капли» «Great Balls of Water»                                                                                              | Сью Перротто                  | Сюжет: Джим Бёрнштейн Сценарий: Алики Теофилопоулос-Граффт и Джон Мефот | 7 июня 2013         | 20 июля 2013                    | 23 сентября 2013                                            | 410a        |
| Финес и Ферб создают водяную плёнку над городом и веселятся на ней. Кендэс пытается их прижучить, оставив Джереми одного. |            | |                               | |                     |                                 |                                                             |             |
| 192 | 18         | «А где Мизинчик?» «Where’s Pinky?»                                                                                                  | Роберт Ф. Хьюз                | Сюжет: Дени Ветер, Джим Бёрнштейн и Мартин Олсон Сценарий: Эдди Питтман и Джошуа Прюэтт | 7 июня 2013         | 20 июля 2013                    | 23 сентября 2013                                            | 410b        |
| Кендэс идет в Капитолий Дэнвиля, чтобы встретиться с Джереми, но попадает на экскурсию. Мизинчик Чихуахуа вместе с Перри должен остановить Фуфелшмертца, план которого — похитить акт об образовании Триштатья, чтобы получить власть над ним, с помощью невидимости. Бьюфорд одевает прибор, давший ему собачий нюх, чтобы помощь Изабелле найти Мизинчика. |            | |                               | |                     |                                 |                                                             |             |
| 193 | 19         | «Миссия Marvel» «Phineas and Ferb Mission Marvel»                                                                                   | Роберт Ф. Хьюз и Сью Перротто | Сюжет: Дэни Ветер, Джим Бёрнштейн, Мартин Олсон и Скотт Петерсон Сценарий: Кайл Менк, Джошуа Прюетт, Ким Роберсон, Каз, Джо Оррантия, Эдди Питтман, Берни Петтерсон и Энтони Гьюлбод                | 16 августа 2013     | 25 августа 2013                 | 12 декабря 2013 29 октября 2013 (DVD)                       | 411—412     |
| «Сила-забери-инатор» доктора Фуфелшмертца, которым он хотел взять немного власти у своего брата Роджера, отражается от космической станции Финеса и Ферба и поражает Человека-паука, Железного человека, Халка и Тора. Супергерои Marvel, лишённые своей силы, встречаются с Финесом и Фербом, которые пытаются вернуть им их вернуть. Суперзлодеи Marvel приходят к Фуфелшмертцу, чтобы с помощью его -инаторов захватить весь мир, но вскоре их планы расходятся. Супергерои пытаются сражаться и не имея своих сил, им помогают Финес и Ферб в костюме Птица, Перри, маскирующийся под Утю Момо, и Балджет, случайно получивший силу Халка. Кендэс тоже желает помочь супергероям, сначала от неё лишь проблемы, но потом она с помощью Изабеллы смогла вернуть супергероям их силы, которые оказались на станции Финеса и Ферба. |            | |                               | |                     |                                 |                                                             |             |
| 194 | 20         | «Не забудьте про «спасибо»» «Thanks But No Thanks»                                                                                  | Сью Перротто                  | Сюжет: Мартин Олосн Сценарий: Энтони Гьюлбод и Каз | 13 сентября 2013    | 19 октября 2013                 | 30 сентября 2013                                            | 413a        |
| Карл подловил Монти Монограмма на свидании с Ванессой Фуфелшмертц, и единственное, чего он хочет в обмен на своё молчание, так это благодарность от Монограмма-старшего за свою работу. В это время Финес, Ферб и их друзья изобретают новые виды развлечений, где все строятся в пирамиды, а Кендэс узнаёт, что их соседка видела всё, что делали её братья за лето. |            | |                               | |                     |                                 |                                                             |             |
| 195 | 21         | «Троянская история» «Troy Story» | Роберт Ф. Хьюз                | Сюжет: Джим Бёрнштейн и Скотт Петерсон Сценарий: Майкл Дайдерих и Майкл Б. Синглтон | 20 сентября 2013    | 19 октября 2013                 | 30 сентября 2013                                            | 413b        |
| Кэдес записалась в книжный клуб, где сейчас читают «Илиаду», и смотрит из окна за тем, как Финес и Ферб воссоздают Троянскую битву. В это время доктор Фуфелшмертц пытается разобраться в своих приборах и вместе с недавно нанятой домработницей заблуждается у себя дома, где среди прочих потерялся «Упорядочинатор». |            | |                               | |                     |                                 |                                                             |             |
| 196 | 22         | «Любовь с первого байта» «Love at First Byte»                                                                                       | Сью Перротто                  | Сюжет: Мартин Олсон Сценарий: Эдди Питтман и Джо Оррантия | 2 августа 2013      | 5 октября 2013                  | 30 сентября 2013                                            | 414a        |
| Линда организовывает праздник, и Финес и Ферб ей помогают в этом. Там Норм, робот доктора Фу, встречает роботессу Хлою и влюбляется в неё. Хайнц учит Норма ухаживать за ней, но, увы, оказалось, что Хлоя была создана злым ученым Родни, у которого с Фуфелшмертцем взаимная ненависть. |            | |                               | |                     |                                 |                                                             |             |
| 197 | 23         | «Поворот» «One Good Turn» | Роберт Ф. Хьюз                | Сюжет: Джим Бёрнштейн Сценарий: Эдвард Ривера и Майкл Дайдерих | 9 августа 2013      | 5 октября 2013                  | 30 сентября 2013                                            | 414b        |
| На следующий день после свалки на заднем дворе, Финес и Ферб думают, что делать с остатками от неё, и создают невероятную непреодолимую полосу препятствий. Кендэс участвует в её преодолении вместе со Стейси, которая мечтает хоть раз победить Джинджер. В это время доктор Фуфелшмертц хочет вызвать скандал, повернув брата на 90 градусов перед мэром Упрямбурга, чтобы вынудить Роджера танцевать после этого традиционный упрямбуржский танец раскаяния, выглядящий унизительно, перед оскорбленным гостем. |            | |                               | |                     |                                 |                                                             |             |
| 198 | 24         | «Кошмар на улицах Дэнвилля» «Cheers for Fears»                                                                                      | Сью Перротто                  | Сюжет: Дэни Ветер Сценарий: Алики-Теофилопулос Граффт, Джон Мато и Ким Роберсон | 1 ноября 2013       | 29 марта 2014                   | 12 февраля 2014                                             | 415a        |
| У Джереми день рождения, Финес и Ферб помогают Кендэс с подарком для него. Фуфелшмертц изобретает Ужас-инатор, реализующий самые страшные ужасы человека, но Перри оказался бесстрашен, а Хайнц столкнулся с ужасом торговых автоматов с едой. Изабелла молчит 24 часа, чтобы получить значок за молчание. |            | |                               | |                     |                                 |                                                             |             |
| 199 | 25         | «Какая удача!» «Just Our Luck» | Сью Перротто                  | Сюжет: Дэни Ветер Сценарий: Алики Теофилопулос-Граффт и Джон Мато | 10 января 2014      | 5 апреля 2014                   | 12 февраля 2014                                             | 415b        |
| Чтобы сравняться с везунчиком Роджером, Фуфелшерц создаёт «Укради-Удач-инатор», и попав под его действие, становится самым удачливым человеком на планете! С ним может сравнится только Кендэс, в которую также попал луч инатора. А вот Финеса и Ферба преследуют невероятные поломки и неудачи, которые они решили преодолеть, предусмотрев в своем новом аттракционе защиту от всех возможные проблем и аварий. |            | |                               | |                     |                                 |                                                             |             |
| 200 | 26         | «Возврат товара» «Return Policy» | Сью Перротто                  | Сюжет: Дэни Ветер Сценарий: Майк Белл и Патрик О’Коннор | 24 января 2014      | 11 июня 2014                    | 10 августа 2014 12 мая 2014 (ПлюсПлюс)                      | 416a        |
| Финес и Ферб строят самый крутой тренажер для бейсбола и устраивают в нём соревнования, в то время как Кендэс, поехавшая с мамой в торговый центр за косметикой, встречает Джереми и идет заниматься с ним водными видами спорта. |            | |                               | |                     |                                 |                                                             |             |
| 201 | 27         | «Неидеальный шторм» «Imperfect Storm»                                                                                               | Роберт Ф. Хьюз                | Сюжет: Мартин Олсон Сценарий: Берни Петтерсон и Джошуа Прюетт | 1 августа 2014      | 11 июня 2014                    | 10 августа 2014 26 апреля 2014 (Disney Channel Scandinavia) | 416b        |
| Линда нанимает ландшафтных дизайнеров, которые понимают свою работу как искусство, которое не должно быть понятным сразу. Кендэс слышит, как Линда называет их оформление двора ужасом и думает, что это мама подловила братьев. Тем временем Финес и Ферб сделали воздушных змеев и создали ветероувеличитель (необходимо подуть в трубку и воздух умножается в несколько раз). А Фуфелшмертц решил отомстить своей однокласснице Грюлинде за то, что она в детстве обливала его водой, и создал водополивательинатор. Но оказалось, что Грюлинда так показывала любовь, которая сразу прошла, когда она узнала о его злопамятности. |            | |                               | |                     |                                 |                                                             |             |
| 202 | 28         | «Век паровых машин» «Steampunx» | Роберт Ф. Хьюз                | Сюжет: Дэни Ветер Сценарий: Берни Петтерсон и Джошуа Прюетт | 15 ноября 2013      | 23 ноября 2013                  | 17 августа 2014 13 мая 2014 (ПлюсПлюс)                      | 417a        |
| Отец Финеса и Ферба находит монету 1903 года, и под его рассказ про те времена показывается история, где живут очень похожие на них изобретательные дети, проходит выставка паровых машин, и похожий на Фуфелшмертца сумасшедший ученый хочет своими машинами показать людям, что прогресс — зло. |            | |                               | |                     |                                 |                                                             |             |
| 203 | 29         | «Это не пикник» «It’s No Picnic» | Сью Перротто                  | Сюжет: Дэни Ветер Сценарий: Джо Оррантия и Эдди Питтман | 8 августа 2014      | 23 июня 2014                    | 17 августа 2014 13 мая 2014 (ПлюсПлюс)                      | 417b        |
| Ферб идёт на приём к дантисту, а Бьюфорд и Балжит отправляются на состязания Тжиндеров и Ван Стоммов. Оставшаяся наедине с Финесом Изабелла помощью герл-скаутов и Кендэс устраивает романтический пикник. В это время доктор Фуфелшмертц сильно обеднел, и вместо того чтобы использовать созданный им «Транспортинатор» для очередной пакости, отправляет с его помощью Ванессу, мечтавшую о фестивале фильмов ужасов, в кинотеатр. Оказавшись, к своему ужасу, среди детей на кинофестивале Ути Момо, она узнает от сидящей там Кендэс, чем хороши фильмы об этой игрушке. Тем временем «Транспортинатор» продолжает действовать, возвращенный им домой Ферб пробуждает Финеса к активной деятельности, и Кендэс возвращается к прижучиванию. |            | |                               | |                     |                                 |                                                             |             |
| 204 | 30         | «Страшная Трилогия Ужасов Триштатья» «Terrifying Tri-State Trilogy of Terror»                                                       | Роберт Ф. Хьюз                | Сюжет: Дэни Ветер, Мартин Олсон и Скотт Петерсон Сценарий: Майк Белл и Ким Роберсон | 5 октября 2013      | 12 октября 2013                 | 16 декабря 2013                                             | 418         |
| В Триштатье намечаются продажи книги «Страшная Трилогия Ужасов Триштатья», и вот три связанные с этим истории: Утя Момо становится злой! Кендэс читает книгу и узнаёт, что эта книга заколдована, и может оживить куклу и она станет злой. Когда Кендэс обнаруживает, что её любимая кукла Утя Момо ожила, она долго пытается от неё спастись, но оказалось, что Утя Момо хочет лишь чтобы её приласкали, а злой стала совсем другая кукла. Ночь невероятно большой головы ребёнка Доктор Фуфелшмертц ловит Гигантскую Летающую Голову Младенца с помощью «Гигантскаялетающаяголовамладенца-приманиватель-инатора», и теперь она должна исполнить три его желания. Но точно сформулировать их слишком сложно, особенно когда мешается Перри. Вторжение злых утконосьих клонов Бьюфорд, узнав, что если пролить на утконоса виноградный сок, то появится его злой клон, проливает виноградный сок на Перри, и возникают сотни злых фиолетовых клонов утконоса, которые тут же отправились сеять хаос в Денвилле. |            | |                               | |                     |                                 |                                                             |             |
| 205 | 31         | «Друссельштейнуин» «Drusselsteinoween»                                                                                              | Роберт Ф. Хьюз                | Сюжет: Дэни Ветер Сценарий: Кайл Менк и Майкл Дайдерих | 4 октября 2013      | 26 октября 2013                 | 6 февраля 2014                                              | 419a        |
| Хайнц Фуфелшмертц получают в наследство от покойной тёти переносной замок в Друссельштейне и перевозит его к себе. Ванесса с помощью Финеса и Ферба устраивает хэллоуинскую вечеринку с маскарадом, чтобы тайно свидеться на ней с Монти, а Хайнц с Перри ищут в замке богатое наследство тётушки. Монограмм-старший чуть не поймал сына на свидании с дочерью врага, но слишком многие пришли в одинаковых костюмах Алого Первоцвета, и хозяйку бала выручает Стейси. |            | |                               | |                     |                                 |                                                             |             |
| 206 | 32         | «Взгляни страху в глаза» «Face Your Fear»                                                                                           | Роберт Ф. Хьюз                | Сюжет: Мартин Олсон Сценарий: Берни Петтерсон и Джошуа Прюетт | 11 октября 2013     | 26 октября 2013                 | 6 февраля 2014                                              | 419b        |
| Проанализировав ужастики, Фуфелшмертц решает поэкспериментировать с увеличением милых зверушек, чтобы сделать их страшными, и покупает летучую мышь. Оказалось, что она вызывает у него панический страх, и даже Ванесса, которой мышь кажется очень милой, не может его успокоить. После того как по вине Норма летучая мышь увеличивается, она хватает Хайнца и улетает, и Перри вынужден лететь его спасать. В это время Финес и Ферб строят горку для скейтбординга из пенопласта, а Кендэс, находящаяся вместе с родителями и Джереми на экскурсии в космическом центре, решает прижучить братьев с помощью спутника. |            | |                               | |                     |                                 |                                                             |             |
| 207 | 33         | «Ультиматум Климпалуна» «The Klimpaloon Ultimatum»                                                                                  | Сью Перротто                  | Сюжет: Дэн Повенмайр, Дэни Ветер, Джим Бёрнштейн, Мартин Олсон и Скотт Петерсон Сценарий: Патрик О’Коннор, Зак Монкриф, Эдвард Ривера и Майкл Дайдерих                                              | 18 июля 2014        | 7 июля 2014                     | 24 августа 2014 14 мая 2014 (ПлюсПлюс)                      | 420         |
| Чтобы Кендэс вместе с «Трио любви» была допущена к конкурсу с песней о Климпалуне, живом закрытом полосатом купальном костюме, Финес и Ферб должны найти его в Гималаях и предъявить жюри. Но Климпалун нужен спонсору этого конкурса, производителю купальных костюмов, чтобы вывести на рынок новый продукт. В это время Фуфелшмертц делает -инатор, чтобы превратить своего брата Рождера в бородавочника и лишить его поста мэра, но он превращает в бородавочника не Роджера, а спонсора конкурса. |            | |                               | |                     |                                 |                                                             |             |
| 208 | 34         | «Фуфельная наука» «Doof 101» | Роберт Ф. Хьюз                | Сюжет: Дэн Повенмайр и Джефф «Свомпи» Марш Сценарий: Ким Роберсон, Зак Монкриф и Дэн Повенмайр | 6 февраля 2015      | 27 ноября 2014                  | 31 августа 2014 15 мая 2014 (ПлюсПлюс)                      | 421a        |
| Фуфелшмертца приговаривают к общественным работам, и он становится учителем в школе дочери Ванессы. У Джонни, бывшего парня Ванессы и её одноклассника, разбито сердце. В ходе неудачного демонстрационного опыта на уроке генетики Фуфелшмертц случайно превращает его в монстра, и тогда он похищает Ванессу. Хайнцу и Перри понадобилась помощь всего класса, чтобы ввести Джонни антидот и вернуть его к человеческому виду. |            | |                               | |                     |                                 |                                                             |             |
| 209 | 35         | «День отца» «Father’s Day» | Сью Перротто                  | Сюжет: Скотт Петерсон Сценарий: Эдвард Ривера и Патрик О'Коннор | 22 августа 2014     | 10 июня 2014                    | 31 августа 2014 15 мая 2014 (ПлюсПлюс)                      | 421b        |
| Наступил день отца. Финес и Ферб поздравляют Лоренса, а тот, в свою очередь, поздравляет Реджинальда и с помощью Финеса и Ферба они вместе проводят время в полете. Фуфелшмертц находит конфискованного садового гнома, чтобы восстановить отношения со своим отцом, а Ванесса поздравляет папу, подарив ему множество кнопок самоуничтожения для его -инаторов. |            | |                               | |                     |                                 |                                                             |             |
| 210 | 36         | «Операция «Пряничек»» «Operation Crumb Cake»                                                                                        | Роберт Ф. Хьюз                | Сюжет: Дени Ветер Сценарий: Ким Роберсон и Майк Белл | 27 февраля 2015     | 14 июля 2014                    | 14 сентября 2014 15 мая 2014 (ПлюсПлюс)                     | 422a        |
| Изабелла и гёрлскауты пытаются вернуть любовное письмо, которое та отправила Финесу. В то время Фуфелшмертц сделал -инатор, который заставляет всех действовать в обратную сторону, чтобы повернуть Меркурий назад и исправить свой гороскоп. |            | |                               | |                     |                                 |                                                             |             |
| 211 | 37         | «Кендэс — парень» «Mandace» | Сью Перротто                  | Сюжет: Джим Бёрнштейн Сценарий: Алики Теофилопоулос-Граффт и Джон Мефот | 27 февраля 2015     | 14 июля 2014                    | 14 сентября 2014 15 мая 2014 (ПлюсПлюс)                     | 422b        |
| Фуфелшмертц создает устройство, благодаря которому вместо него видели бы голограмму. Но выстрел попадает в Кендэс, та принимает вид доставщика пиццы и решает получше узнать Джереми, общаясь с ним как парень. |            | |                               | |                     |                                 |                                                             |             |
| 212 | 38         | «Записки из Подполья: Назад во 2-е Измерение» «Tales From Resistance»                                                               | Роберт Ф. Хьюз                | Сюжет: Джим Бёрнштейн Сценарий: Джошуа Прюетт, Майк Белл, Кайл Менк и Майкл Дайдерих | 9 января 2015       | 25 ноября 2014                  | 6 марта 2015 16 мая 2014 (ПлюсПлюс)                         | 423         |
| Эпизод повествует о событиях во Втором Измерении спустя 2 месяца после того, как Финес и Ферб покинули его. Финес и Ферб из Второго Измерения начинают жить счастливой жизнью вместе с Перри-Киборгом. Все мирно, и даже «ОБКА» не торопится восстанавливать свою работу, но Кендэс все ещё настороже. Внезапно на город нападают бывшие секретные агенты, которые стали киборгами. Сначала подозревают Хайнца Фуфелшмертца, хотя он и находится за решёткой со своим паровозиком Чух-Чух, но он переводит подозрения на Шарлин Фуфелшмертц, с которой они официально в разводе. |            | |                               | |                     |                                 |                                                             |             |
| 213 | 39         | «Живи и дай кататься другим» «Live and Let Drive»                                                                                   | Сью Перротто                  | Сюжет: Джефф «Свомпи» Марш, Джим Бёрнштейн, Мартин Олсон и Скотт Петерсон Сценарий: Эдди Питтман и Джо Оррантия                                                                                     | 11 июля 2014        | 1 марта 2014                    | 21 сентября 2014 3 июня 2014 (ПлюсПлюс)                     | 424а        |
| Доктор Фуфелшмертц решает выиграть приз за победу в автогонках, облучив Мне-нету-дела-инатором лучшего гонщика Паоло Вандербика. Перри должен спасти ситуацию. |            | |                               | |                     |                                 |                                                             |             |
| 214 | 40         | «Возвращение гадкого кролика» «The Return of the Rogue Rabbit»                                                                      | Роберт Ф. Хьюз                | Сюжет: Скотт Петерсон Сценарий: Майкл Б. Синглтон и Майкл Дайдерих | 11 июля 2014        | 16 июня 2014                    | 21 сентября 2014 3 июня 2014 (ПлюсПлюс)                     | 424b        |
| Фуфелшмертц устраивает побег из тюрьмы кролику Денису, агенту враждебной «ОБКА» организации, и дает ему скрытый экзоскелет с мощным вооружением для реванша над Перри. Финес и Ферб делают гигантскую марионетку, чтобы сыграть спектакль Изабеллы в большом масштабе, и Перри использует её, чтобы победить Фуфелшмертца и кролика Дениса. |            | |                               | |                     |                                 |                                                             |             |
| 215 | 41         | «Затерянные в Дэнвилле» «Lost in Danville»                                                                                          | Сью Перротто                  | Сюжет: Деймон Линделоф Сценарий: Эдди Питтман и Джо Оррантия | 23 января 2015      | 29 сентября 2014                | 25 октября 2014 16 мая 2014 (ПлюсПлюс)                      | 425a        |
| Во двор Флиннов-Флетчеров прилетела загадочная капсула. Ребята решают узнать, что в ней. В это время Фуфелшмертца похищает доктор Тайнственность, и Фуфелшмертц учит его быть более общительным с теми, против кого направлены его злобные планы. |            | |                               | |                     |                                 |                                                             |             |
| 216 | 42         | «Метод Инатора» «The Inator Method»                                                                                                 | Сью Перротто                  | Сюжет: Дени Ветер Сценарий: Эдвард Ривера и Патрик О'Коннор | 23 января 2015      | 29 сентября 2014                | 25 октября 2014 16 мая 2014 (ПлюсПлюс)                      | 425b        |
| Финес и Ферб сооружают огромный макет Солнечной системы и устраивают гонки, в то время как Кендэс делает дома уборку и одновременно играет в онлайн-игру со Стейси. А Фуфелшмертц устраивает рекламный семинар продаж любых товаров и услуг с использованием своего -инатора. |            | |                               | |                     |                                 |                                                             |             |
| 217 | 43         | «Уже не маленький» «Act Your Age»                                                                                                   | Роберт Ф. Хьюз                | Сюжет: Дени Ветер Сценарий: Берни Петтерсон и Ким Роберсон | 20 февраля 2015     | 9 февраля 2015                  | 6 марта 2015 12 августа 2014 (Интернет)                     | 426         |
| Прошло десять лет с момента основных событий мультсериала, Финес решает, в какой университет поступить. Он узнает, что Изабелла влюблена в него уже 11 лет, и пытается найти её, пока она не уехала в колледж, и признаться ей в любви. Тем временем Фуфелшмертц решает устроить себе кризис среднего возраста и почудить в компании с Перри, но быстро разочаровывается. Зато его дочь Ванесса получает возможность покататься с Фербом на оставшемся от чудачеств Хайнца жёлтом суперкаре и помочь Финесу догнать уехавшую Изабеллу. В серию был вставлен давно ожидаемый фанатами поцелуй Финеса и Изабеллы. |            | |                               | |                     |                                 |                                                             |             |
| 218 | 44         | «Финес и Ферб спасают лето» «Phineas and Ferb Save Summer»                                                                          | Сью Перротто                  | Сюжет: Дени Ветер Сценарий: Эдвард Ривера и Патрик О'Коннор | 20 июня 2014        | 9 июня 2014                     | 7 сентября 2014 12 августа 2014 (Интернет)                  | 427-428     |
| Кендэс находит видеозапись со сделанным ею в пятилетнем возрасте заданием для себя в будущем, и хочет его выполнить, но заминка с преодолением страха перед пауками. А Монограмма увольняют из-за закончившейся крупным штрафом массовой драки с членами злодейской организации «ЛЮБОВНИЧКИ», работа «ОБКА» дезорганизована. Тем временем Фуфелшмертц использует свой -инатор, чтобы отодвинуть Землю от Солнца, однако остальные злодеи заходят в использовании его изобретения слишком далеко. Финес и Ферб с Кендэс и друзьями по всему миру пытаются вернуть Землю на прежнюю орбиту, а Монти Монограмм и Карл пытаются восстановить контроль за ситуацией, но пока -инатор работает, их усилий недостаточно. Хайнцу, обиженному на майора Монограмма, что тот его вовремя не остановил, приходится лично вступить в схватку со злым учёным Родни, чтобы уничтожить своё изобретение. |            | |                               | |                     |                                 |                                                             |             |
| 219 | 45         | «Ночь живых аптекарей» «Night of the Living Pharmacists»                                                                            | Сью Перротто                  | Сюжет: Дени Ветер Сценарий: Эдвард Ривера и Патрик О'Коннор | 4 октября 2014      | 10 октября 2014                 | 31 октября 2014                                             | 429/430     |
| Финес и Ферб изобретают прибор, который делает их упругими и прыгучими как резина, Изабелла пытается признаться в любви и получить значок за душевную храбрость. Тем временем Фуфелшмертц делает -инатор, который сделал бы его брата противным, и оказалось, что превратившийся в подобие Хайнца Роджер может своим прикосновением превращать других людей в своё подобие (если не помешает электроизоляция). Хайнц веселится, пока не понимает, что опасность грозит и его дочери Ванессе. К гостившей у Ванессы Кендэс присоединяется компания Финеса и Ферба, Фуфелшмертц привозит на вертолёте Перри, и все вместе они начинают собирать устройство, чтобы превратить похожих на аптекарей клонов Хайнца обратно в нормальных людей. |            | |                               | |                     |                                 |                                                             |             |
| 220 | 46         | «Звездные войны» «Phineas and Ferb: Star Wars»                                                                                      | Сью Перротто                  | Сюжет: Дени Ветер Сценарий: Эдвард Ривера и Патрик О'Коннор | 26 июля 2014        | 4 августа 2014                  | 5 декабря 2014 18 ноября 2014 (DVD)                         | 431/432     |
| Финес и Ферб живут на планете Татуин рядом с героями Звёздных войн, и им в руки попадают похищенные агентом Перри чертежи Звезды Смерти. Изабелла работает капитаном транспортного корабля и помогает им, а Кендэс вместе с Бьюфордом и Балджитом служат имперскими штурмовиками и пытаются их прижучить. Дартеншмерц изобретает ситхинатор, который поражает Ферба и превращает его в ситха. Перед уничтожением «Звезды Смерти» повстанцами гёрл-скауты успевают вывезти с неё всех работников и бюрократов. Повстанцы устраивают праздничный концерт, где Финес и Изабелла целуются. |            | |                               | |                     |                                 |                                                             |             |
| 221 | 47         | «Последний день лета» «Last Day of Summer»                                                                                          | Сью Перротто и Роберт Ф. Хьюз | Сюжет: Дени Ветер, Скотт Петерсон, Джим Бёрнштейн и Мартин Олсон Сценарий: Алики Теофилопоулос-Граффт, Бёрни Петтерсон, Calvin Suggs, Джон Мефот, Джошуа Прюетт, Каз, Ким Роберсон и Майкл Дайдерих | 12 июня 2015        | 12 июня 2015                    | 31 августа 2015                                             | 433/434     |
| Наступает 104-й, последний день летних каникул, последний шанс Кендэс прижучить братьев. После неудачи она идет домой к Ванессе, чтобы возвратить ей DVD. Там она находит ещё не испытанный «Повторитель-инатор» доктора Фуфелшмертца, с помощью которого можно откатить день назад, и запускает его, чтобы повторить прижучивание с учётом прошлых ошибок. Фуфелшмертц тоже использует дополнительный шанс, чтобы вернуть Ванессу, которая рассердилась, что он её не слушает, и ушла. Ради дочери Хайнц создаёт пост губернатора Триштатья и побеждает на выборах, но оказалось, что Ванесса поступила стажёром в «ОБКА», и хотела убедить папу, что он на самом деле не злой. Тем временем «Повторитель-инатор» продолжает работать, дни повторяются, но с каждым разом всё короче и в перспективе время должно схлопнуться до нуля, и с каждым повтором что-то из этого мира исчезает. Когда исчезают Финес, Ферб, и продолжающий работать «Повторитель-инатор», Фуфелшмертц с помощью Перри и Ванессы начинает срочно делать «Дни-расширитель-инатор», а Кендэс и друзья Финеса и Ферба с помощью Балджита отправляются спасать их в тот мир, куда они перенеслись. Культурные отсылки: День сурка. |            | |                               | |                     |                                 |                                                             |             |
| Special | Special    | «Финес и Ферб: Марафон-клиптастик с участием Келли Осборн» «Phineas and Ferb Musical Cliptastic Countdown Hosted by Kelly Osbourne» | Ким Роберсон                  | Сюжет: Бобби Гейлор (Сценарий) | 28 июня 2013        | 13 июля 2013                    | 10 мая 2014                                                 | 435         |
| Пришло время для второго музыкального клиптастического марафона Финеса и Ферба, где будут показаны 10 лучших песен 2 и 3 сезонов! Монограмм и Фуфелшмертц уже готовы его вести, но оказывается, что главной ведущей будет Келли Осборн. Постепенно разгорается спор насчет распределения ролей соведущих и Хайнц решает использовать против Келли свой «Брысь-инатор», которым он отгонял от дочери ухажеров в серии «Ванессивный шоппинг». |            | |                               | |                     |                                 |                                                             |             |
| 222 | 48 (Спец.) | «Архивы О.Б.К.А.» «O.W.C.A. Files»                                                                                                  | Роберт Ф. Хьюз                | Сюжет: Алики Теофилопулос, Берни Петтерсон, Кэлвин Саггс, Эдди Питтман, Джон Мэтот, Ким Роберсон, Кайл Менке, Майк Белл, Джошуа Пруэтт, Мартин Олсон и Скотт Петерсон.                              | 9 ноября 2015       | 15 января 2016                  | 14 декабря 2015                                             | 436/437     |
| Это эпизод посвященный приключениям нового агента «О.Б.К.А.» Хайнца Фуфелшмертца, под руководством Перри, проходящего вместе с другими агентами-новичками тренировку для работы в команде, когда они все вместе оказались вынуждены противостоять планам Профессора Парентеза, поставившего своей целью уничтожение их организации. |            | |                               | |                     |                                 |                                                             |             |

### 5 сезон (2025)
| № общий | № в сезоне | Название                                                                   | Режиссёр                  | Автор сценария              | Премьера       | Премьера    | Код  |
| № общий | № в сезоне | Название                                                                   | Режиссёр                  | Автор сценария              | Disney Channel | Disney+     | Код  |
| --- | ---------- | -------------------------------------------------------------------------- | ------------------------- | --------------------------- | -------------- | ----------- | ---- |
| 223 | 1          | «Летний Блокбастер (часть 1)» «Summer Block Buster»                        | Эмбер Торнквист Холлингер | Скотт Питерсон              | 5 июня 2025    | 6 июня 2025 | 501a |
| В последний день учёбы Финес, Ферб и их друзья придумывают идеи для вечеринки в честь начала летних каникул, в то время как Кэндис с нетерпением жаждет их прижучить. Тем временем Перри узнаёт, что доктор Хайнц Фуфелшмертц снова стал злым и решает испарить всё, что его раздражает с помощью своего испарителинатора, который случайно попадает в Линду и превращает её в пар. |            |                                                                            |                           |                             |                |             |      |
| 224 | 2          | «Облачно, возможно появление мамы (часть 2)» «Cloudy with a Chance of Mom» | Крис Ибарра               | Скотт Питерсон              | 5 июня 2025    | 6 июня 2025 | 501b |
| Финес, Ферб и их друзья, а также Кэндис обнаруживают, что Линда превратилась в облако. Финес и Ферб преследуют её, помогая ей избежать различных преград, в то время как Бьюфорд и Изабелла находят инатор, выпавший из шара Фуфелшмертца и затем приносят его Балджиту, чтобы он мог обратить его действие вспять. Кэндис обращается к Линде, возвращая её домой, чтобы они могли вернуть её в нормальное состояние. Перри спасает день, замкнув блок питания, и семья Флинн-Флетчер делает семейную фотографию. |            |                                                                            |                           |                             |                |             |      |
| 225 | 3          | «Аппетит к приключениям» «Appetite for Adventure»                          | Джеймс Ким                | Оскар Лемус и Джошуа Прюитт | 5 июня 2025    | 6 июня 2025 | 502a |
| Финес и Ферб строят подводную лодку из сэндвича с подводной лодкой и отправляются на дно Марианской впадины со своими друзьями, где они натыкаются гигантское морское существо и сбегают от него, используя спасательную капсулу в качестве отвлекающего манёвра. Инатор Фуфелшмертца, крадущий еду со всего Дэнвилла, в итоге тащит его самого через весь пляж, засыпая подводную лодку Финеса и Ферба песком. |            |                                                                            |                           |                             |                |             |      |
| 226 | 4          | «Лицензия на прижучивание» «License to Bust»                               | Эмбер Торнквист Холлингер | Ким Роберсон                | 5 июня 2025    | 6 июня 2025 | 502b |
| Финес и Ферб мастерят гекконовое снаряжение, посмотрев про них документальный фильм. Они прыгают по всему Дэнвиллю, пока Кэндис сдаёт экзамен по вождению. Фуфелшмертц построил инатор, меняющий цвет светофора с красного на зелёный , чтобы он мог добраться домой до того, как его замороженные продукты разморозятся. Перри устраняет последствия образовавшегося хаоса на дороге, пока Кэндис едет за своими братьями и в итоге сдаёт экзамен. |            |                                                                            |                           |                             |                |             |      |
| 227 | 5          | «Высохни, но не сейчас» «Dry Another Day»                                  | TBA                       | TBA                         | 14 июня 2025   | 6 июня 2025 | 503a |
| Финес и Ферб построили гигантскую кольцевую ледяную дорожку и решают прокатиться на ней на санках по всему Дэнвиллу. Доктор Фуфелшмертц привозит кучу масла, сделанного из ягод Дункльберри в аквапарк, высушивает всю воду своим осушителинатром и заменяет её маслом из ягод. |            |                                                                            |                           |                             |                |             |      |
| 228 | 6          | «Разбирая Фуфела» «Deconstructing Doof»                                    | TBA                       | TBA                         | 14 июня 2025   | 6 июня 2025 | 503b |
| У Кэндис и Фуфелшмертца один и тот же психолог, доктор Мосли Шамай, который связывает их истории через присутствие Перри в их жизнях. Следуя этой зацепке, он берет интервью у семьи Флинн-Флетчер и их друзей и посещает Фуфелшмертца, который демонстрирует типичные события дня, которые срывают его планы. Шамай связывает это с исчезновением последнего изобретения мальчиков и делает публичную презентацию своих доказательств. Пока Финес, Ферб и их друзья танцуют в гигантском диско-шаре, Перри мешает разоблачению Шамая, используя самоуничтожителинатор Фуфелшмертца, чтобы уничтожить собранные доказательства. В то же время его осечка отражается на нескольких спутниках и уничтожает диско-шар, выставляя Шамая сумасшедшим. Приглашенная звезда: Брендан Хант в роли психолога Шамая. |            |                                                                            |                           |                             |                |             |      |
| 229 | 7          | «Тропка МакТропкин» «Tropey McTropeface»                                   | TBA                       | TBA                         | 14 июня 2025   | 6 июня 2025 | 504a |
| Финес и ферб построили гигантский зоотроп, который Бьюфорд назвал «Тропкин МакТропкин». Зоотроп укатывается ранним утром после того, как переворачинатор Фуфелшмертца даёт осечку. В это время "Грабитель мам", преступник, крадущий зонтики у матерей, уносит к полицейским зоотроп после того, как он ограбил Линду. Зоотроп катится по городу, и Перри быстро мешает Фуфелшмертцу, поскольку должен успеть к 12:00, когда Кэндис будет его мыть, опрокидывая крышу здания Фуфелшмертца. После своего путешествия и из-за результатов осечки инатора зоотроп взлетает в воздух и отталкивает метеорит от удара по Дэнвиллу, в конечном итоге уничтожая инатор Фуфелшмертца, прежде чем наконец приземлиться рядом с колесом обозрения в парке. Приглашенная звезда: Майкл Бубле в роли самого себя.      |            |                                                                            |                           |                             |                |             |      |
| 230 | 8          | «Библио-Взрыв!» «Biblio-Blast!»                                            | TBA                       | TBA                         | 14 июня 2025   | 6 июня 2025 | 504b |
| Книжный шкаф Лоуренса сломался, и Финес и Ферб строят для него новый. Фуфелшмерц строит Лицерастеньеинатор, чтобы создавать всеядные растения с его лицом, но они нападают на Фуфелшмерца и Перри. Инатор даёт осечку на задний двор Финеса и Ферба, из-за чего им приходится сражаться с появившимися растениями, по итогу съевших книжный шкаф до нормального размера, после чего они уничтожились, так как Перри нажал на кнопку самоуничтожения. |            |                                                                            |                           |                             |                |             |      |
| 231 | 9          | «Чип для ветеринара» «A Chip to the Vet»                                   | TBA                       | TBA                         | 2025           | 6 июня 2025 | 505a |
| Финес и Ферб вместе с мамой решают отвести Перри к ветеринару на осмотр, но Перри должен любой ценой избежать чипирования, так как это сильно помешает его работе. Кэндис присоединяется к ним, чтобы увидеть, как Джереми работает в расположенном неподалёку «Мистер Жмот-Дог», где Фуфелшмерц замечает Перри и решает его чипировать. Финес и Ферб тем временем мастерят приспособление для мойки домашних животных. Приглашённые звёзды: Келли Демпси в роли регистратора, Минди Стерлинг в роли ветеринара. |            |                                                                            |                           |                             |                |             |      |
| 232 | 10         | «Больше чем стажёр» «More Than an Intern»                                  | TBA                       | TBA                         | 2025           | 6 июня 2025 | 505b |
| Финес и Ферб играют в ракетный лякросс, перебрасывая мяч между Дэнвиллом и Африкой с помощью гигантской ракетки. Карл отправляется на подработки, где Фуфелшмерц как раз проворачивает свои злодеяния, докучая людей живой рыбой. Монограмм тем временем просит Карла помочь Агену Пи. Карл устраняет проблемы, которые создаёт Фуфелшмерц в ресторане, на дне рождения и во время доставки пиццы. |            |                                                                            |                           |                             |                |             |      |
| 233 | 11         | «Аврора Перри-Элис» «The Aurora Perry-Alis»                                | TBA                       | TBA                         | 2025           | 2025        | 506a |
| 234 | 12         | «Повелитель гёрлскаутов» «Lord of the Firesides»                           | TBA                       | TBA                         | 2025           | 2025        | 506b |
| 235 | 13         | «Агент Т (подросток)» «Agent T (For Teen)»                                 | TBA                       | TBA                         | 2025           | 2025        | 507a |
| 236 | 14         | «Галантерейщик» «The Haberdasher»                                          | TBA                       | TBA                         | 2025           | 2025        | 507b |
| 237 | 15         | «Костюм Кэндис» «The Candace Suit»                                         | TBA                       | TBA                         | 2025           | 2025        | 508a |
| 238 | 16         | «Вне характера» «Out of Character»                                         | TBA                       | TBA                         | 2025           | 2025        | 508b |
| 239 | 17         | «Встретимся в Сент-Луисе» «Meap Me in St. Louis»                           | TBA                       | TBA                         | 2025           | 2025        | 509  |
| 240 | 18         | «Никакой пижамной вечеринки» «No Slumber Party»                            | TBA                       | TBA                         | 2025           | 2025        | 510a |
| 241 | 19         | «Баллада о Баббе Фуфе» «The Ballad of Bubba Doof»                          | TBA                       | TBA                         | 2025           | 2025        | 510b |

## Спецэпизоды
Архивы О.Б.К.А. — отдельный специальный эпизод «часовой» длительности, посвященный приключениям нового агента «О.Б.К.А.» Хайнца Фуфелшмертца, под руководством Перри, проходящего вместе с другими агентами-новичками тренировку для работы в команде, когда они все вместе оказались вынуждены противостоять планам Профессора Парентеза, поставившего своей целью уничтожение их организации. Премьера этого эпизода в США состоялась 9 ноября 2015 года на канале Disney Channel, 15 января 2016 года — на канале Disney XD, на русском языке он показан на Канале Disney 14 декабря 2015 года (12 декабря 2015 на Интернете).

## Также смотрите
- Закон Майло Мёрфи

## Комментарии
1. 1 2  В указанном числе серий эпизоды «часовой» длительности учтены в двухсерийном варианте монтажа.
2. ↑   Эту серию показывали на премьере серий в 2007 году[3]. На канале Disney Channel Latin America эту серию показывали 31 декабря 2007 года
3. ↑  Отсылка в названии: Бешеный бык (англ. Raging Bull)
4. ↑  Отсылка в названии: Фраза «Свет, камера, мотор!» (англ. Lights, camera, action!)
5. ↑  Отсылка в названии: Three to Get Ready
6. ↑  Эту серию впервые показывали на канале Disney Channel Poland 29 февраля 2008 года
7. ↑  Отсылка в названии: Cirque du Soleil
8. ↑  Отсылка в названии: A Hard Day's Night
9. ↑  В этой серии была спета песня Ванессы и Кендэс «Крышка», которая по итогам голосования поклонников сериала попавшая в «Музыкальный марафон Финеса и Ферба» на третье место
10. ↑  Отсылка в названии: «Этот безумный, безумный, безумный, безумный мир» (англ. It's a Mad, Mad, Mad, Mad World)
11. ↑  Ванесса жалуется, что из-за чужой одежды стала похожа на леденец, это слово (англ. Candy) произносится похоже на имя Кендэс (англ. Candace).
12. ↑  Отсылка в названии: Лох-Несское чудовище (англ. Loch Ness Monster)
13. ↑  Отсылка в названии: Интервью с вампиром (англ. Interview with the Vampire)
14. ↑  Этот эпизод впервые показывали на канале Toon Disney 23 января 2009 года
15. ↑  Отсылка в названии: Нападение 50-футовой женщины (англ. Attack of the 50 Foot Woman)
16. ↑  Этот эпизод впервые показывали на канале Toon Disney 23 января 2009 года
17. ↑  Отсылка в названии: Ночь живых мертвецов (англ. Night of the Living Dead) и День мертвецов (англ. Day of the Dead)
18. ↑  Отсылка в названии: Фраза «Элементарно, Дорогой Ватсон» (англ. Elementary, My Dear Watson) из Шерлока Холмса
19. ↑  Отсылка в названии: Chez Panisse[англ.]
20. ↑  Отсылка в названии: The Emperor Lays an Egg[англ.]
21. ↑  Майор Монограмм сказал Перри, что он получит вазу на Рождество от Фуфелшмертца, в серии Phineas and Ferb Christmas Vacation, во время финальной песни Фуфелшмертц дарит Перри вазу.
22. ↑  Отсылка в названии: Хроники Нарнии (англ. The Chronicles of Narnia)
23. ↑  Приглашённые звёзды: Дэвид Митчелл в роли Митча, Лоренцо Ламас в роли Мипа. Этот эпизод отмечает последнюю работу знаменитого актёра озвучивания закадровых текстов Дона Лэфонтэйна[англ.], где он пародировал себя. Продолжение к этой серии будет в 3 сезоне и названо «Meapless in Seattle», в титрах этой серии были показаны моменты из серии «Meapless in Seattle»[7].
24. ↑  Отсылка в названии: Финес и Ферб (англ. Phineas and Ferb)
25. ↑  Отсылка в названии: Swiss Family Robinson
26. ↑  Отсылка в названии: Breakin' 2: Electric Boogaloo, фильм о танцорах, после выхода которого название танца электрик-бугалу стало в поп-культуре синонимом нежелательных последствий.
27. ↑  Приглашённые звёзды: Bowling for Soup в роли самогих себя, Дженнифер Стоун в роли Аманды, Мойзес Ариас в роли Фреда, Дженнифер Грей в роли библиотекаря, Ноа Манк в роли Ксавье.
28. ↑  Примечание: в начале серии Финеас говорит, что девочки сделаны из сахара, специй и всего хорошего (в оригинале "sugar, spice and everything nice"), что является отсылкой к сериалу "Суперкрошки".
29. ↑  Отсылка в названии: The Beatles
30. ↑  Отсылка в названии: Necessary Roughness
31. ↑  Отсылка в названии: Фраза «Больше никаких весёлых фирм» (англ. No More Funny Business)
32. ↑  Серию впервые показывали на канале Disney XD (Великобритания и Ирландия) 3 октября 2009 года
33. ↑  Отсылка в названии: Индиана Джонс и храм судьбы (англ. Indiana Jones and the Temple of Doom)
34. ↑  Эта серия по сюжету связана с серией «Bubble Boys». Также это первая серия где не появляются доктор Фуфелшмертц и Майор Монограмм.
35. ↑  Серию впервые показывали на канале Disney XD (Великобритания и Ирландия) 10 октября 2009 года
36. ↑  Серию впервые показывали на канале Disney XD (Великобритания и Ирландия) 10 октября 2009 года
37. ↑  Отсылка в названии: Грязные танцы (англ. Dirty Dancing)
38. ↑  Отсылка в названии: Я был подростком-оборотнем (англ. I Was a Teenage Werewolf)
39. ↑  Отсылка в названии: Suddenly Susan[англ.]
40. ↑  Отсылка в названии: Рождественские каникулы (англ. National Lampoon's Christmas Vacation)
41. ↑  Приглашённые звёзды: Клэнси Браун в роли Санта-Клауса, Мальколь Макдауэлл в роли дедушки Ферба, Джейн Карр в роли  бабушки Ферба, Мэтью Хорн в роли Блэя, Брюс Макиннон в роли Клюина, Big Bad Voodoo Daddy исполнили песни.
42. ↑  В серии «Gaming the System» Майор Монограмм сказал Перри, что он получит вазу на Рождество от Фуфелшмертца, в этой серии во время последней песни Фуфелшмертц дарит Перри вазу. В сцене обмена подарками между Кендэс и Джереми заложена отсылка на рассказ О.Генри «Дары волхвов»
43. ↑  Отсылка в названии: Undercover Boss[англ.]
44. ↑  Отсылка в названии: Фраза «Гип-гип ура» (англ. Hip Hip Hooray)
45. ↑  Серию впервые показывали на канале Disney XD (Великобритания и Ирландия) 15 апреля 2010 года.
46. ↑  Отсылка в названии: Вторжение похитителей тел (англ. Invasion of the Body Snatchers)
47. ↑  В Австралии серию впервые показывали на канале Disney Channel 9 апреля 2010 года, на канале Disney XD 28 июня 2010 года. В Индии серию впервые на канале Disney XD.
48. ↑  Отсылка в названии: Волшебник страны Оз (англ. The Wizard of Oz).
49. ↑  Приглашённые звёзды: Бен Стиллер в роли мистера Кака Пук-пук, Кристин Тейлор в роли миссис Кака Пук-пук.
50. ↑  Отсылка в названии: Охотники за привидениями (англ. Ghostbusters)
51. ↑  Отсылка в названии: Dog Whisperer[англ.]
52. ↑  Серию впервые показывали на Disney XD (Германия) 4 июня 2010 года, на Disney Channel Latin America 16 июля 2010 года, на Disney XD Latin America 14 августа 2010 года, на Disney XD (Великобритания и Ирландия) 19 июля 2010 года, на Disney XD India 6 сентября 2010 года, Disney XD Netherlands 19 сентября 2010 года
53. ↑  Отсылка в названии: Секрет моего успеха (англ. The Secret of My Success)
54. ↑  Серию впервые показывали на Disney XD (Германия) 4 июня 2010 года, на Disney Channel Latin America 16 июля 2010 года, на Disney XD Latin America 14 августа 2010 года, на Disney XD (Великобритания и Ирландия) 19 июля 2010 года, на Disney XD India 6 сентября 2010 года, Disney XD Netherlands 19 сентября 2010 года
55. ↑  Отсылка в названии: The Dark Side of the Moon
56. ↑  Отсылка в названии: She’s the Sheriff[англ.]
57. ↑  Серию впервые показывали на канале Disney Channel Latin America 22 июля 2010 года, на канале Disney XD Poland 6 сентября 2010 года
58. ↑  Серию впервые показывали на канале Disney Channel Latin America 22 июля 2010 года, на канале Disney XD Poland 6 сентября 2010 года
59. ↑  Приглашённые звёзды: Кевин Смит и Сет Макфарлейн.
60. ↑  Приглашённые звёзды: Алли Маккей в роли инструктора йоги, Лэрд Гамельтон в роли самого себя, Фил Льюис в роли мэнэджера отеля.
61. ↑  Серию впервые показывали на канале Disney Channel Latin America 28 июля 2010 года, на канале Disney Channel India 21 апреля 2010 года
62. ↑  Серию впервые показывали на канале Disney Channel Latin America 28 июля 2010 года, на канале Disney Channel India 21 апреля 2010 года
63. ↑  Серию впервые показывали на канале Disney Channel Latin America 6 декабря 2010 года
64. ↑  Приглашённые звёзды: Клэй Айкен и Чака Хан в роли самих себя.
65. ↑  В эпизоде много моментов, добавленых из предыдущих серий: когда Кендэс с мамой разговаривают, идя мимо стоянки, то можно увидеть двух Кэндэс из будущего; а когда тележки американских горок братьев долетели в космос, вместо спутника из первой серии они там видят Мипа.
66. ↑  Отсылка в названии: фильм «Беги, Лола, Беги» (англ. «Run, Lola, Run»)
67. ↑  Отсылка в названии: фильм «The Great Outdoors».
68. ↑  Серия является пародией на фильм «Муха».
69. ↑  Серия является пародией на Моби Дика; название — отсылка к Красавице и Чудовищу (англ. The Beauty and the Beast)
70. ↑  Название является пародией на английскую пословицу «Задавай глупые вопросы — получай глупые ответы».
71. ↑  В реальном Китае в это время правила династия Юань.
72. ↑  Отсылка в названии: велогонка Тур де Франс.
73. ↑  Отсылка в названии: Бродвейский мюзикл «Моя лучшая леди».
74. ↑  Агент С появляется ещё в серии 2 сезона «А вот ты где Перри», только там он назван агентом У.
75. ↑  За образец этого языка была взята поросячья латынь
76. ↑  Это первая и единственная серия «-a», не имеющая серии «-b». Однако, она не транслируется одна: её «-b» серией является серия 1 сезона «S’Winter» (Летзима).
77. ↑  Отсылка в названии: фильм «Индиана Джонс и храм судьбы». Собственно, отсылка не только в названии, а и во всей серии.
78. ↑  Эта серия в части приключения Фуфелшмертца является пародией на фильм «Начало».
79. ↑  Отсылка в названии: фильм «Неспящие в Сиэттле» англ. Sleepless in Seattle
80. ↑  Отсылка в названии: фильм 1991 года «В постели с врагом» («Sleeping with the enemy»)
81. ↑  Отсылка в названии: фильм «Сокровище нации: Книга тайн»
82. ↑  До того, как серия была показана по каналу Disney, она вышла на DVD «Финес и Ферб. Роботородео» (англ. Phineas and Ferb Perry Files. Animal Agents), вышедшее в России в марте.
83. ↑  Отсылка в названии: книга «Облачно, возможны осадки в виде фрикаделек[англ.]» и его экранизации мультфильма в 2009 году (англ. Cloudy with a Chance of Meatballs)
84. ↑  Используя для этого их семейные фотографии
85. ↑  Отсылка в названии: фильм «Лицензия на убийство» (англ. Licenсe to Kill)
86. ↑  Отсылка в названии: фильм Умри, но не сейчас (англ. Die Another Day))
87. ↑  Растущих в Друссельштейне–родине Фуфелшмертца
88. ↑  Отсылка в названии: фильм «Разбирая Гарри» (англ. Deconstructing Harry)
89. ↑  Отсылка в названии: фильм Встретимся в Сент-Луисе (англ. Meet Me in St. Louis)